# Нижний Новгород
Ни́жний Но́вгород (в разговорной речи часто Нижний, c XIII по XVII век — Но́вгород Низо́вской земли́, с 7 октября 1932 года по 22 октября 1990 года — Го́рький) — город в центральной России, административный центр Приволжского федерального округа и Нижегородской области. Второй по численности населения город в Приволжском федеральном округе и на реке Волге, седьмой по численности населения город в стране. Основан по некоторым оценкам 4 (10) февраля 1221 года владимирским князем Юрием Всеволодовичем как пограничная крепость.
Расположен в центре Восточно-Европейской равнины, на месте слияния Оки и Волги. Ока делит город на две части: на высоком правом берегу расположена нагорная на Дятловых горах, и заречная — на её левом низи́нном берегу. На левом берегу Волги расположен город-спутник Бор.
В 1508—1515 годах был построен каменный кремль, который с тех пор ни разу не был взят противником. Под его стенами в 1612 году земский староста Кузьма Минин собрал средства и вместе с князем Дмитрием Пожарским организовал народное ополчение для освобождения Москвы и всей России от поляков и литовцев. С 1817 года, с переводом в город Макарьевской ярмарки, располагавшейся ранее близ Желтоводского Макариева монастыря, он становится одним из крупнейших торговых центров России. В 1896 году в городе прошла Всероссийская художественно-промышленная выставка, давшая развитие российскому трамваю. В 1928 году Нижний Новгород объединяют с городами Сормово, Канавино и левобережьем Оки. Во время советской индустриализации 1930-х годов в нём были построены крупные машиностроительные предприятия, в том числе крупнейший автогигант — Горьковский автомобильный завод (ГАЗ). Во время Великой Отечественной войны 1941—1945 годов город был крупнейшим поставщиком военной техники, в силу чего подвергался бомбардировкам, мощнейшим во всём Среднем Поволжье. После войны город был награждён орденом Ленина. 20 ноября 1985 года в городе был запущен первый участок метрополитена. В 2012 году запущена линия канатной дороги с самым большим в Европе безопорным пролётом над водной поверхностью как дополнение к системе пассажирского транспорта. В 2013 году была запущена городская электричка. В 2018 город стал одним из мест проведения чемпионата мира по футболу.
Население города — ↘1 198 245, это седьмой по численности населения город в России и четвёртый в её европейской части. Нижний Новгород входит в тридцатку по населению среди крупнейших городов Европы. Город — центр Нижегородской агломерации, население которой насчитывает 2,087 млн чел. Она является шестой по величине в стране и второй в Среднем Поволжье.
Нижний Новгород — важный экономический, промышленный, научно-образовательный и культурный центр России, крупнейший транспортный узел и административный центр Приволжского федерального округа. Является одним из главных направлений речного туризма в России. Историческая часть города богата достопримечательностями и является популярным туристическим центром.
Указом Президента Российской Федерации от 2 июля 2020 года городу было присвоено звание «Город трудовой доблести».

## Этимология
Основан в 1221 году под названием Новгород, что, возможно, означало не просто «новый город», а повторяло название города Новгород на реке Волхове. Для различения одноимённых городов вводится определение «нижний», которое сначала употребляется эпизодически, а с XIV века — уже почти постоянно. Понимается это определение чаще всего как указание на расположение города в низовых землях, на Низе. По мнению Н. Д. Русинова, в этом случае город назывался бы не Нижний, а Низовский Новгород. Кроме того, он обращает внимание на то, что пары топонимов с компонентами «нижний» и «верхний» обычно возникают в пределах одной реки — иными словами, город, по отношению к которому Нижний Новгород является «нижним», должен был находиться выше него по течению Оки или Волги. Таким городом Русинов считает Городец, который возник раньше Нижнего Новгорода, лежит выше по течению Волги, и именно от него к Нижнему Новгороду перешли функции передового оборонительного пункта. Тем не менее, этимология, основанная на Низовской земле, очевидна, например, в сохранявшемся до 1917 года большом императорском титуле, в котором император именовался «Великим князем Новгорода Низовской земли» (в старой орфографии — «Новаго́рода Низо́вскія земли́»).
7 октября 1932 года, в ознаменование 40-летней литературной деятельности советского писателя Максима Горького, уроженца этого города, Нижний Новгород был переименован в Горький, хотя сам он был против этого, своим родным и близким запретил в разговоре называть Нижний Новгород по-новому и вообще был не согласен с кампанией по переименованию городов. В рамках проводившегося в позднеперестроечный период «процесса возрождения исторических первоначальных названий», по представлению Совета по топонимии Советского фонда культуры, в соответствии с Указом Президиума Верховного Совета РСФСР № 250-1 от 22 октября 1990 года «О переименовании города Горького в город Нижний Новгород и Горьковской области в Нижегородскую область» городу возвращено историческое название Нижний Новгород.
На языках народов Поволжья имеет другие названия: коми — Макаръя, марийском — Угарман, эрзянском — Алоош, чувашском — Чулхула.

## Физико-географическая характеристика

### Географическое положение

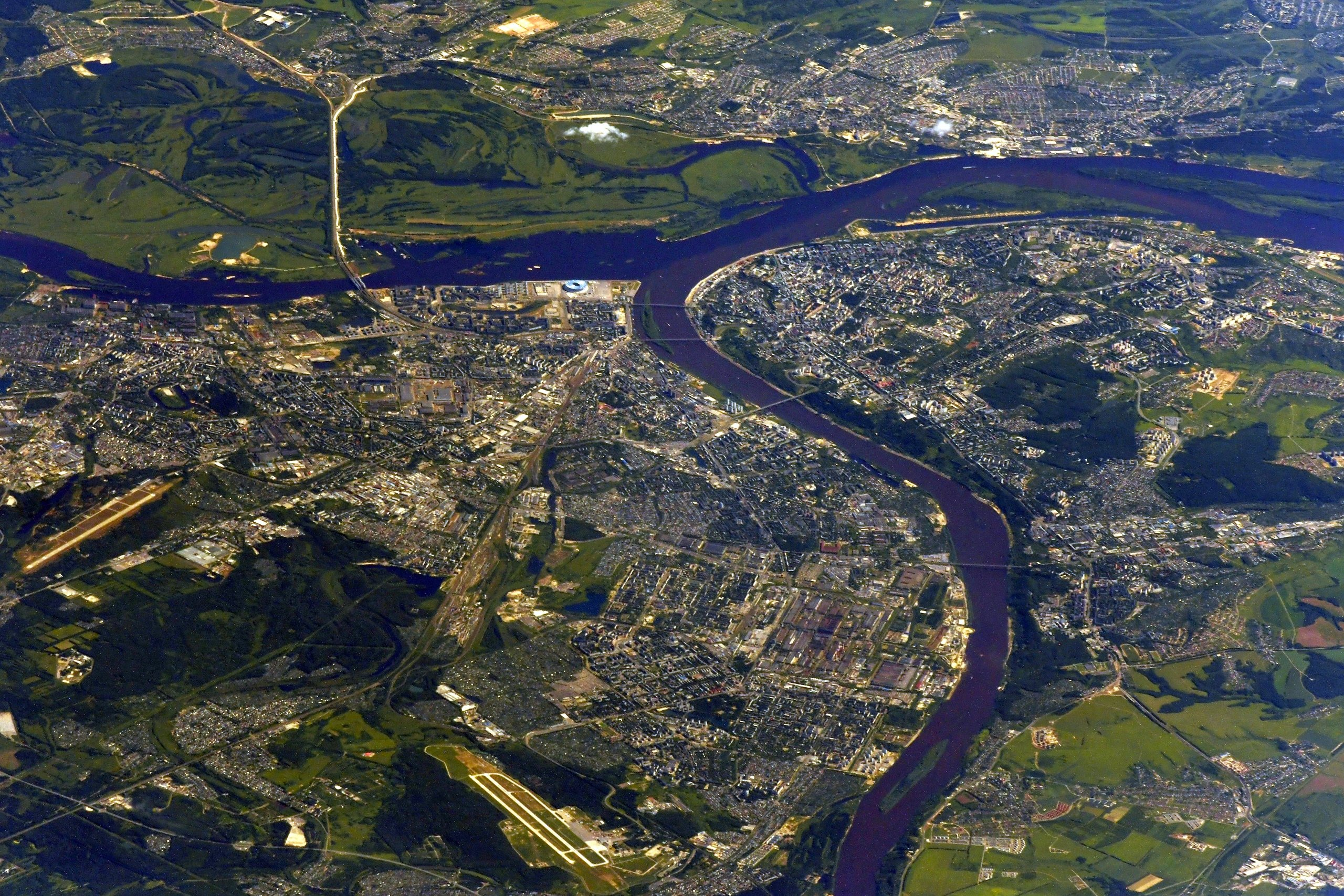
Вид Нижнего Новгорода с борта МКС

Нижний Новгород расположен при слиянии двух крупнейших водных путей Европейской части России — рек Волги и Оки. Город разделяется Окой на две части: восточную возвышенную Нагорную, расположенную по правым берегам Оки и Волги на северо-западной оконечности Приволжской возвышенности — Дятловых горах, и западную, по левому берегу Оки и правому берегу Волги, низинную, заречную.
Площадь собственно города составляет 410,68 км². Площадь городского округа, в состав которого, помимо самого города, входят ещё 20 населённых пунктов (после присоединения Новинского сельсовета в 2020 году) составляет около 515 км², в том числе 465,82 км² территории в границах до 2020 года и 48,74 км² территории присоединённого Новинского сельсовета (по данным сайта администрации города прежняя площадь городского округа составляла около 460 км², по данным Росстата — 410,68 км² без сельсоветов и курортного посёлка). До присоединения к городскому округу Новинского сельсовета в 2020 году, городу были подчинены 13 населённых пунктов.
Протяжённость города составляет вдоль Оки 20 км, вдоль Волги — около 30 км. На территории города находится 33 озера и 12 рек.
Высота нагорной части от 100 до 200 м над уровнем моря. Левый берег имеет высоты 70—80 м над уровнем моря. Исторический центр города находится в нагорной части. В ходе исторического развития большинство пригородных сёл и деревень вошло в состав самого города. Границы города вплотную подходят к Бору (граница проходит по фарватеру Волги), Кузьминке, Никульскому, Афонину, Утечину, деревне Анкудиновке, посёлку Анкудиновке, Опытному, посёлку Черемисскому, селу Черемисскому, Садовскому, Румянцеву, Новинкам, Дзержинску, Большому Козину. В Нижегородскую агломерацию входят также города Кстово и Богородск.
Городской округ Нижний Новгород граничит с Бором на северо-востоке, Кстовским районом на юго-востоке, Богородским районом на юго-западе, Дзержинском на западе и Балахнинским районом на северо-западе.
Нижний Новгород расположен в 400 км к востоку от Москвы, между обоими городами сложился транспортный коридор.
| С-З | Кострома ~ 341 км Иваново ~ 234 км                                               |                                                                   | Пермь ~ 1075 км Киров ~ 758 км                                         | С-В |
| З   | Владимир ~ 235 км Москва ~ 406 км Минск~ 1151 км Варшава ~ 1696 км               | Роза ветров                                                       | Чебоксары ~ 227 км Казань ~ 393 км Нижнекамск ~ 636 км Уфа ~ 912 км    | В   |
| Ю-З | Рязань ~ 423 км Калуга ~ 615 км Липецк ~ 681 км Харьков ~ 1062 км Киев ~ 1282 км | Арзамас ~ 102 км Саранск ~ 301 км Пенза ~ 418 км Саратов ~ 669 км | Ульяновск ~ 444 км Самара ~ 710 км Уральск ~ 952 км Оренбург ~ 1157 км | Ю-В |

### Часовой пояс
Нижний Новгород находится в часовой зоне МСК (московское время). Смещение применяемого времени относительно UTC составляет +3:00.
В соответствии с применяемым временем и географической долготой средний солнечный полдень в Нижнем Новгороде наступает в 12:04.

### Гидрография
Нижний Новгород был построен на месте слияния двух рек: Оки и Волги. Такое расположение сделало город важнейшим судоходным центром страны. Ока разделяет город на две половины: верхнюю и нижнюю. Волга отделяет Нижний Новгород от Бора и его окрестностей. До укрепления берегов, по весне реки затопляли огромные площади на Нижегородской ярмарке и Нижнем посаде.

### Климат
В 1834 году в Нижнем Новгороде открылась первая метеостанция. Спустя столетие она была преобразована в Горьковское управление гидрометеослужбы, с 1978 года — Верхне-Волжское управление по гидрометеорологии и контролю природной среды.
Климат в Нижнем Новгороде умеренно континентальный, с холодной продолжительной зимой и тёплым, сравнительно коротким летом. Из-за больших различий рельефа местности в заречной части города несколько теплее, чем в нагорной. Осадков на ней в среднем за год выпадает на 15—20 % больше. Средние месячные многолетние температуры в низинных районах изменяются от −11,6 °C в январе до +18,4 °C в июле, в нагорных районах от −12 °C в январе до +18,1 °C в июле. Среднегодовая температура — +4,8 °C; скорость ветра — 2,8 м/с; среднегодовая влажность воздуха — 76 %. Город находится на слиянии двух больших рек в болотистой местности, поэтому здесь очень часты туманы и летом высокая относительная влажность.
Солнце в Нижнем за год светит около 1 775 часов. Максимальная продолжительность светового дня в июне, 17 часов 44 минуты, минимальная — в декабре, 6 часов 52 минуты. Облачность зимой достаточно велика: 75—80 % времени небо покрыто облаками, а с апреля по август вероятность ясного неба составляет уже 49—56 %. В осенне-зимний период небо чаще закрыто облаками по утрам, а днём погода проясняется. Весной и летом, наоборот, безоблачно в основном по утрам, к середине дня появляются мощные кучевые облака, которые исчезают к вечеру.
Вследствие большей континентальности климата летом в Нижнем температура несколько выше, чем в Москве, а зимой — ниже. Весной положительная температура устанавливается обычно около 5 апреля и сохраняется до конца октября. Осадков в среднем выпадает 653 мм в год, наибольшее количество — в июле, наименьшее — в марте. В среднем в году бывает 180 дней с осадками. Снег начинает выпадать в октябре, но устойчивый снежный покров ложится в конце ноября и разрушается к середине апреля. Как правило, температура воздуха зимой колеблется слабо и составляет −10…−20 °C. Однако характерны резкие скачки температуры зимними ночами ниже −30 °C, вплоть до −40 °C в январе.
Изредка наблюдаются зимние грозы (в частности, такие грозы наблюдались 27 ноября 1940 года, 30 ноября 1951 года, 14 февраля 1960 года и 3 декабря 1962 года). Весной осадки выпадают реже, чем в другие сезоны. Весна протекает быстро, снег начинает таять во второй половине марта, и к концу апреля обычно полностью сходит. Лето наступает в начале июня, когда устанавливается стабильная температура в районе +15 °C. Максимальная жара обычно наблюдается в третьей декаде июля. Средняя температура летом — +15…+20 °C. Летом дожди выпадают преимущественно в виде кратковременных, но интенсивных ливней, обычно наблюдается около 20 дней с грозами. Грозы могут сопровождаться шквальным ветром. В сентябре температура резко снижается и к 20-м числам опускается ниже +10 °C. Осенью дожди выпадают часто и подолгу. В десятых числах октября прекращается рост растений и происходит переход к поздней осени. Поздней осенью погода становится пасмурной и дождливой.
| Показатель                                                    | Янв.  | Фев.  | Март  | Апр.  | Май  | Июнь | Июль | Авг. | Сен. | Окт. | Нояб. | Дек.  | Год   |
| ------------------------------------------------------------- | ----- | ----- | ----- | ----- | ---- | ---- | ---- | ---- | ---- | ---- | ----- | ----- | ----- |
| Абсолютный максимум, °C                                       | 5,7   | 7,2   | 21,7  | 26,3  | 32,5 | 36,3 | 38,2 | 38,0 | 31,0 | 24,2 | 15,9  | 8,5   | 38,2  |
| Средний суточный максимум, °C                                 | −5,9  | −4,8  | 1,5   | 11    | 19,3 | 22,7 | 24,9 | 22,6 | 16,2 | 8,3  | 0,1   | −4,3  | 9,0   |
| Средняя температура, °C                                       | −8,6  | −8    | −2,2  | 6,1   | 13,5 | 17,3 | 19,7 | 17,4 | 11,7 | 5    | −2,1  | −6,7  | 4,8   |
| Средний суточный минимум, °C                                  | −11,1 | −10,7 | −5,2  | 2,2   | 8,6  | 12,6 | 15,1 | 13,2 | 8,3  | 2,5  | −4    | −8,9  | 1,3   |
| Абсолютный минимум, °C                                        | −41,2 | −37,2 | −28,3 | −19,7 | −6,9 | −1,8 | 5,1  | 0,9  | −5,5 | −16  | −30,9 | −41,4 | −41,4 |
| Норма осадков, мм                                             | 50    | 40    | 40    | 40    | 42   | 73   | 75   | 68   | 59   | 67   | 52    | 59    | 648   |
| Средняя влажность, %                                          | 86    | 81    | 74    | 64    | 60   | 69   | 70   | 74   | 79   | 82   | 87    | 86    | 76    |
| Источник: Погода и климат. Норма за период с 1981 по 2025 год |       |       |       |       |      |      |      |      |      |      |       |       |       |

### Растительность
Парки, леса и откосы занимают пятую часть территории города. Преобладают смешанные леса.
Сады, скверы, бульвары, парки и леса занимают седьмую часть всей зелёной зоны Нижнего Новгорода — около 1400 га. Самый большой парк — «Швейцария», он занимает 380 га.
В Нижнем Новгороде расположено более 15 парков, для восьми из них созданы предприятия по обслуживанию. Наиболее известные парки — Сормовский, Автозаводский, «Швейцария», Пушкина, Кулибина, 1 мая, «Дубки».
По окраинам города расположены лесопарковые зоны (к примеру, лесопарк Щёлоковский хутор в нагорной части и Стригинский бор в заречной) и прилегающие к городу лесные массивы, являющиеся зонами отдыха.

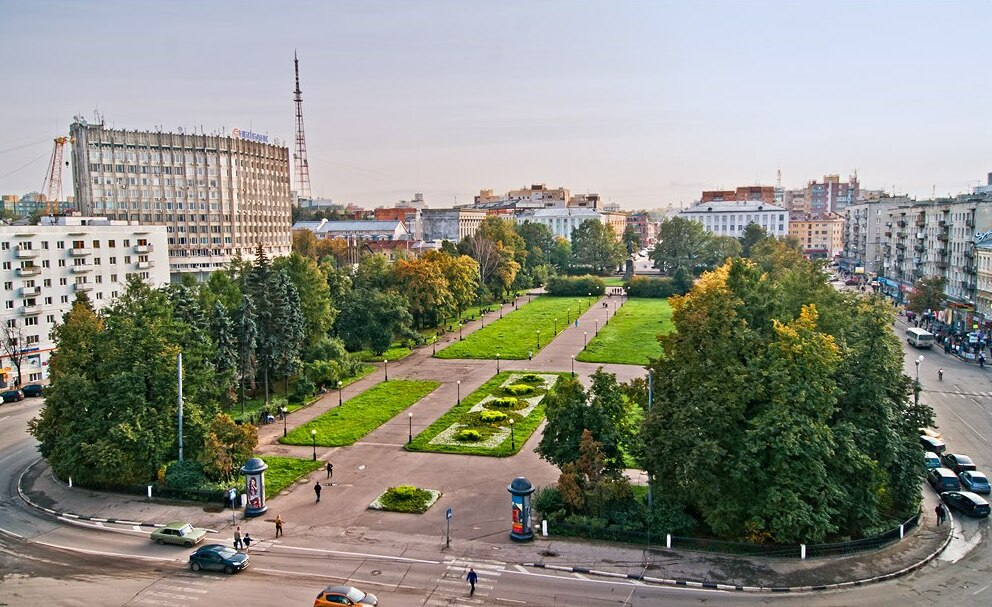
Сквер на площади Максима Горького
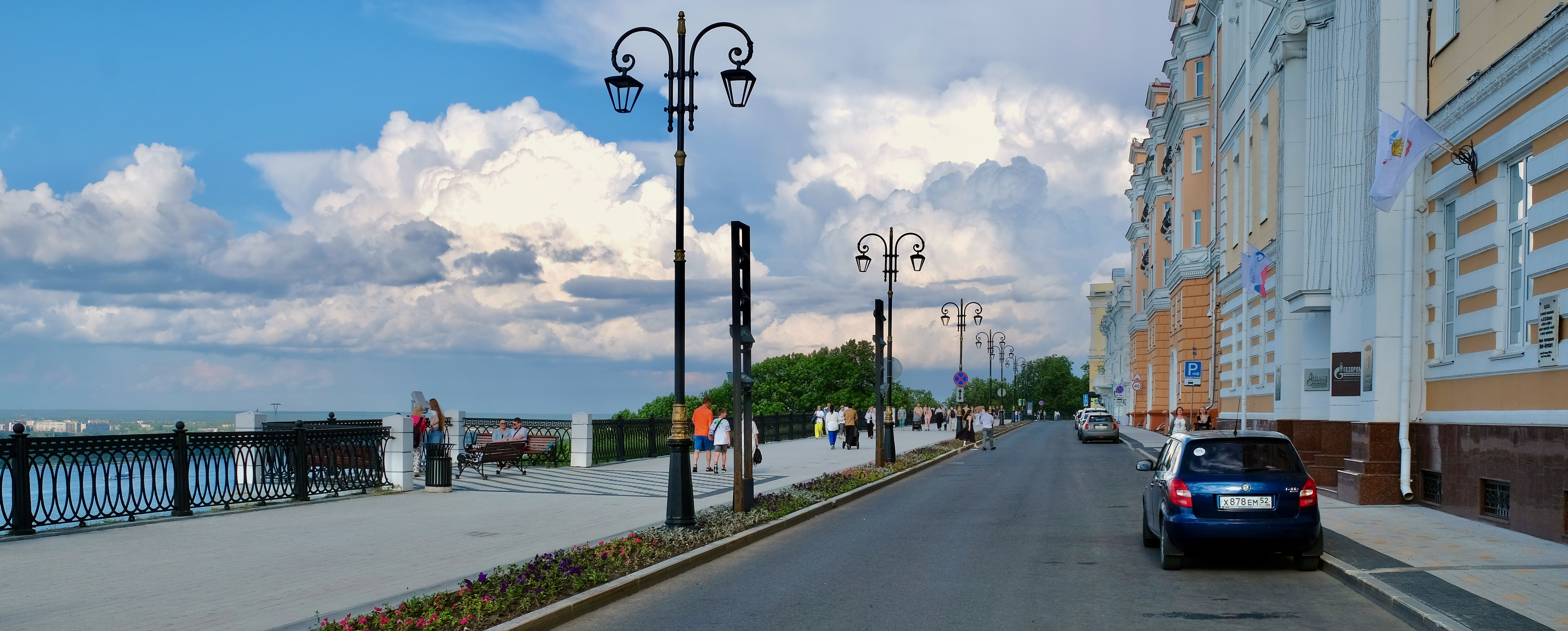
Верхне-Волжская набережная
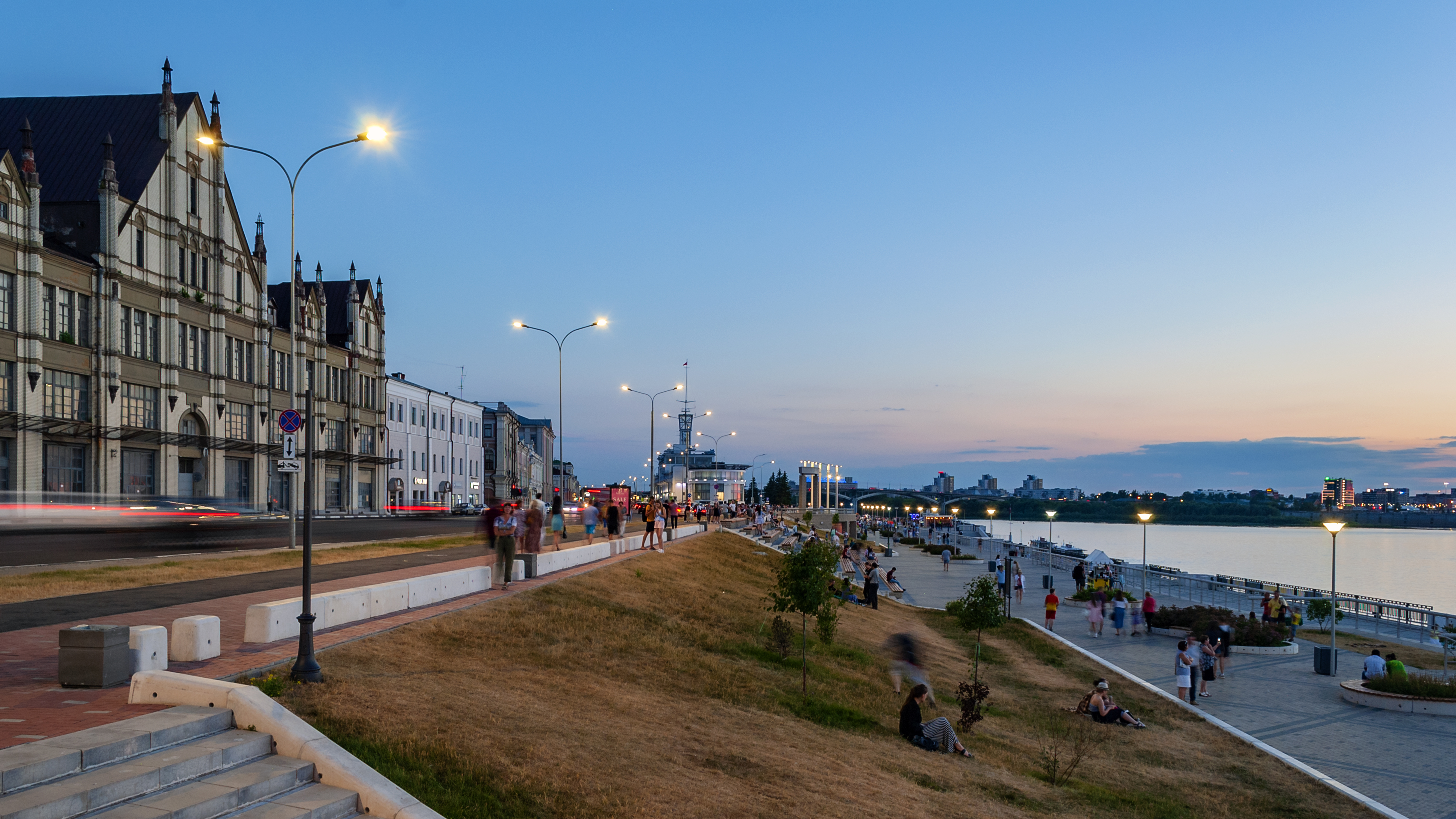
Нижне-Волжская набережная
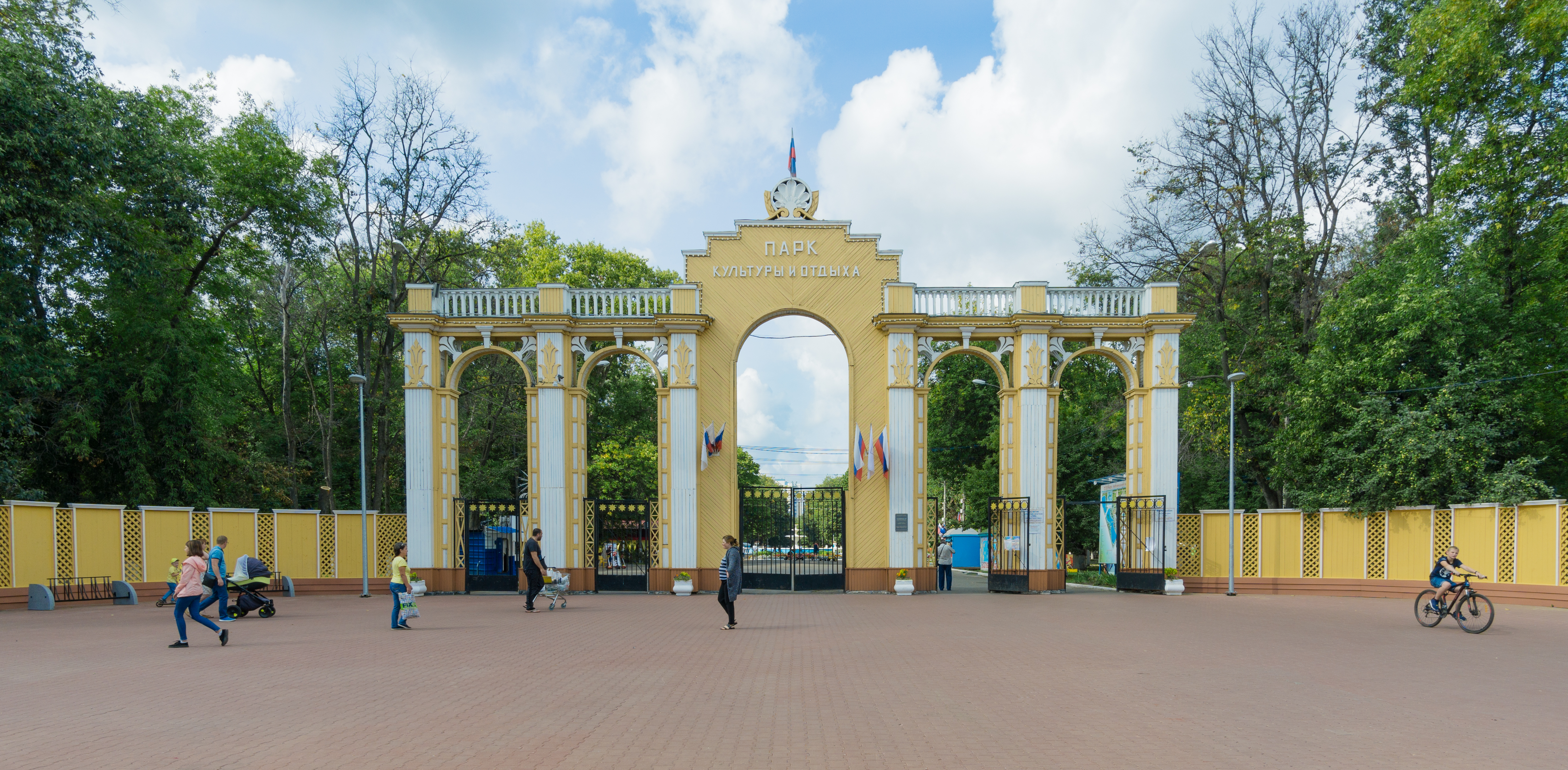
Автозаводский парк
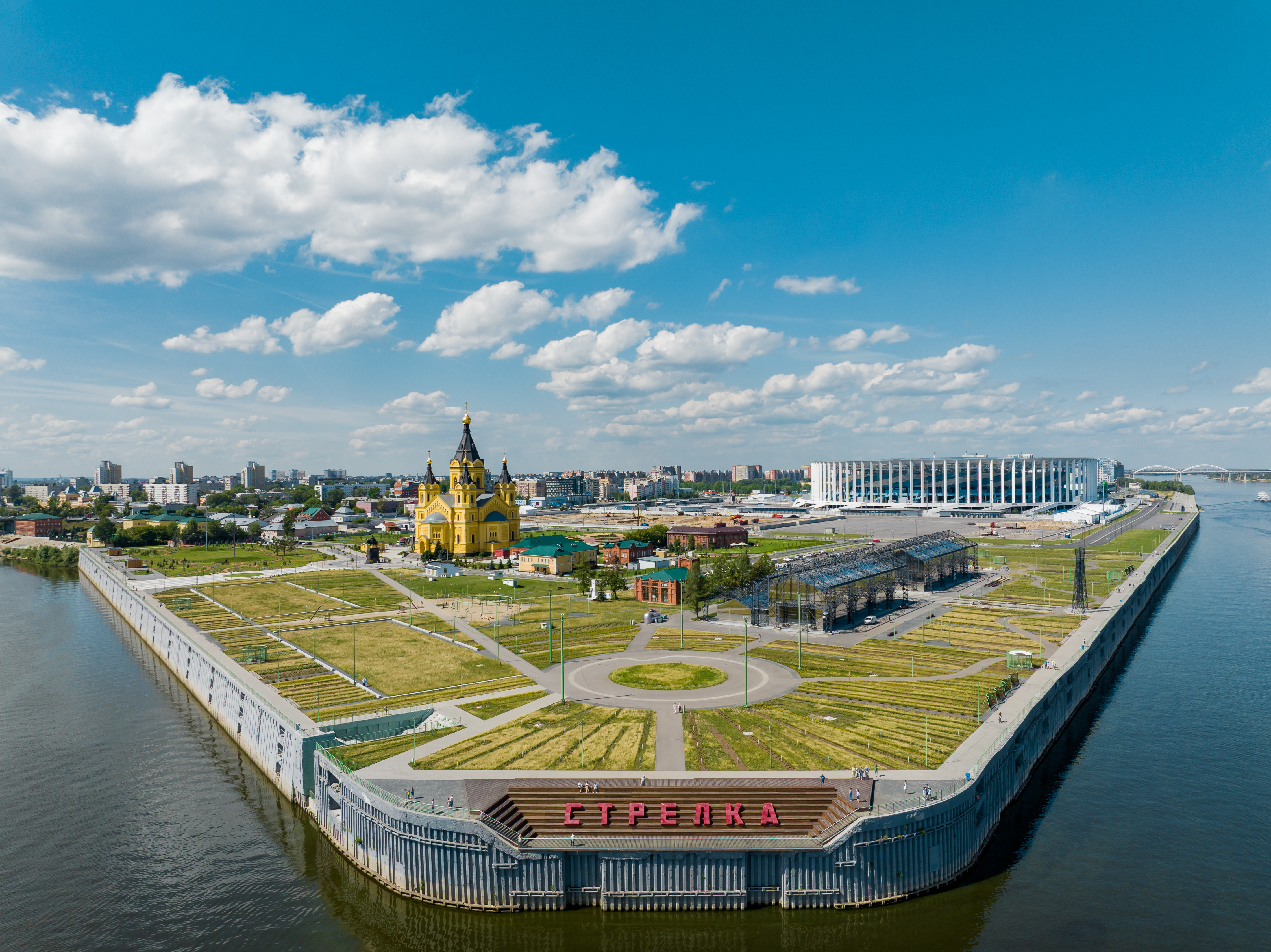
Стрелка

### Экологическое состояние
В Нижнем Новгороде, как в любом другом крупном промышленном центре, существует проблема загрязнения окружающей среды. Загрязнены подземные воды, малые водоёмы, основные источники водозабора — реки Ока и Волга подвержены сильному антропогенному воздействию. Из-за построенных ГЭС и сброса сточных вод в Волге наблюдается высокая бактериальная загрязнённость, что не позволяет использовать её для рекреационных целей и вынуждает хлорировать питьевую воду повышенными дозами. Данное обстоятельство приводит к обострению проблемы образования канцерогенных хлорорганических соединений.

## История
См. также: Исторические фотографии Нижнего Новгорода

### Возникновение города и Нижегородского княжества
Начиная с IX века происходила славянская колонизация земель по течению верхней Волги, заселённых финно-угорскими народами. К концу XI века Руси принадлежала вся верхняя Волга, почти до устья Оки. Немного ниже начинались пределы Волжской Булгарии, а правый берег Волги вплоть до устья Суры был заселён эрзянами. При этом «последним» славянским городом на Волге до 1221 года был Городец.

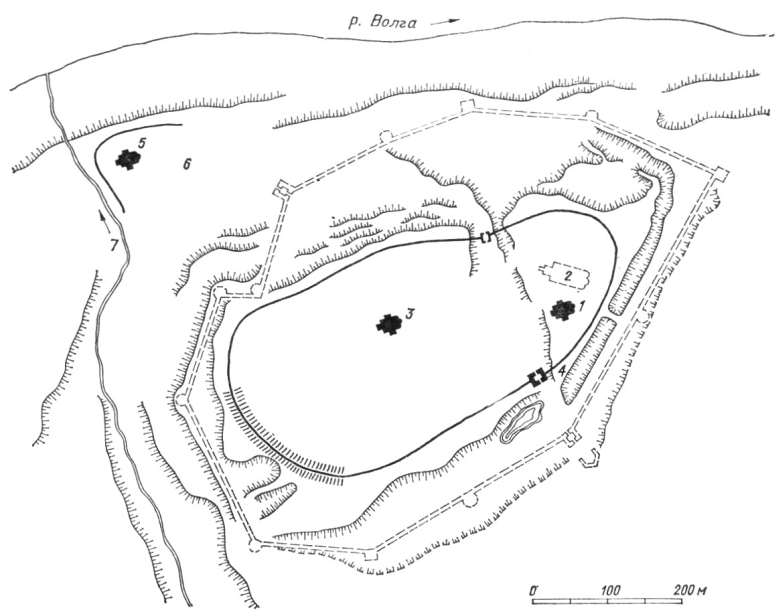
Предположительный план нижегородской деревянной крепости в XIII—XIV веках, до замены её на каменный кремль, первое строительство которого началось в 1374 году

В 1221 году князем Юрием Всеволодовичем у места слияния Волги и Оки был основан опорный пункт обороны границ Владимирского княжества от мокшан, эрзян, марийцев и волжских булгар под названием Новгород Низо́вской земли. «Низовской землёй» новгородцы называли Владимирское княжество, позднее это название трансформировалось в Нижний Новгород, а в императорском титуле сохранялось до революции 1917 года
В период феодальной раздробленности Нижний Новгород был попеременно уделом Суздальского и Владимирского княжеств. В 1350 году город стал столицей созданного в 1341 году самостоятельного Нижегородско-Суздальского великого княжества, которое занимало обширную территорию и соперничало с Москвой. В этот период нижегородские земли стали активно заселяться.

### Русское царство
В 1392 году (окончательно в 1425 году при Василии II), в ходе роста земель Московского княжества, Нижегородско-Суздальское великое княжество было присоединено к владениям Москвы, а Нижний Новгород стал центром уезда.
Около 1469 года город посетил Афанасий Никитин, упомянувший его в своих путевых записках «Хожение за три моря».
При Иване III и Василии III город играл роль пограничного поста с Казанским ханством, имел постоянное войско и являлся местом сбора ратников, во время походов на него. Воевода Хабар Симский успешно оборонял город от казанцев и ногайцев во время осады 1505 года. В 1500—1511 годах, взамен существовавшего деревянного, построен каменный Нижегородский кремль. После похода Василия III на Казань, в 1523 году, на реке Суре был основан город Василь (ныне Васильсурск), к которому перешли пограничные обязанности, а с покорением Казани и Астрахани Иваном IV границы на Волге исчезли совсем. В 1565 году, после того как царь Иван Грозный разделил Русское царство на опричнину и земщину, город вошёл в состав последней.
В Смутное время Нижний Новгород наряду с Троице-Сергиевой лаврой продолжал оказывать поддержку Москве. Решающую роль в освобождении от польско-литовских интервентов сыграло Нижегородское ополчение 1612 года под предводительством нижегородского земского старосты Козьмы Минина и князя Дмитрия Пожарского.
В XVII веке церковный раскол, произошедший в православной церкви при патриархе Никоне привёл к тому, что в окрестностях Нижнего Новгорода, а особенно на реке Керженце, образовались многочисленные поселения старообрядцев. Для искоренения раскола в Нижнем в 1672 году была основана Нижегородская и Алатырская епархия, во главе которой до 1719 года находился митрополит.

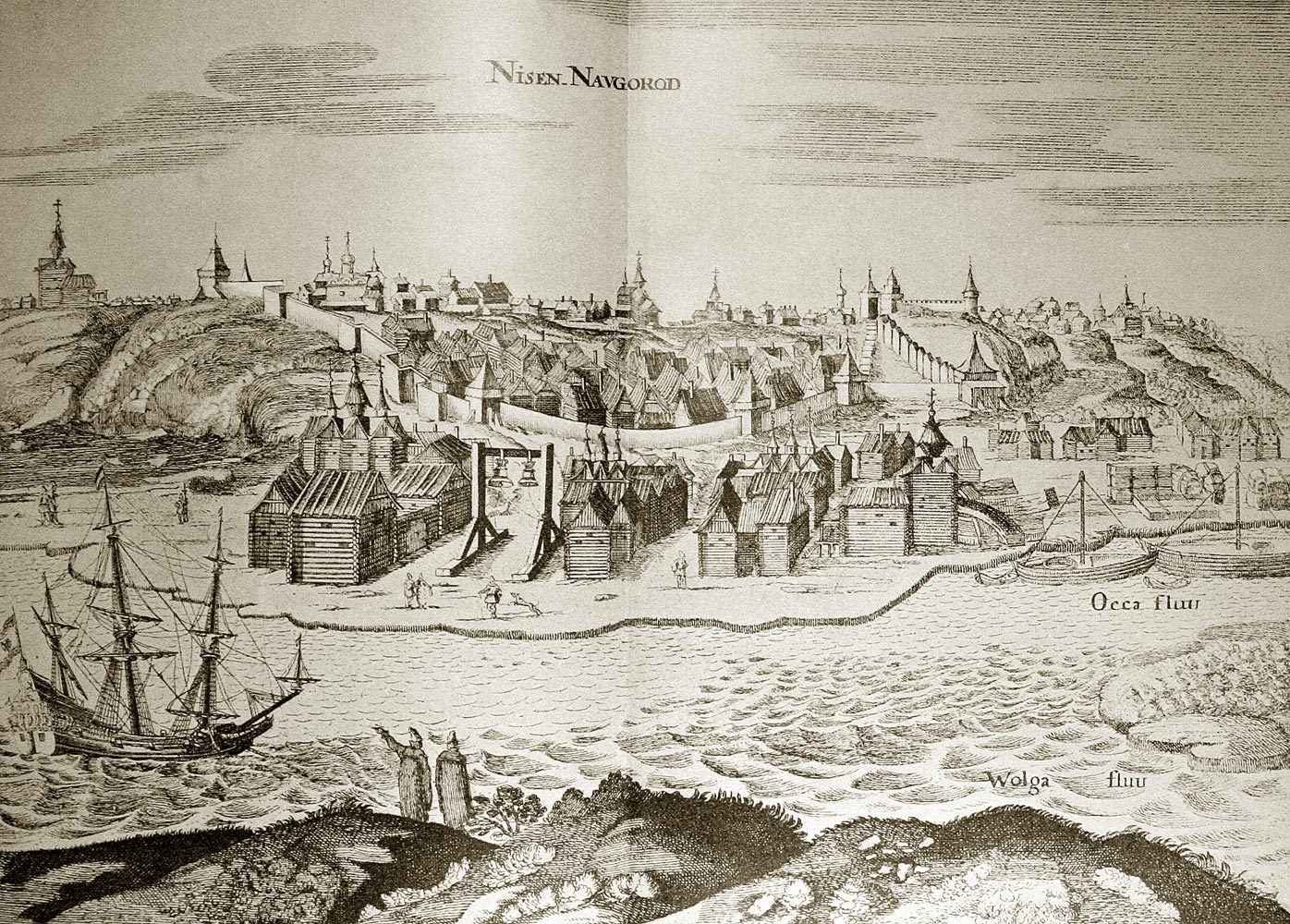
Нижний Новгород в первой половине XVII века (из книги А. Олеария «Описание путешествия в Московию» (1656)
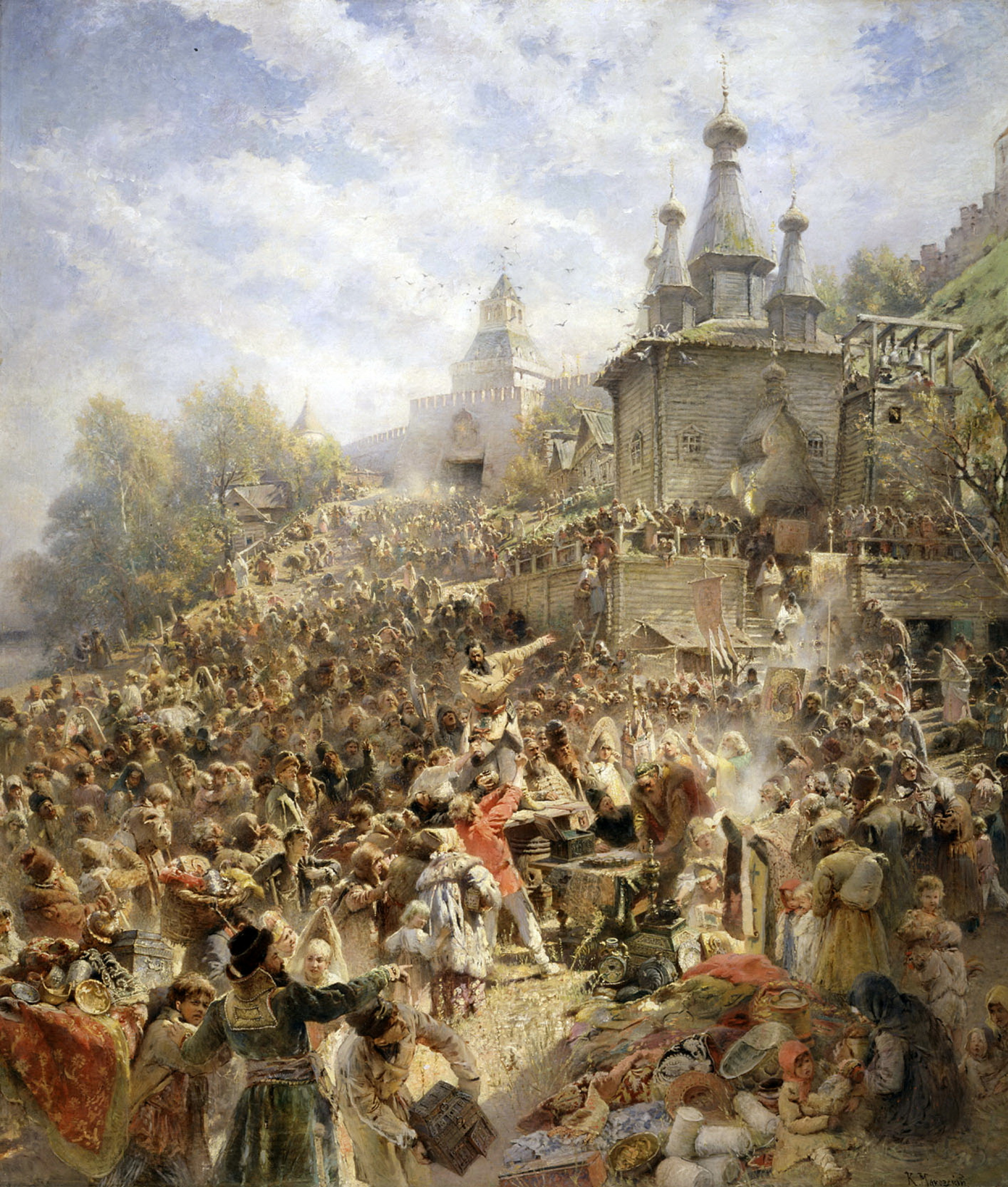
Воззвание Минина к нижегородцам
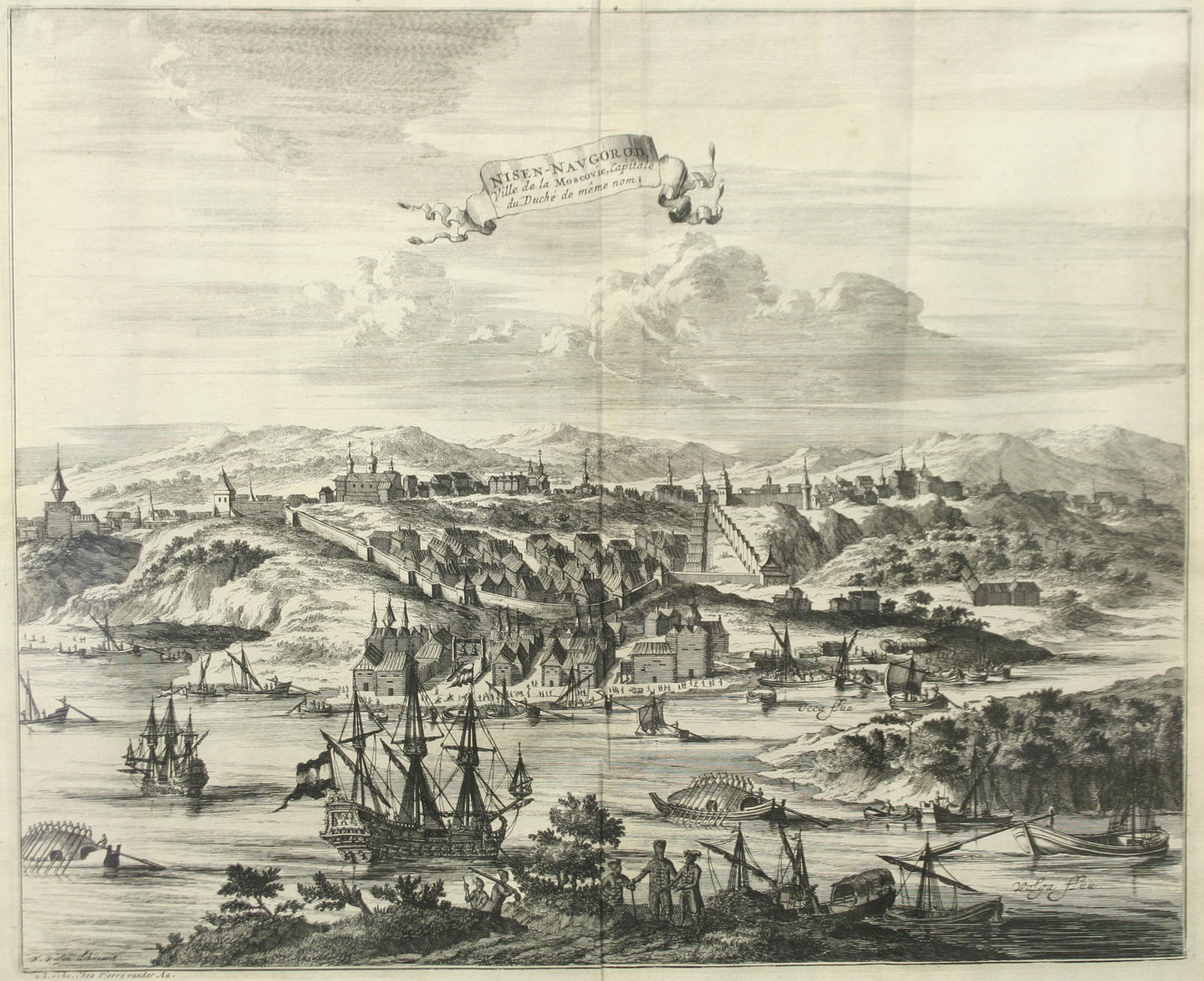
Нижний Новгород на гравюре Питера ван дера Аа (1727)

### Российская империя

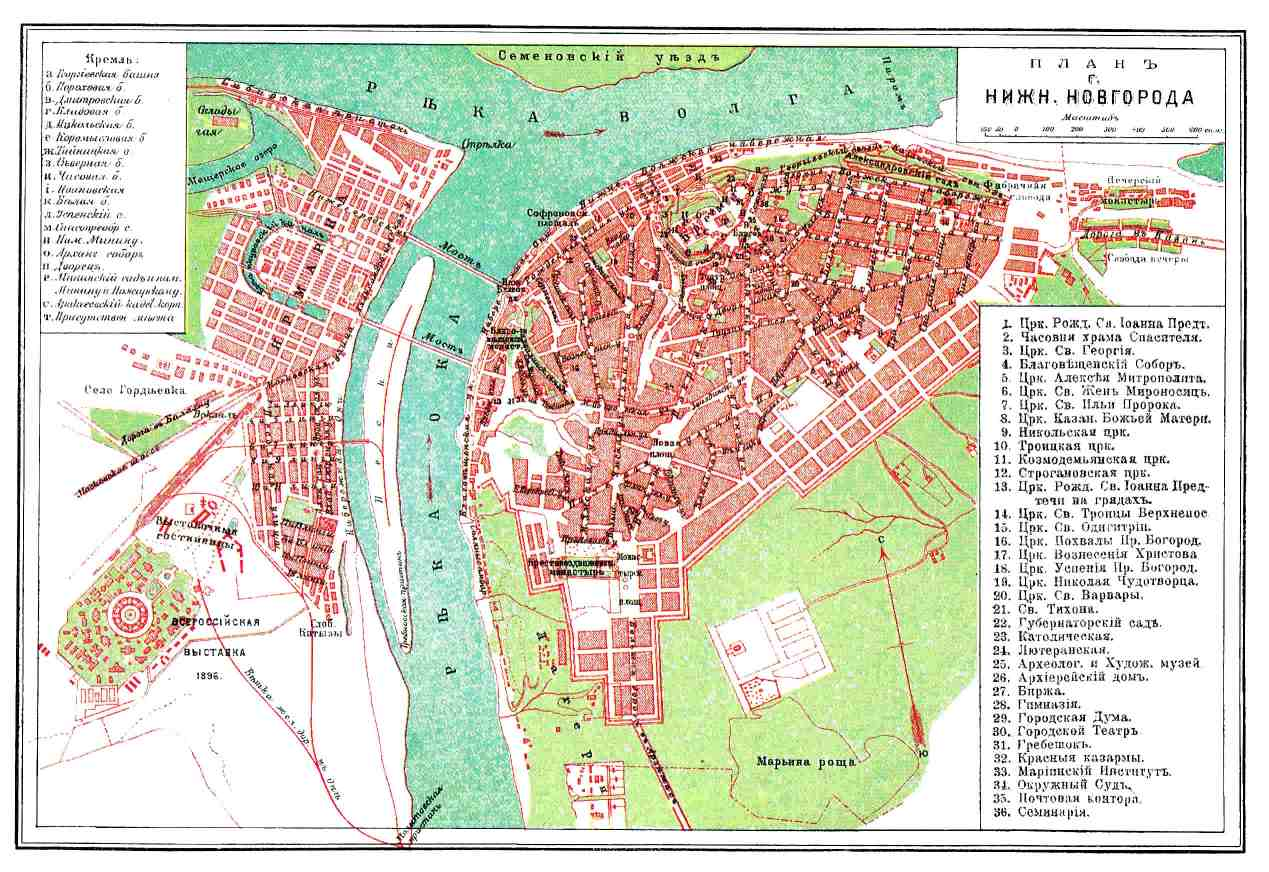
Нижний Новгород (правый берег Оки), ярмарка посёлок Канавино (левый берег) в конце XIX века

В результате административно-территориальных реформ Петра I, в 1708 году Нижегородский уезд вошёл в состав Казанской губернии. С 26 января (6 февраля) 1714 стал центром собственной одноимённой губернии. Из крупнейшей, в тот период, Казанской губернии выделяется Нижегородская, включающая Арзамас, Алатырь, Балахну, Василь (Васильсурск), Гороховец, Муром, Юрьевец, Ядрин, низовья рек Керженца и Ветлуги. В 1720-е годы в городе создаются Букварная, Славяно-Российская и Эллино-Греческая школы, а в 1721 году архиепископ Питирим открывает Нижегородскую Духовную семинарию. 23 апреля (4 мая) 1733 года в городе была учреждена полиция. Первым нижегородским полицмейстером был назначен отставной армейский капитан Григорий Ратьков.
20—21 мая (1 июня) 1767 года состоялось «высочайшее» посещение Нижнего Екатериной II. Императрица, в письме графу Панину, дала невысокую оценку его застройке:
Сей городъ ситуаціей прекрасенъ, но строеніемъ мерзокъ, всё — либо на боку лежитъ, либо близко того...
В результате губернатору Якову Аршеневскому было предписано снять точный план Нижнего Новгорода, на основе которого в столичной Комиссии о строении Санкт-Петербурга и Москвы был создан новый регулярный план города. Для работы над проектом привлекались известные градостроители во главе с А. В. Квасовым. План был одобрен Правительствующим сенатом и утверждён императрицей 13 (24) апреля 1770 года. Согласно ему появляются различные социальные и культурные учреждения: первая градская больница и первая аптека (1780), первая в Поволжье губернская типография (1791), первый общедоступный театр Шаховского с труппой крепостных актёров (1798).
После ввода в действие Городового положения 1785 года при выборах 1795 года был составлен список всех домов и лавок города. Всего оказалось 1983 дома: «в 1-й части было 611 и кроме того в кремле 58; во 2-й — 559, в 3-й — 548 и в 4-й (Кунавино[sic]) — 207».
В 1817 году из города Макарьева на левый берег Оки была перенесена крупнейшая в России ярмарка, благодаря которой началось быстрое экономическое развитие города и прилегавших к нему поселений. Обустройство ярмарочного городка на низком песчаном берегу Оки стало выдающимся градостроительным проектом, созданным под руководством А. А. Бетанкура: был вырыт искусственный канал, создана канализационная система. Комплекс Нижегородской ярмарки включал в себя Главный ярмарочный дом, православные Староярмарочный и Новоярмарочный соборы, суннитскую мечеть, армянскую церковь, Большой Ярмарочный театр, цирк. Благодаря ярмарке Нижний Новгород получил прозвище «Карман России».
В 1834—1841 годах в Нижнем были проведены градостроительные преобразования, до сих пор определяющие облик и инфраструктуру исторического центра: было проложено несколько съездов, соединяющих Нижний и Верхний посады (из них один — Зеленский, вырыт в склоне Кремлёвской горы). Устроены нижняя Сафроновская и верхняя Георгиевская набережные. Из земли, собранной при сооружении Зеленского съезда, насыпана Лыкова дамба на месте старинного деревянного моста через Почайну. В Кремле был размещён военный гарнизон и арсенал, для чего оттуда была окончательно вынесена жилая застройка. Кремль стал военным и административным центром города.
В середине XIX века появились крупные промышленные предприятия в близлежащих деревнях: Нижегородский механический завод в Сормове и металлический завод в Канавине. В 1861 году сюда была проведена одна из первых в стране Московско-Нижегородская железная дорога. В 1880 году была учреждена Нижегородская товарная биржа.
В 1896 году в Канавине прошла самая большая в дореволюционной России Всероссийская художественно-промышленная выставка, по случаю которой в городе были проведены масштабные работы по благоустройству: организовано движение электрического трамвая (первого в России в современных границах), построены фуникулёры с Нижнего на Верхний посад (по-нижегородски называемые элеваторами), новое здание городского Николаевского театра.

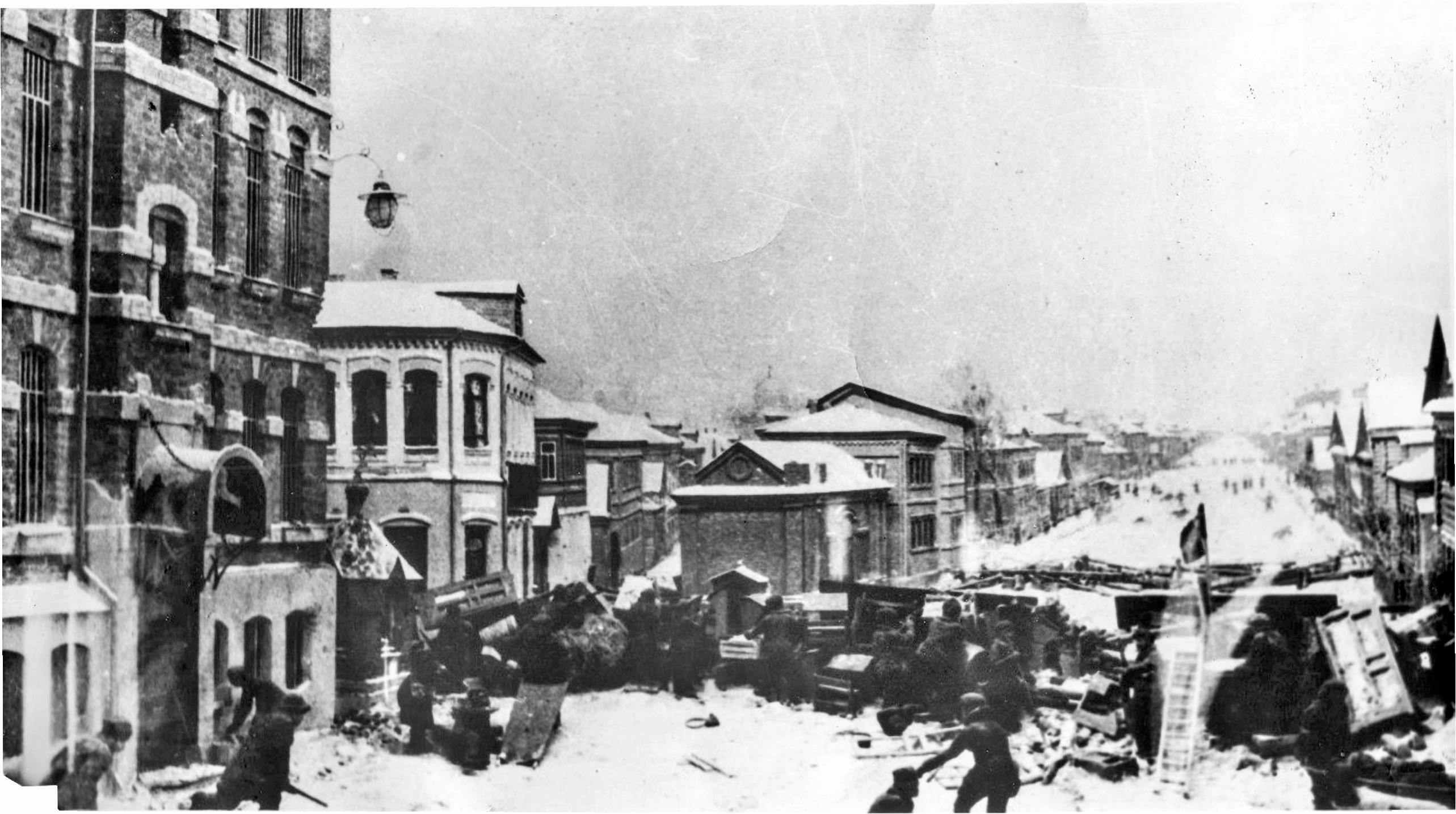
Баррикады в Сормове во время Революции 1905 года

В декабре 1905 года в Сормове и Канавине произошло восстание рабочих Сормовского завода. Хотя оно было быстро подавлено, газеты того времени отмечали в обществе широкую поддержку действий забастовщиков.
Во время Первой мировой войны Нижний Новгород наполнился беженцами с запада империи. Благодаря губернатору А. Ф. Гирсу в 1915 году под Нижним Новгородом был построен телефонный завод «Сименс и Гальске». В город были эвакуированы предприятия, учреждения и оборонные заводы (в том числе рижские заводы «Фельзер» и «Этна»). В 1916 году был открыт Нижегородский народный университет и эвакуирован Варшавский политехнический институт (ставший базой будущего Горьковского политехнического института). Для его размещения архитектор Владимир Покровский проектирует целый комплекс учебных, административных и вспомогательных зданий. Их строительство не было завершено в полном объёме из-за развернувшихся в стране революционных событий. По этой же причине не состоялось сооружение храма почти на тысячу человек в стиле русского барокко конца XVII века, а также проектов архитектора Николая Стрелецкого 1913—1915 годов — разводного моста через Оку и тоннеля под Волгой по заказу Общества Московско-Казанской железной дороги.
В начале апреля 1917 года был создан Нижегородский губернский исполнительный комитет Временного правительства. В середине марта был также сформирован губернский совет крестьянских депутатов, и наступил период двоевластия.

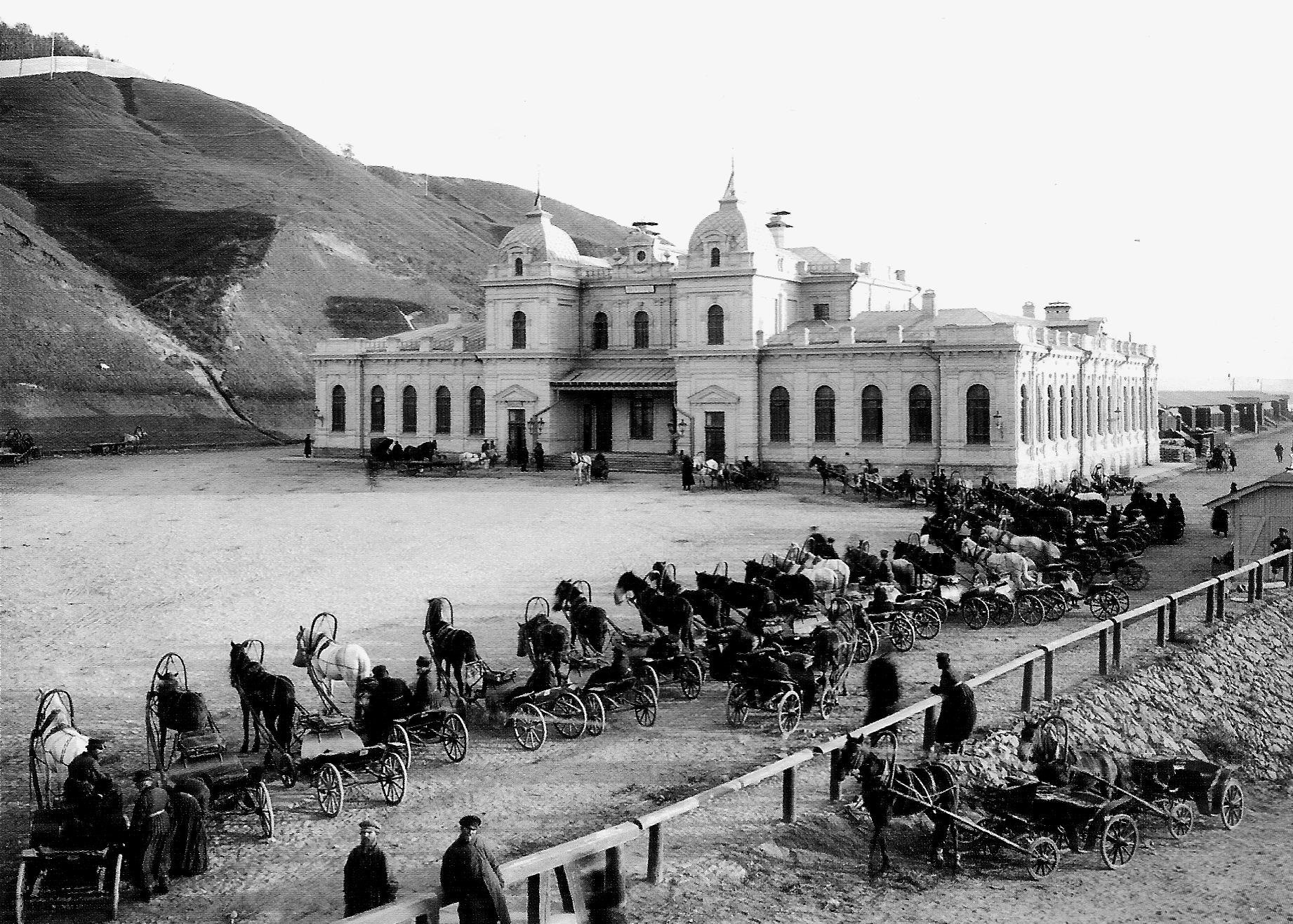
Ромодановский вокзал
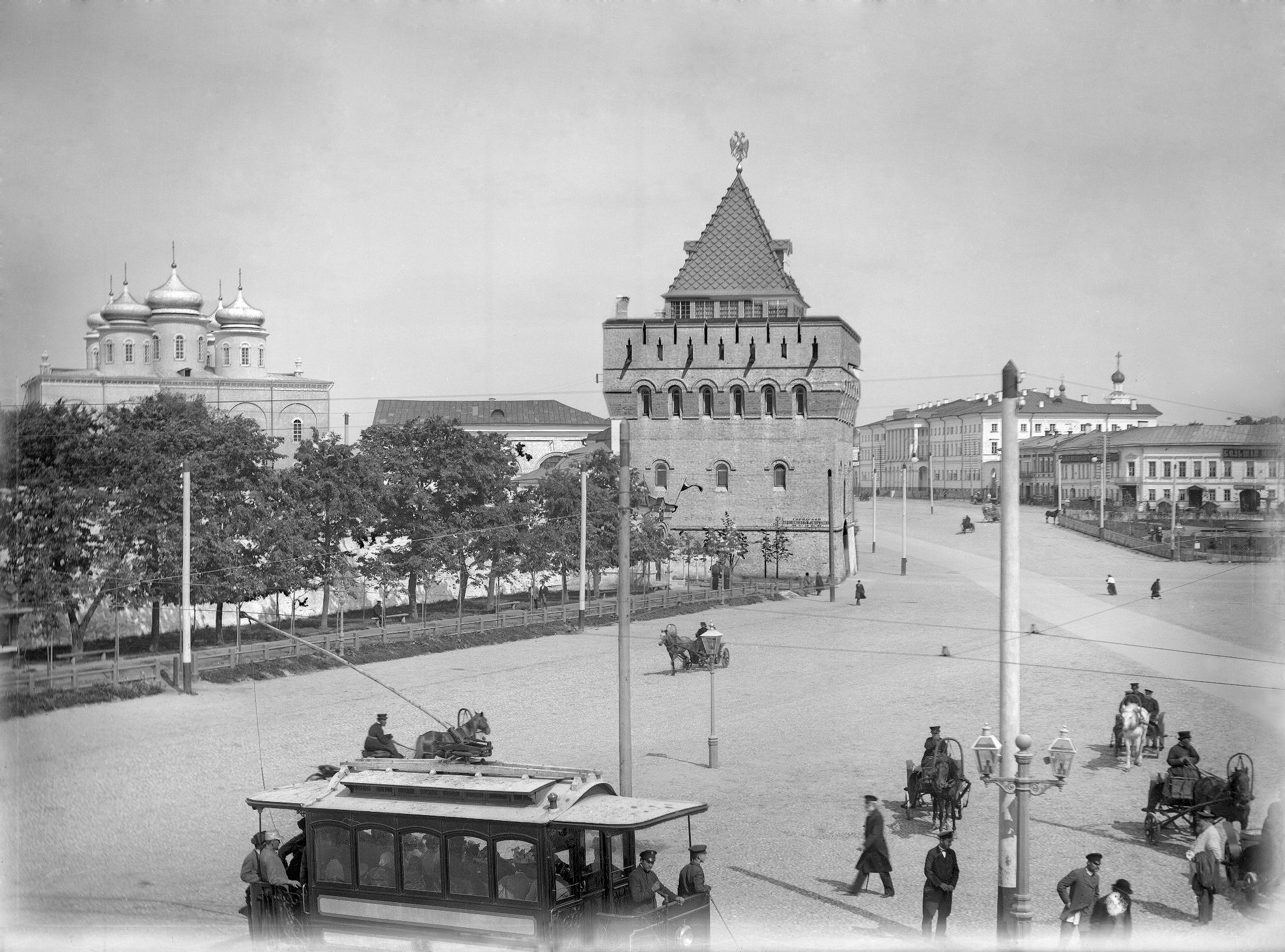
Благовещенская площадь
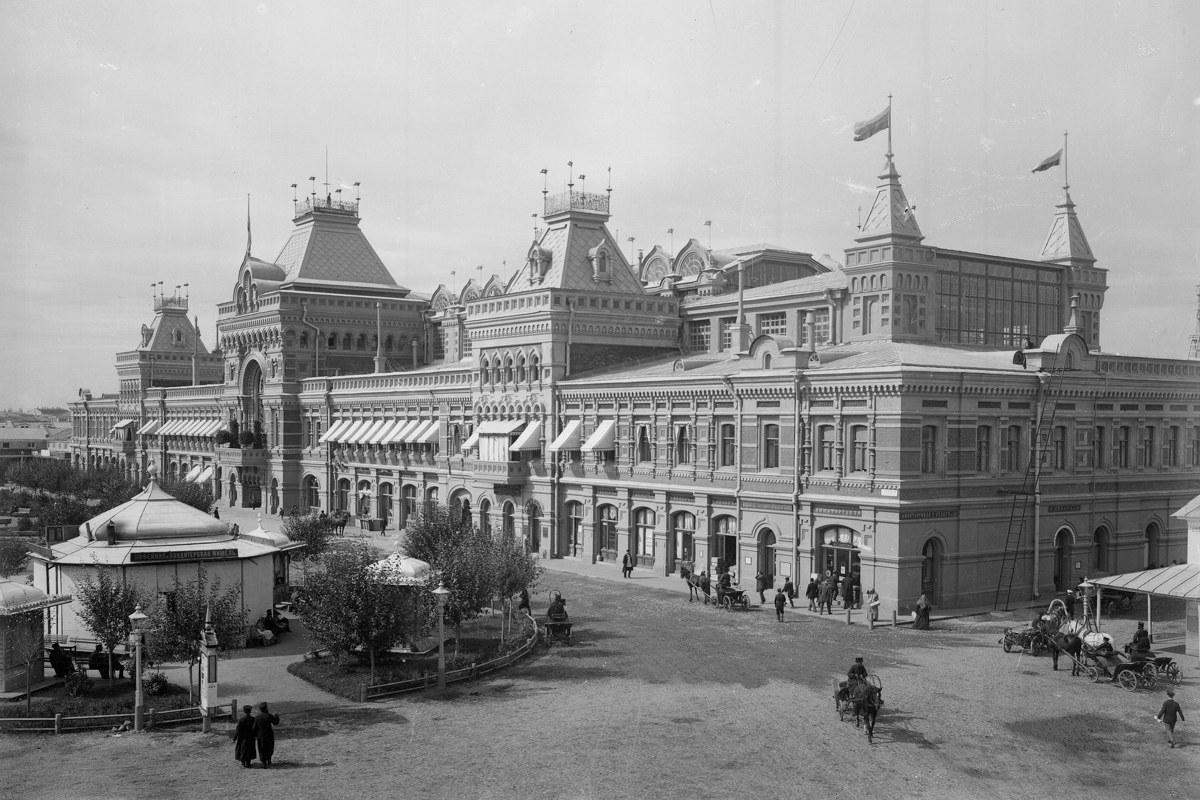
Всероссийская выставка на ярмарке
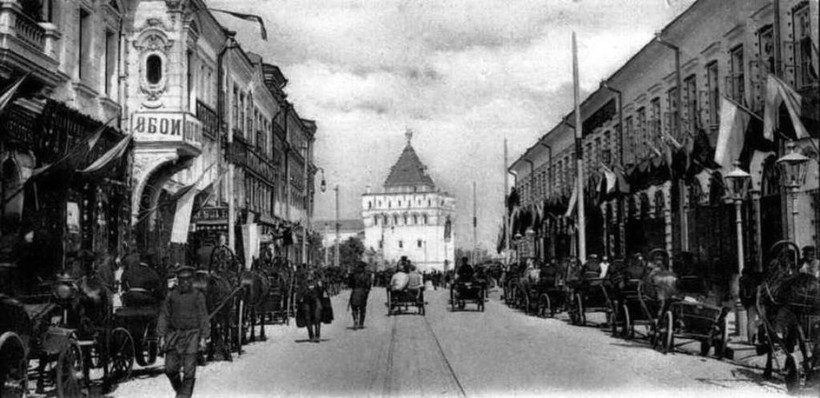
Улица Большая Покровская

### Советский период
Осенью 1917 года в городе была установлена советская власть. Тогда город потрясала смута, гражданская и Первая мировая войны. В 1929 году в городе был образован Нижегородский краевой комитет ВКП(б). В период НЭПа ненадолго возродилась Нижегородская ярмарка. Впрочем, с началом индустриализации в 1930-х годах, ярмарка была закрыта, как «социально-враждебное явление».
В 1929 году поселения Сормово и Кунавино были упразднены, их территория вместе с другими поселениями (сёлами: Гордеевкой, Карповкой, Высоковом, а также деревнями: Высоковом, Копосовом, Починками, Бурнаковкой, Княжихой, Ратманихой, Костарихой, Молитовкой, Борзовкой, Монастыркой и другими) была включена в состав большого Нижнего Новгорода, который с тех пор стал делиться на районы. В том же году Нижегородская губерния была упразднена, и Нижний Новгород стал центром края. 7 октября 1932 года, ещё при жизни Максима Горького, город был переименован в Горький.
1930-е годы ознаменовались бурным ростом промышленности. В 1932 году начало работать крупнейшее промышленное предприятие города — Горьковский автомобильный завод, построенный при участии Ford Motor Co. В 1930-е—1940-е годы город даже упоминался как «Русский Детройт». Автозавод представлял собой важный объект оборонной промышленности в годы Великой Отечественной войны, наряду с заводом «Красное Сормово», авиационным заводом № 21, Горьковским жиркомбинатом и эвакуированным из Москвы авиазаводом «Гидромаш». В 1932 году на Стрелке был создан крупный речной грузовой порт, имевший высокое значение как для города, так и для всей европейской части страны. В этот период были построены первые капитальные мосты: автомобильный Канавинский мост через Оку и железнодорожный Борский мост через Волгу, соединивший Горький прямым железнодорожным сообщением с Уралом и Сибирью.
Во время Индустриализации именно на Горьковском Инструментальном Заводе производились пильные цепи для бензопил Stihl, закупленных советской лесной промышленностью в начале 1930-х годов. В первые послевоенные годы, ГИЗ так же выпускал пильные цепи для электропил ВАКОПП.
Во время Великой Отечественной войны в Горьком было сформировано несколько крупных войсковых частей и соединений народного ополчения, 137-я стрелковая дивизия Горьковского формирования получила звание гвардейской. В 1941—1942 годах вокруг города строился оборонительный рубеж общей протяжённостью более 1000 километров. Промышленные предприятия были важными поставщиками оружия для фронта. На Горьковском машиностроительном заводе (Новое Сормово) было выпущено столько же артиллерийских орудий, сколько на всех предприятиях Германии. В силу своего оборонно-промышленного значения город подвергался бомбардировкам немецкой авиации. За время войны вражеские бомбардировщики совершили 43 налёта на Горький, из них 26 налётов ночью.

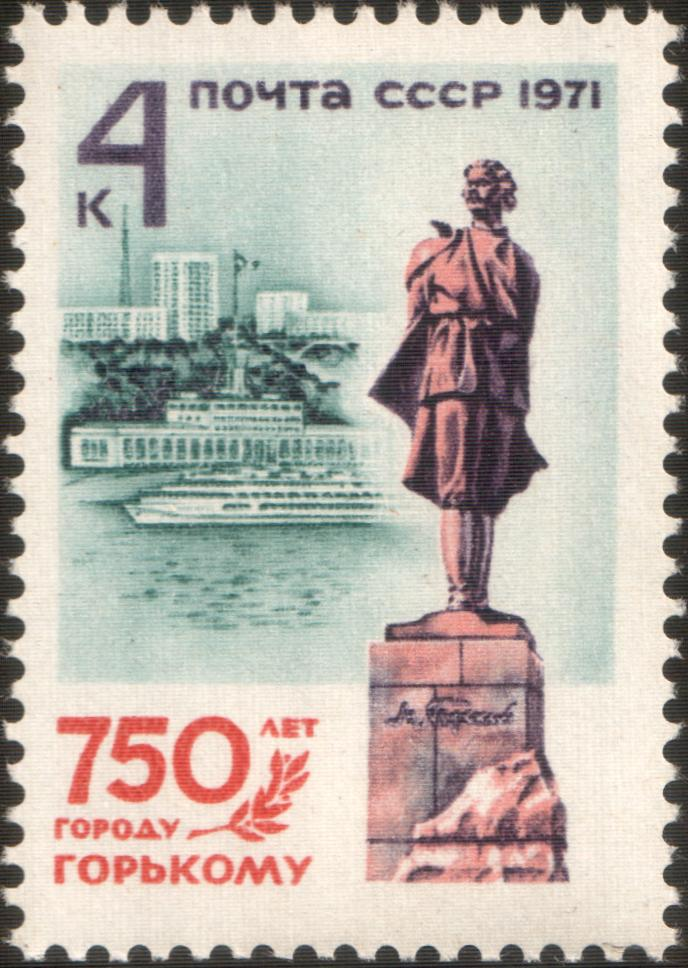
Почтовая марка СССР, 1971 год. 750 лет городу Горький

После окончания войны в городе постепенно было восстановлено движение общественного транспорта. Транспортная сеть и инфраструктура в то время строились без учёта возможности грамотного управления городом, что послужило основой современных транспортных и инфраструктурных проблем. Многонаселённые спальные кварталы строились в Нижней части города вблизи заводов, на которых работали их жители. Тогда не предполагалось ежедневное перемещение работающего населения в другие районы или на другой берег Оки. Горький 1930-х—1950-х годов представлял собой непосредственно город и несколько заводов с рабочими посёлками и деревнями вокруг них, разделённых между собой пустырями, которые, к концу XX века, были уже застроены многоэтажными жилыми кварталами. На рубеже XX—XXI веков проявились недостатки такой схемы: значительное количество населения жилых микрорайонов Заречной части стало работать и учиться в нагорной части и наоборот. В результате чего четыре моста через Оку, три из которых построены в советский период, до сих пор остаются узкими местами транспортной системы города. Метрополитен в городе также был построен без учёта перемещения жителей в Верхнюю часть города. Из-за этого он долгое время был убыточным, до открытия станции «Горьковская». Предполагалось, что метро послужит перемещению работающего населения из разных районов города на Горьковский автомобильный завод. Тем не менее планы строительства метро изначально предполагали четыре линии, одна из которых полностью охватила бы Верхнюю часть города.
В силу нахождения в Горьком оборонных заводов, с 4 августа 1959 года согласно постановлению Совета Министров СССР он стал закрытым городом для иностранцев. Впоследствии это сказалось на низком притоке туристов и слабом развитии Горьковского аэропорта. Круизные теплоходы по Волге с иностранными туристами на борту проходили через Горький ночью, без высадки на берег.
В 1970 году Указом Президиума Верховного Совета СССР город Горький был награждён орденом Ленина.
В том же году на заводе «Красное Сормово» произошла крупная радиационная авария. 12 человек погибли сразу, остальные получили сильное облучение.

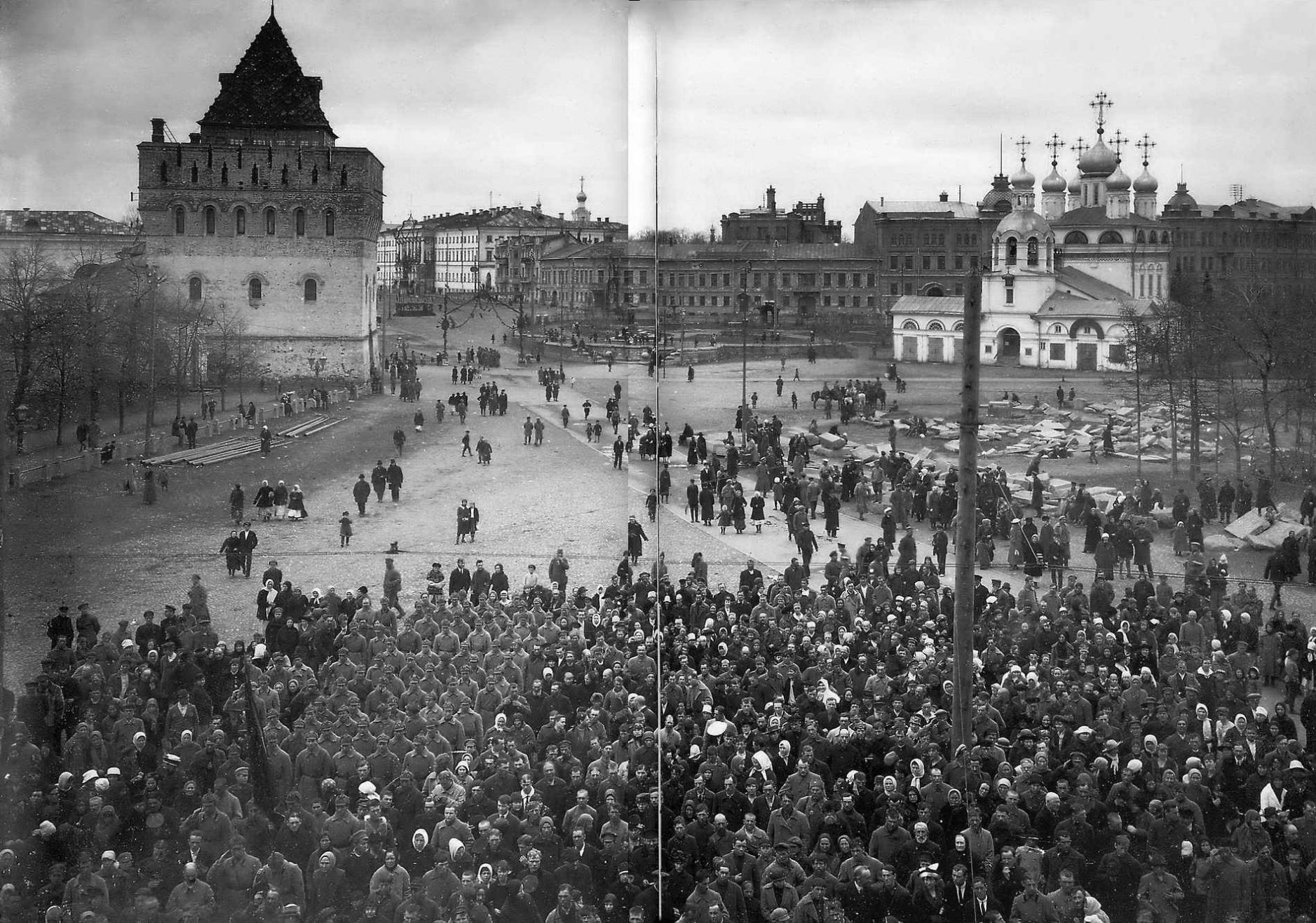
Митинг на Благовещенской площади (1920)
Военный парад на Советской площади перед отправкой на фронт (ноябрь 1941 года)
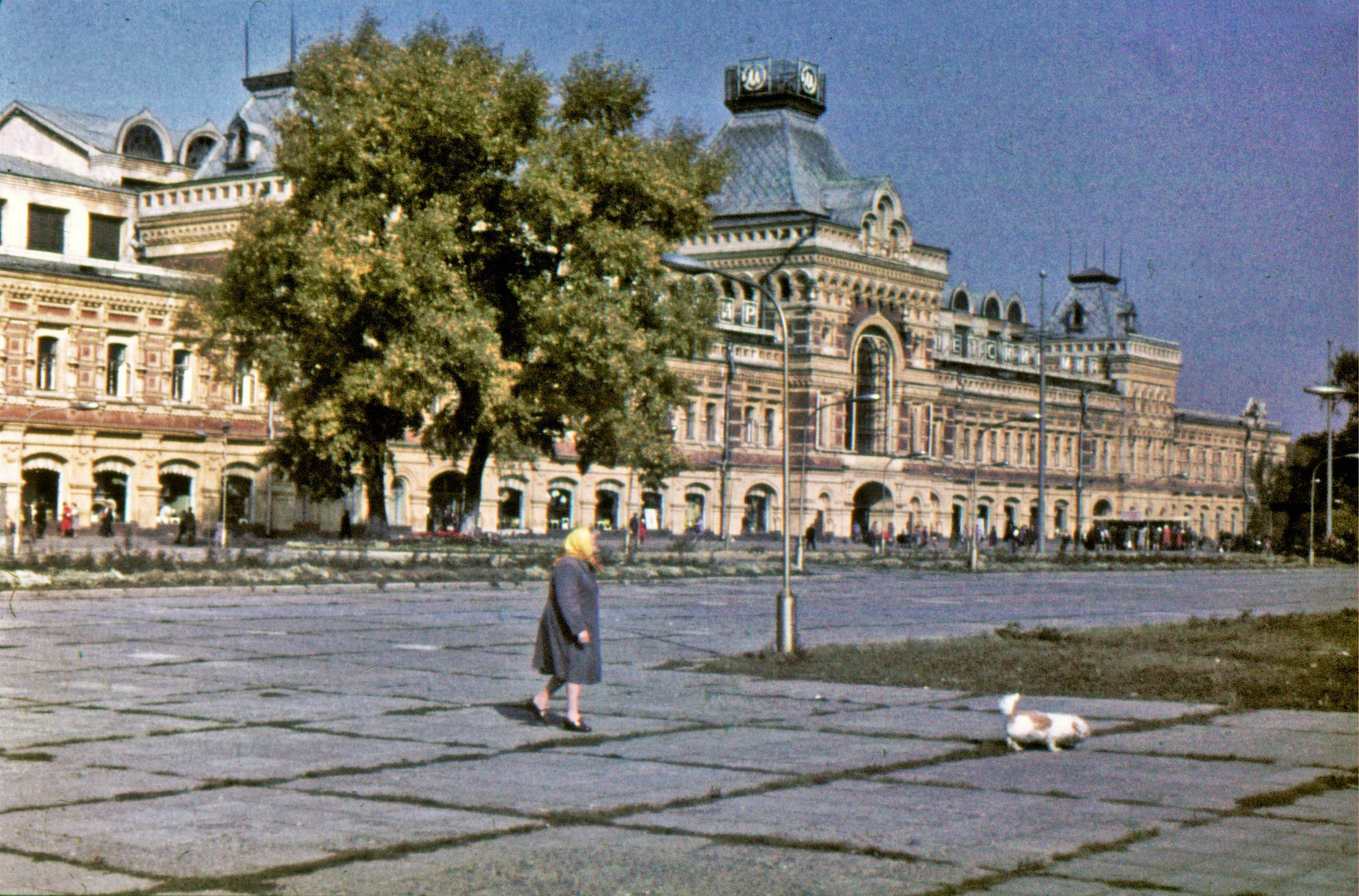
Магазин «Детский мир» (1982)
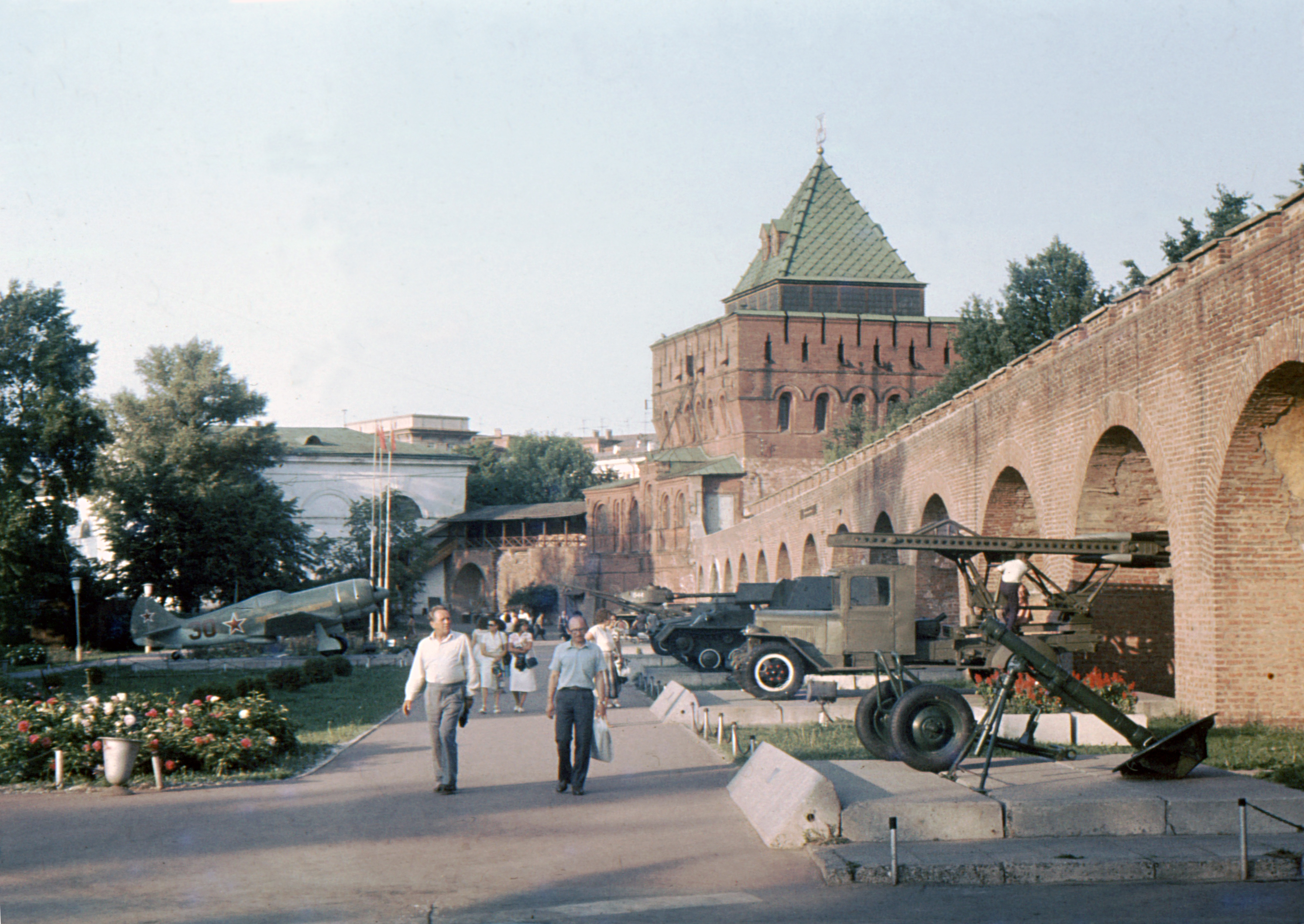
Мемориал «Горьковчане — фронту» в Кремле

### Российская Федерация
22 октября 1990 года город был переименован обратно в Нижний Новгород. 6 сентября 1991 года он был вновь открыт для посещения иностранными гражданами. В 1990-х годах вновь начала функционировать ярмарка, которая стала площадкой для международных ассамблей, выставок и бизнес-форумов. В то же время немецкие корпорации Mercedes-Benz и Volkswagen выкупили часть ГАЗа для собственного производства.
Деловой центр города складывается в его исторической части, несмотря на то что узкие улицы становятся препятствием для этого. В начале 2000-х он начинает активно застраиваться многоэтажными жилыми и офисными зданиями, при этом часто осуществляется точечная застройка, что постоянно привлекает внимание общественности. Поджоги старинной деревянной застройки также являются проблемой центра города. Некоторые строительные проекты, начавшиеся до кризиса 2008—2009 годов, долгое время оставались замороженными, в результате чего в центре встречалось немало недостроенных торгово-офисных зданий.

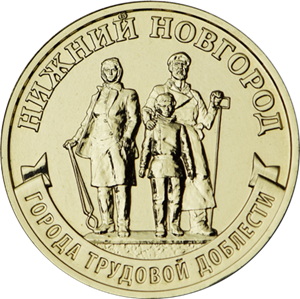
Монета Банка России — Серия: Города трудовой доблести: Нижний Новгород

В 2010 году городским правительством при участии общественности был одобрен новый генеральный план развития города Нижнего Новгорода. Новая концепция застройки подразумевает следующие основные пункты. В части социально-экономического и территориального развития: увеличение количества жителей до 1,47 млн человек, трудоспособного населения — до 660,5 тыс. человек с сокращением занятых в промышленности с 35,4 % до 28 % за счёт увеличения занятых в обслуживании до 72 %; перенос деловой активности из перегруженного исторического центра в заречную часть города (такой перенос предусматривался ещё советскими генеральными планами 1980-х годов). В части проектирования производственных территорий: уменьшение производственных территорий от 5,9 тыс.га до 4,1 тыс.га в основном за счёт ликвидации промышленности в центральной планировочной зоне. В части рекреационных территорий: обеспечение озеленёнными территориями общего пользования в объёме 58 квадратных метров на человека (в среднем по городу). В плане природно-экологического развития: укрепление берегов и обустройство набережных вдоль Волги — 22 километра, вдоль Оки — 39 километров; расширение сети дождевой канализации; установка шумозащитных окон на жилые дома вдоль автомобильных трасс и увеличение зоны санитарного разрыва аэропорта. В части транспортной инфраструктуры: реконструкция международного аэропорта, строительство от ближайшего метро до аэропорта скоростного трамвая и электропоездов; удаление из района «Стрелка» грузовых причалов водного транспорта; завершение строительства автомобильных обходов трассы М7 Москва—Казань и полное удаление из города потока транзитного транспорта; продления Автозаводской линии метрополитена до площади Сенной на правом берегу Оки и до жилого массива на Южном шоссе на левом; продления Сормовской линии до площади Славы и до станции «Стрелка». Однако в конце 2011 — начале 2012 годов руководством области было принято решение о приостановлении проектирования Сормовской линии в сторону площади Славы в пользу проекта развития её в сторону микрорайона Мещерское озеро и Автозаводской линии в сторону Сенной площади. Среди причин называются проблемы в переговорах между городской властью и ОАО «РЖД», которое владеет землёй, предназначенной под строительство, на которой расположена действующая транспортная инфраструктура железнодорожников. Ещё более часто обсуждается заинтересованность властных и экономических элит города в подъёме интереса к микрорайону Мещерское озеро, где они активно строят коммерческое жильё.
Нижний Новгород является крупнейшим центром речного круизного туризма в России. В 2016 году Владимир Путин открыл новый Нижегородский завод имени 70-летия Победы концерна «Алмаз-Антей», занимающийся выпуском военной техники.
В январе 2019 года Нижний Новгород занял первое место среди российских городов и 109-е в мире по качеству жизни. Рейтинг составил сайт numbeo.com, который специализируется на статистических данных о стоимости жизни и потребительских ценах в разных странах мира. 2 июня 2020 года Нижний Новгород получил почётное звание «Город трудовой доблести» за вклад в Победу над нацизмом.
В 2021 году в Нижнем Новгороде был проведён ряд праздничных мероприятий в честь 800-летия города.

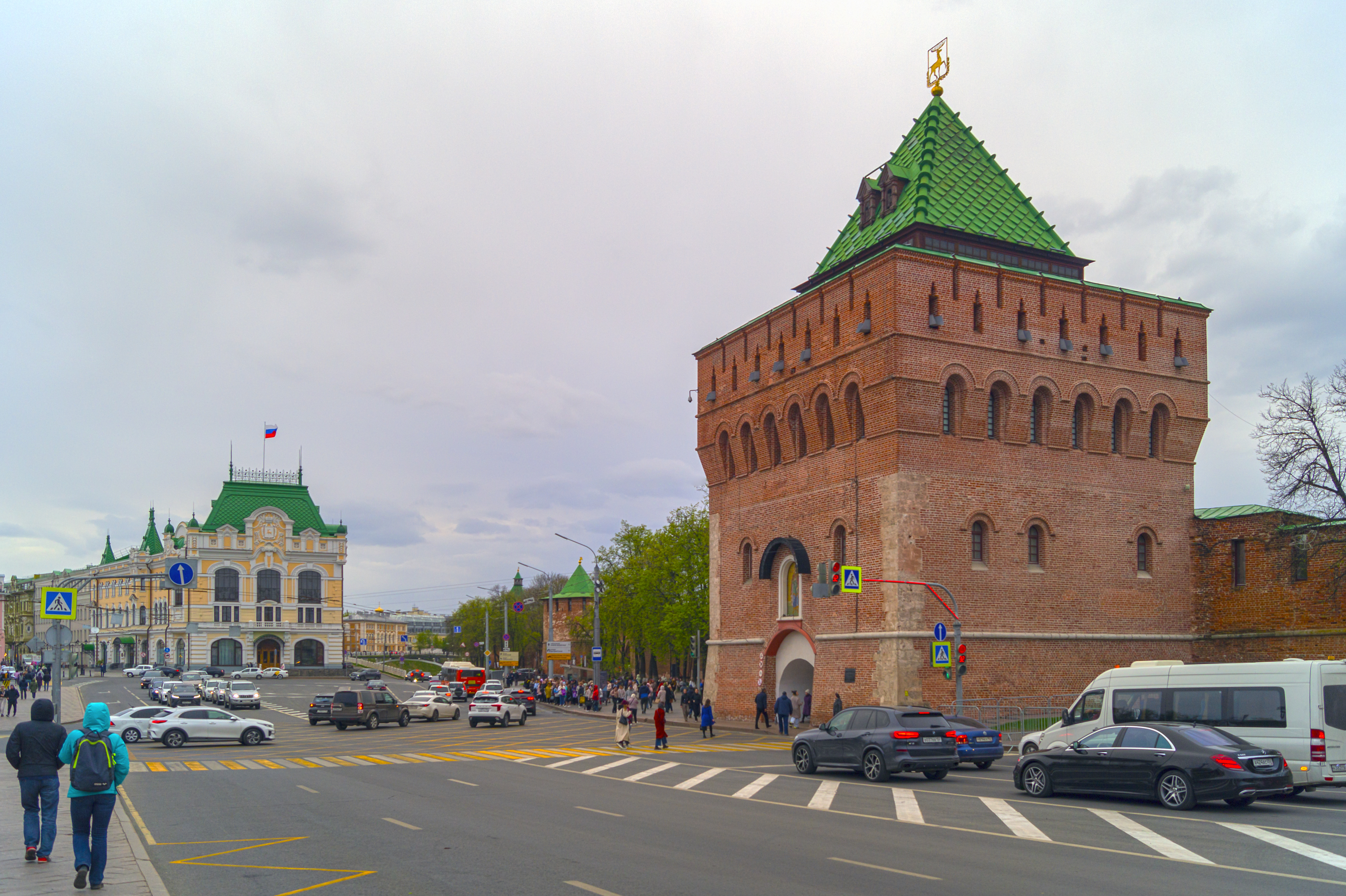
Площадь Минина и Пожарского
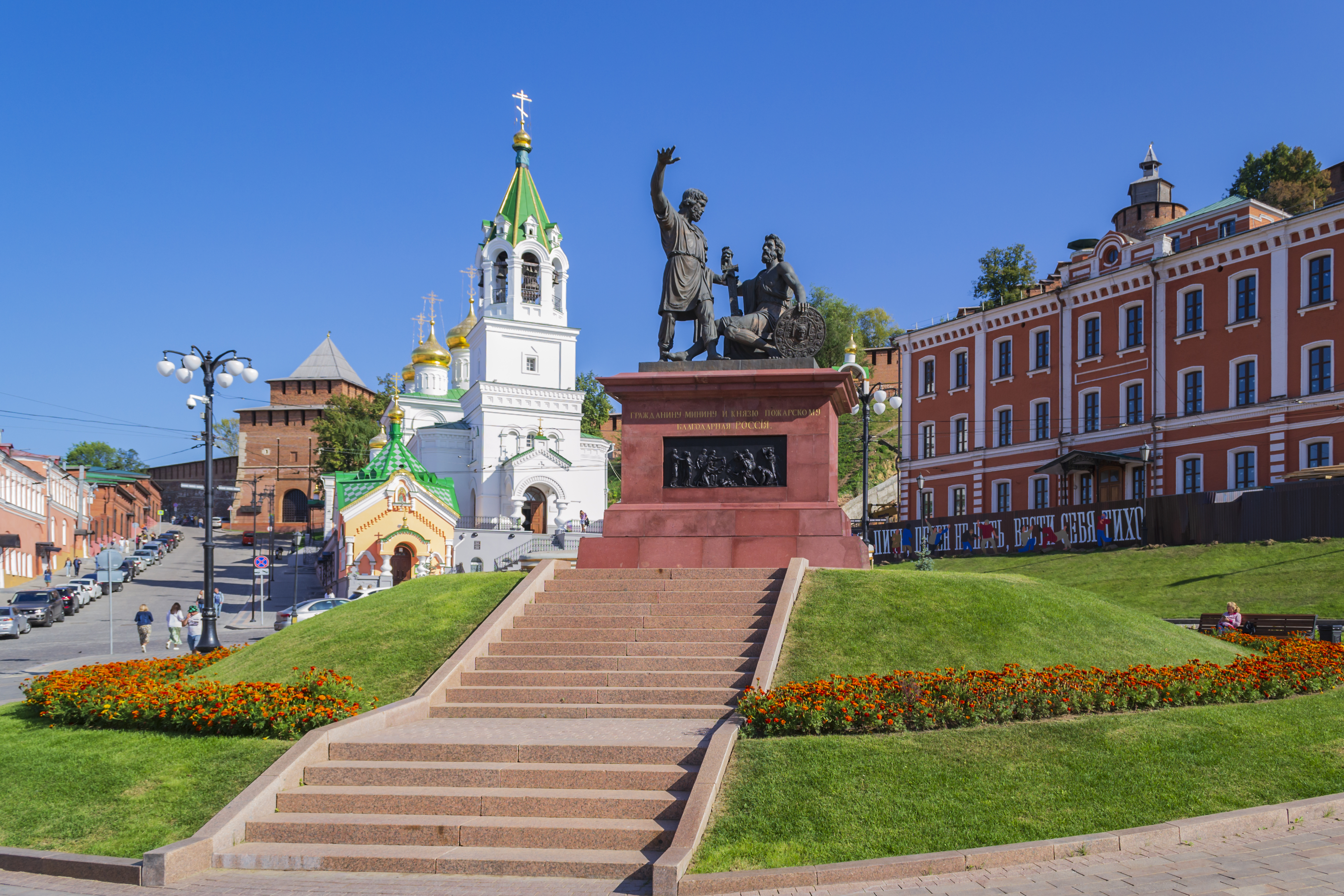
Площадь Народного Единства
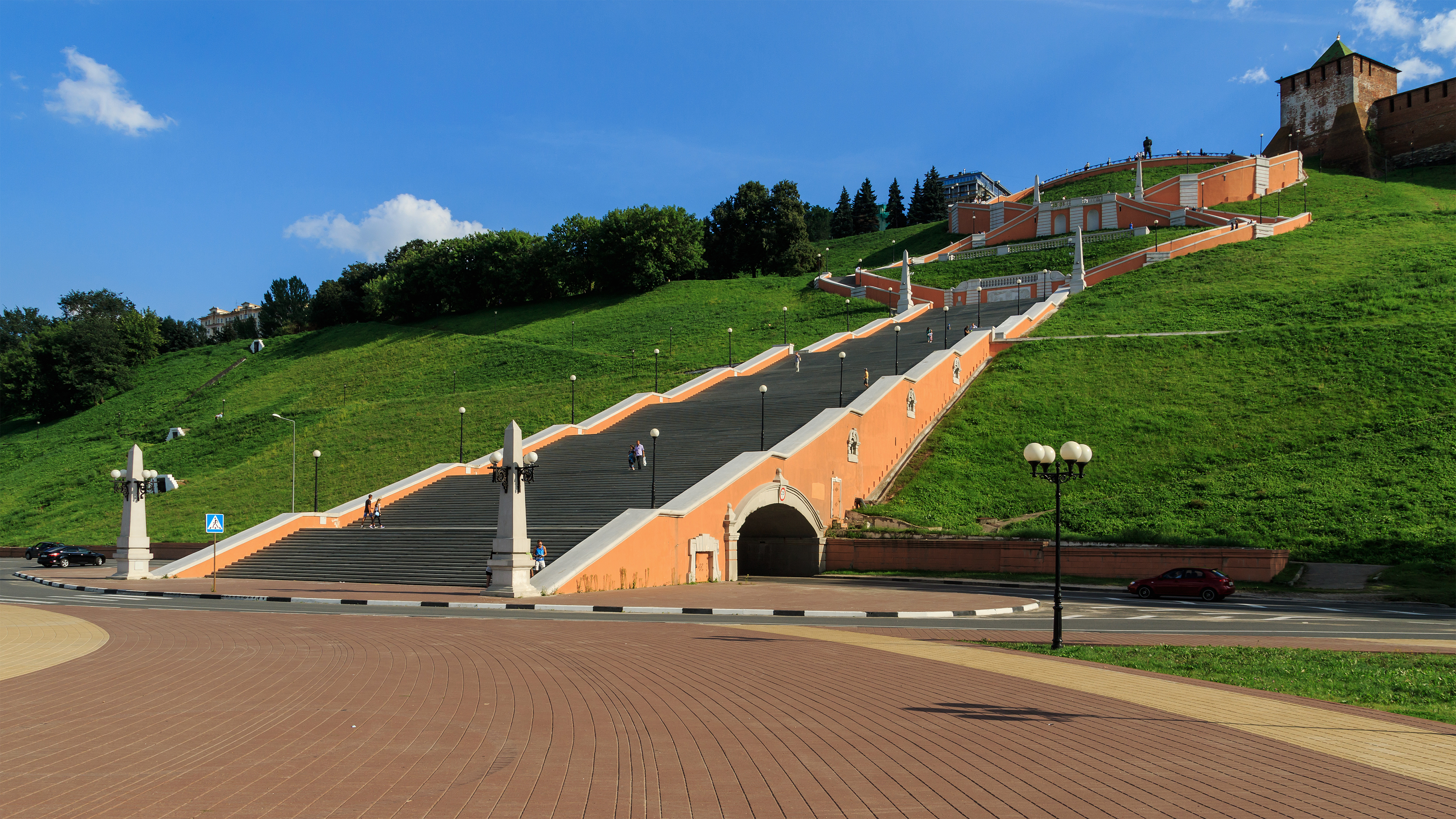
Чкаловская лестница
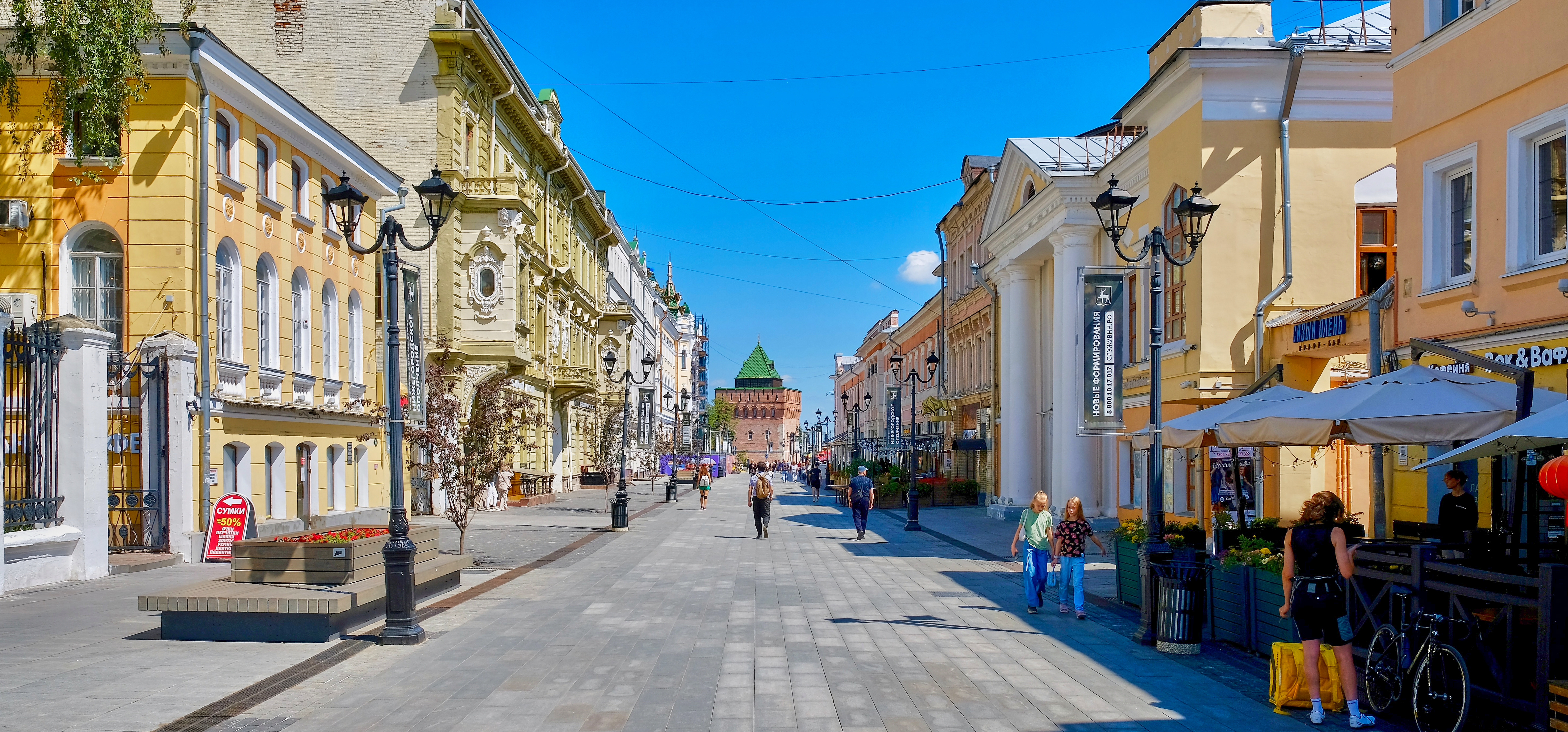
Улица Большая Покровская
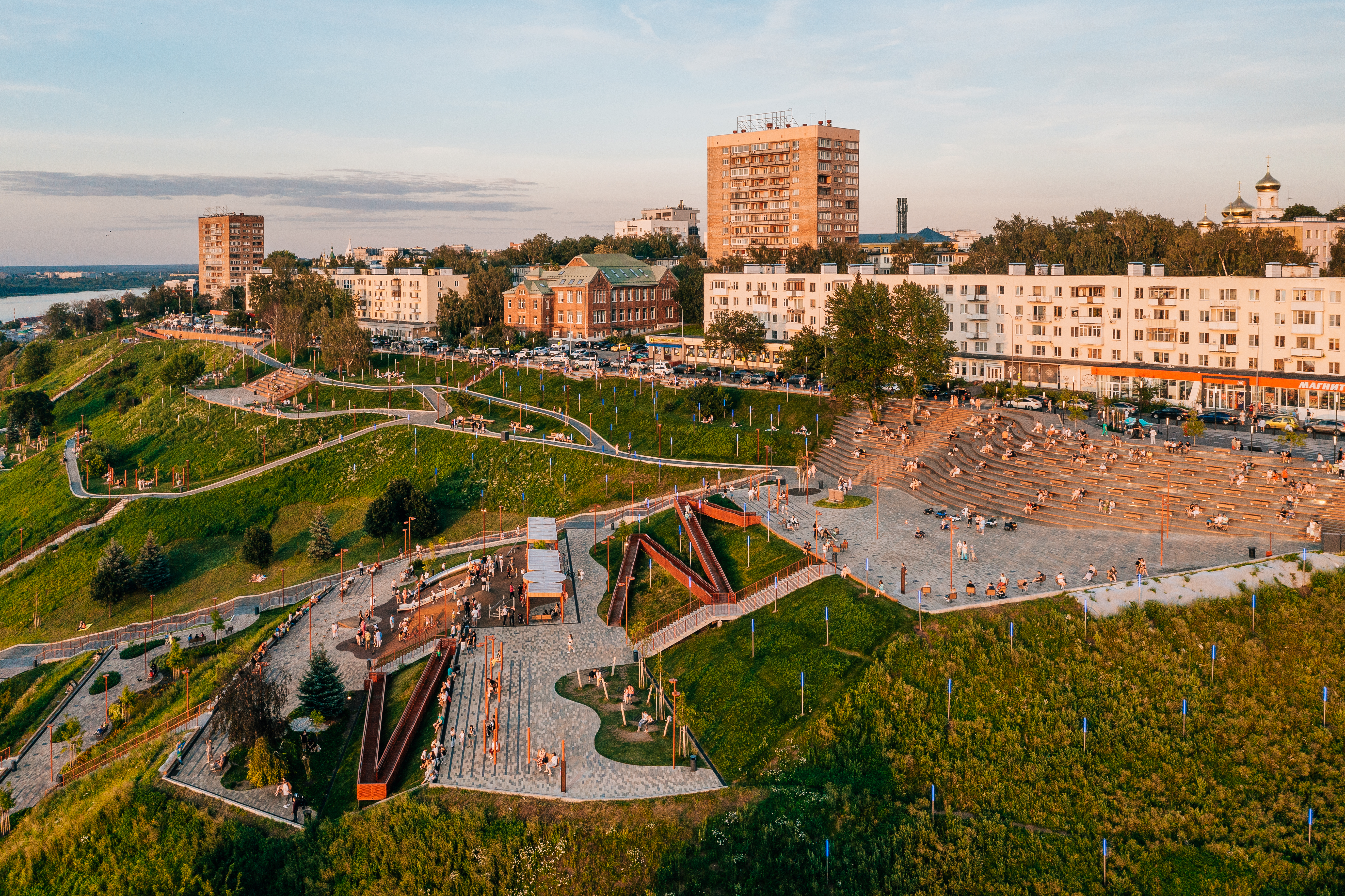
Набережная Федоровского

## Административно-территориальное устройство
Нагорная часть
1. █ Нижегородский
2. █ Приокский
3. █ Советский

Заречная часть
1. █ Канавинский
2. █ Сормовский
3. █ Московский
4. █ Автозаводский
5. █ Ленинский

Административно-территориальное деление Нижнего Новгорода

В состав четырёх районов входят 13 населённых пунктов: курортный посёлок Зелёный Город; посёлки: Берёзовая Пойма, Луч, учхоза «Пригородный»; деревни: Бешенцево, Ближнеконстантиново, Кузнечиха, Ляхово, Мордвинцево, Новая, Новопокровское, Ольгино и слобода Подновье.
В состав городского округа, в качестве отдельного административно-территориального образования (вне районов), входит Новинский сельсовет, к которому относятся: сельский посёлок Новинки — административный центр, деревня Комарово, сельский посёлок Кудьма, деревня Кусаковка, деревня Новопавловка, деревня Ромашково, деревня Сартаково.
Формирование современной административной структуры было завершено в 1970 году, когда были созданы современные Московский, Нижегородский и Советский районы. Самый большой из районов — Автозаводский — 291 520 чел. (2023), а его площадь, значительную часть которой занимает промышленная зона, составляла 94 км². Наиболее плотно населённым и наименьшим по площади является Ленинский район.
Исторический центр города (почти полностью находящийся в настоящее время на территории Нижегородского района) издавна делился на несколько частей: Кремль на Часовой горе, Верхний посад, прилегающий к Кремлю с юга, Нижний посад на берегу Волги и Оки, Започаинье на противоположном Верхнему посаду берегу реки Почайны, Гребешок (Ярилина гора), Новая Стройка к югу от Большого острога, с юга и юго-востока ограниченная улицей Белинского — старой границей города, и слободы Благовещенскую, Панскую, Акулинину, Солдатскую).

### Органы власти

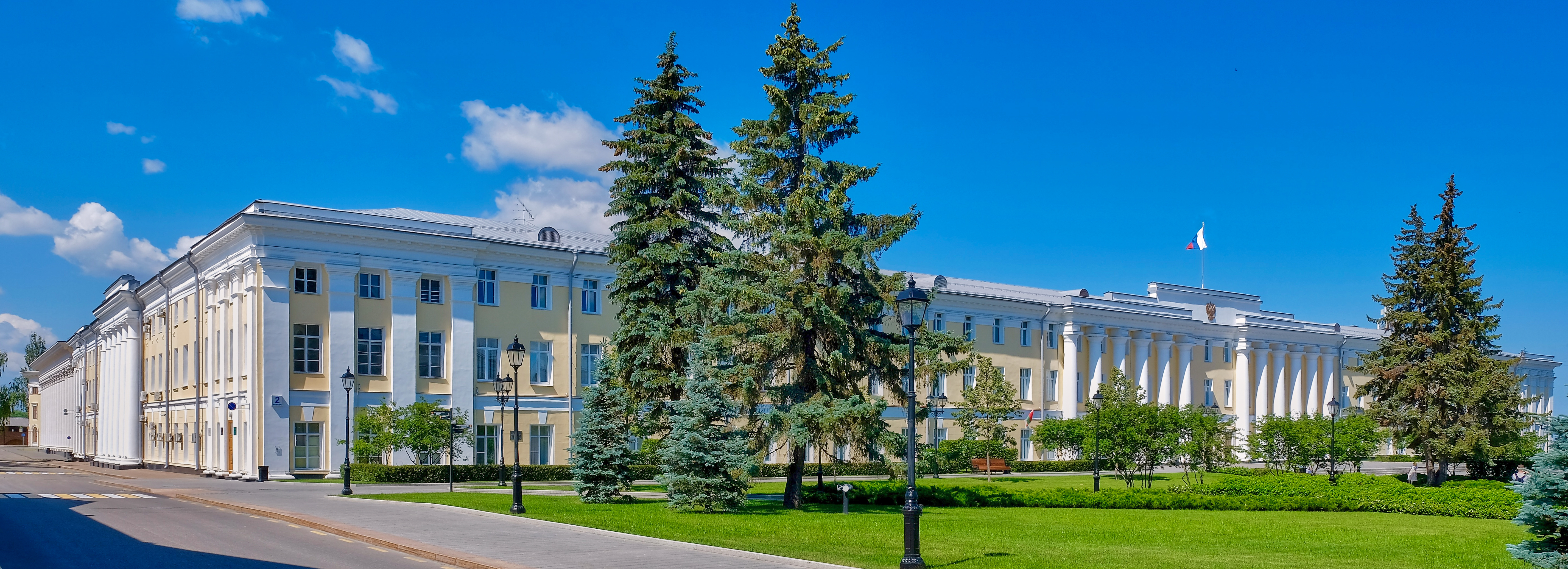
Законодательное собрание Нижегородской области в Кремле

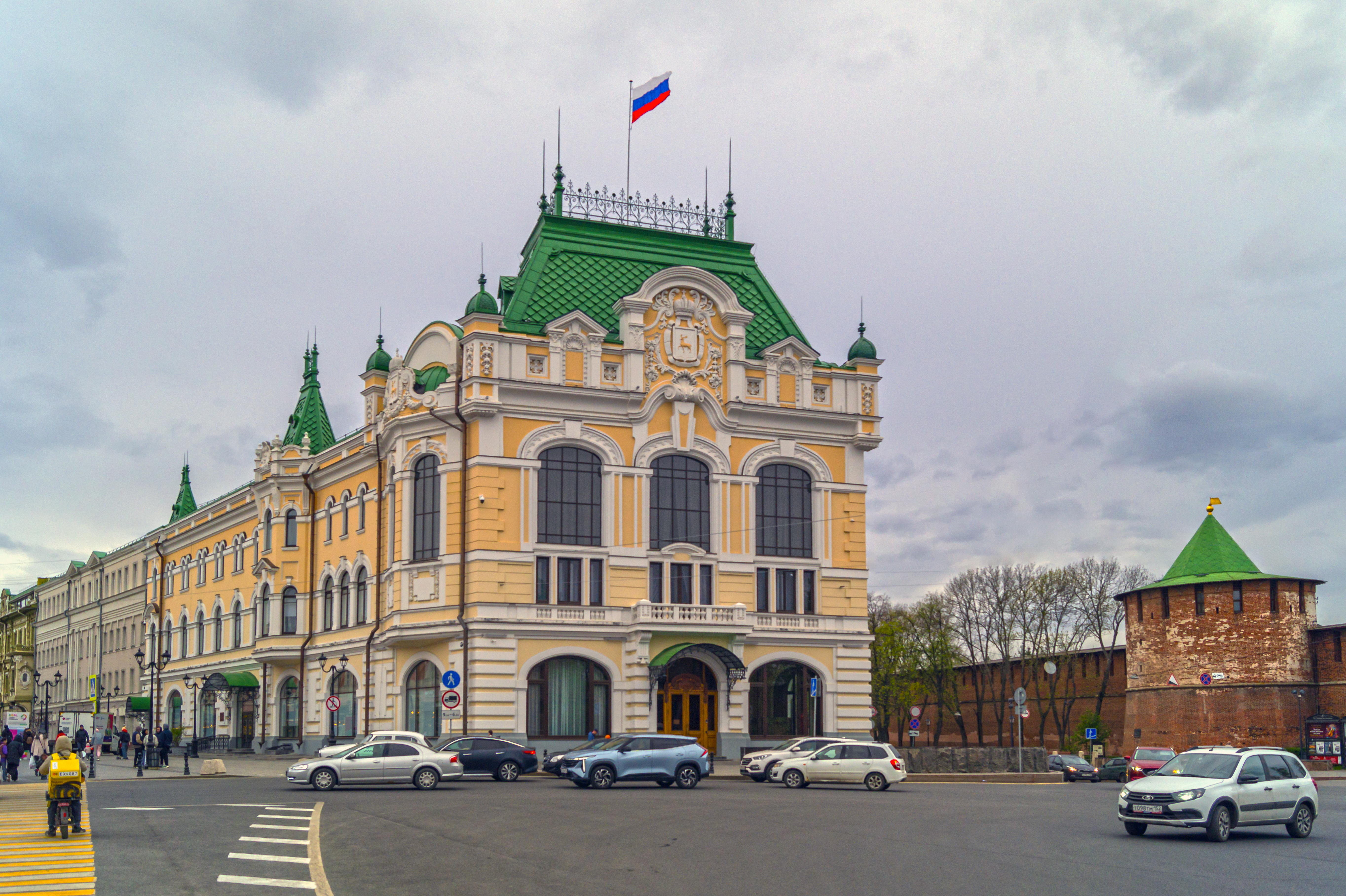
Арбитражный суд Волго-Вятского округа (бывшая Городская дума и Дворец Труда) на площади Минина и Пожарского

Во главе города находится мэр. Ему подчиняются городская администрация и городская дума. Прямые выборы местного самоуправления для жителей города отсутствуют. Мэр назначается решением Городской Думы. С 28 октября 2020 года мэром Нижнего Новгорода является Юрий Шалабаев.
С 1991 года по 2009 год мэр избирался горожанами на срок в 5 лет. За это время на посту побывало четверо: Дмитрий Бедняков, Иван Скляров, Юрий Лебедев, Вадим Булавинов (дважды).
Главы районов не избираются. По состоянию на июнь 2008 года главы шести районов совмещали муниципальную службу и коммерческую деятельность.
В последние годы значительно повысилась роль областного правительства во главе с губернатором в городских делах.
25 октября 2010 года главой города был избран Олег Сорокин.
На внеочередном заседании городской Думы 3 декабря 2010 года в должности главы администрации Нижнего Новгорода был утверждён Олег Кондрашов. 22 июля 2015 года решением Городской Думы Нижнего Новгорода был отстранён от должности. Исполняющим обязанности главы Администрации был назначен его заместитель — Андрей Геннадьевич Чертков. 24 декабря 2015 года новым главой администрации по результатам выборов в Городской Думе утверждён Сергей Белов.
С 17 января 2018 года должности главы города и главы администрации были полностью упразднены. Вместо них появилась должность мэра города, который отвечает за законодательную и исполнительную власть.

### Городской бюджет
Расходы бюджета Нижнего Новгорода в 2013 году составили 25 878,1 млн рублей, доходы — 23 966,4 млн рублей, размер дефицита — 2 063,9 млн рублей.
Основные источники доходов: областные и федеральные субсидии — 39 %, налог на прибыль и подоходный налог — по 27 %. Половина средств расходуется на образование, строительство и инвестиции. Одной из особенностей является то, что расходы на благоустройство в два раза превышают расходы на здравоохранение.

### Официальные символы города
Исторический герб Нижнего Новгорода был утверждён 16 августа 1781 года.
На гербе и флаге города изображён красный (червлёный) олень, который является символом благородства, чистоты и величия, жизни, мудрости и справедливости. Современные герб и флаг города приняты 20 декабря 2006 года.
Неофициальными историческими символами города являются также Дмитриевская башня Кремля, Стрелка с собором Александра Невского и Чкаловская лестница.

## Городские праздники и памятные даты
Помимо общероссийских и международных праздников, в Нижнем Новгороде отмечаются городские праздники и памятные даты:
- 28 марта — день рождения Максима Горького;
- 23 июня — день окончания бомбардировок Горького в 1943 году;
- 3-я суббота августа (с 2019 года)[94][95] — день города (до 2014 года отмечался во 2-е воскресенье сентября, затем — в День России);
- 20-е числа сентября — день Рождественской улицы.

### 800-летие Нижнего Новгорода
800-летие Нижнего Новгорода в 2021 году объявлено всероссийским праздником. 22 сентября 2015 года президент России Владимир Путин подписал Указ «О праздновании 800-летия основания города Нижнего Новгорода».
Инфраструктурная программа «Город 800» обновляет городское пространство и создаёт новые места для жителей. Программа включила в себя три направления: #Символы800 (Нижегородский кремль, парк «Швейцария», пакгаузы на Стрелке, бывшую фабрику «Маяк», Дворец пионеров имени Чкалова, Чкаловская лестница, новый объект «Школа 800»), #Реставрация800 (реставрируется 69 домов на территории исторического центра города) и #Среда800 (33 объекта и территории, а также строительно-транспортный переход в Сормовском районе).

## Внешние связи
В 1991 году город был открыт  для посещения иностранцами. По состоянию на 2006 год у Нижнего Новгорода было девять городов-побратимов. В 2009 году соглашения были заключены с 11 городами-побратимами и тремя городами-партнёрами.
Города-побратимы — это города, с которыми заключены соглашения о побратимских отношениях. В зависимости от содержания соглашение включает пункты о развитии культурного, социального, экономического, спортивного, образовательного сотрудничества[значимость факта?]. По одному из таких соглашений в Нижнем Новгороде проходят альтернативную и социальную службу граждане Германии. Статус города-побратима позволяет также обращаться в международные и европейские организации за поддержкой совместных проектов и начинаний.
Города-партнёры — это города, с которыми заключены договоры о сотрудничестве (по конкретным проектам или группе проектов) или подписано соглашение о намерениях.
С 2022 года страны 10 городов-побратимов и городов-партнёров Нижнего Новгорода (из 22) оказались в «списке недружественных государств», но побратимские и партнёрские отношения не замораживались.
| Город                | Регион                  | Страна                      | Период             |
| -------------------- | ----------------------- | --------------------------- | ------------------ |
| Эссен                | Северный Рейн-Вестфалия | Германия                    | с 10 сентября 1991 |
| Линц                 | Верхняя Австрия         | Австрия                     | с 28 октября 1993  |
| Филадельфия          | Пенсильвания            | США                         | с 15 октября 1992  |
| Цзинань              | Шаньдун                 | Китай                       | с 25 сентября 1994 |
| Тампере              | Пирканмаа               | Финляндия                   | с 24 февраля 1995  |
| Матансас             | Матансас                | Куба                        | с 22 мая 2004      |
| Сувон                | Кёнгидо                 | Республика Корея            | с 11 июня 2005     |
| Нови-Сад             | Воеводина               | Сербия                      | с апреля 2006      |
| Сан-Бой-де-Льобрегат | Каталония               | Испания                     | с 19 мая 2009      |
| Сухум                | —                       | / Республика Абхазия/Грузия | с 2011             |
| Дьёр                 | Дьёр-Мошон-Шопрон       | Венгрия                     | с 27 ноября 2013   |
| Бельцы               | —                       | Молдова                     | с 12 июня 2016     |
| Минск                | —                       | Беларусь                    | с 2017             |
| Добрич               | Добричская область      | Болгария                    | с 12 июня 2017     |
| Ираклион             | Крит                    | Греция                      | с 13 июня 2018     |
| Хэфэй                | Аньхой                  | Китай                       | с 31 мая 2019      |
| Баня-Лука            | Республика Сербская     | Босния и Герцеговина        | с 21 августа 2021  |
| Бухара               | Бухарская область       | Узбекистан                  | с 27 апреля 2022   |
| Браззавиль           | Браззавиль              | Республика Конго            | с 27 июля 2023     |
| Гомель               | —                       | Беларусь                    | c 26 июня 2025     |

| Город | Регион             | Страна | Период |
| ----- | ------------------ | ------ | ------ |
| Брно  | Южноморавский край | Чехия  |        |
| Уси   | Цзянсу             | Китай  |        |
| Хэфэй | Аньхой             | Китай  |        |

### Районы-партнёры районов города Нижнего Новгорода
| Район-партнёр          | Район города Нижнего Новгорода    | Регион района-партнёра | Страна района-партнёра | Дата         |
| ---------------------- | --------------------------------- | ---------------------- | ---------------------- | ------------ |
| Советский район (Крым) | Советский район (Нижний Новгород) | Республика Крым        | Россия/Украина         | 11 июня 2016 |

Создана ассоциация почётных консулов пяти стран: Италии, Чехии, Австрии, КНДР и Кыргызстане. По состоянию на декабрь 2014 года в Нижнем Новгороде располагаются почётные консульства 7 стран, включая представительство частично признанного государства Абхазия, а также одно отделение посольства. Городом и его районами установлены шефские связи с несколькими подводными лодками.

## Население
| 1811       | 1840       | 1856       | 1863       | 1897       | 1913       | 1914       | 1923       | 1926       |
| ---------- | ---------- | ---------- | ---------- | ---------- | ---------- | ---------- | ---------- | ---------- |
| 14 400     | ↗31 900    | ↗35 800    | ↗41 500    | ↗90 000    | ↗111 400   | ↗111 600   | ↗135 400   | ↗221 544   |
| 1931       | 1933       | 1937       | 1939       | 1956       | 1959       | 1962       | 1967       | 1970       |
| ↗350 251   | ↗451 500   | ↗575 704   | ↗643 689   | ↗876 000   | ↗941 962   | ↗1 025 000 | ↗1 120 000 | ↗1 170 133 |
| 1973       | 1975       | 1979       | 1982       | 1985       | 1986       | 1987       | 1989       | 1990       |
| ↗1 238 000 | ↗1 305 000 | ↗1 344 474 | ↗1 373 000 | ↗1 405 000 | ↘1 401 000 | ↗1 425 000 | ↗1 438 133 | ↘1 404 000 |
| 1991       | 1992       | 1993       | 1994       | 1995       | 1996       | 1997       | 1998       | 1999       |
| ↗1 445 000 | ↘1 441 000 | ↘1 433 000 | ↘1 425 000 | ↘1 379 000 | ↘1 372 000 | ↘1 371 000 | ↘1 364 000 | ↗1 364 900 |
| 2000       | 2001       | 2002       | 2003       | 2004       | 2005       | 2006       | 2007       | 2008       |
| ↘1 357 000 | ↘1 343 300 | ↘1 311 252 | ↘1 309 000 | ↘1 296 800 | ↘1 289 500 | ↘1 283 600 | ↘1 278 300 | ↘1 274 700 |
| 2009       | 2010       | 2011       | 2012       | 2013       | 2014       | 2015       | 2016       | 2017       |
| ↘1 272 527 | ↘1 250 619 | ↘1 250 600 | ↗1 254 592 | ↗1 259 921 | ↗1 263 873 | ↗1 267 760 | ↘1 266 871 | ↘1 264 075 |
| 2018       | 2019       | 2020       | 2021       | 2023       | 2024       | 2025       |            |            |
| ↘1 259 013 | ↘1 253 511 | ↘1 252 236 | ↘1 226 076 | ↘1 213 477 | ↘1 204 985 | ↘1 198 245 |            |            |

На 1 января 2025 года по численности населения город находился на 7-м месте из 1124 городов Российской Федерации.
Средний возраст — 39,9 года. 64 % жителей города — трудоспособного возраста, коэффициент демографической нагрузки составляет 0,57. По национальности 95,12 % населения города — русские.
По состоянию на 2009 год в городе проживало около 358 000 пенсионеров и насчитывалось 30 долгожителей, возраст которых составлял 100 и более лет. В городе проживало 2,7 тыс. многодетных семей, в которых воспитывалось 8,6 тыс. детей, в то время как 12,6 тыс. одиноких матерей воспитывало 13,6 тыс. детей. К 2012 году число многодетных семей возросло до 3,7 тысяч.
В 1811 году численность населения составляла 14,4 тыс. человек, к 1914 году число горожан увеличилось до 111,6 тысяч. В ходе советской индустриализации, и особенно строительства ГАЗа, границы города расширились, поглотив города Сормово и Канавино, в связи с чем население города изменилось с 181,2 тыс. в 1926 году до 643,7 тыс. в 1939 году. В 1989 году в городе проживало 1438 тыс. человек, по численности населения город занимал 3-е место в РСФСР. Тогда же наступил переломный момент, и прирост населения сменился на отрицательный. С 1990-х годов наблюдается снижение численности населения. В 2009 году уровень рождаемости повысился, а смертности — снизился. Естественная убыль населения составила 5,0 промилле (в 2008 — 6,2, в 2005 — 8,7 промилле). По расчётам программы ООН по населённым пунктам, к 2020 году город потеряет до 11,8 % своего населения в сравнении с 1990 годом. Фактическая потеря составила 10,8 %.
Обширная Нижегородская агломерация насчитывает 2020 тыс. чел. (5-е место в России), что составляет 60 % населения Нижегородской области.
Демографической особенностью Нижнего Новгорода является близость этого города-миллионера к Москве. В 1990—2000-е годы происходила трудовая миграция населения в московскую агломерацию.
Динамика численности населения городского округа
| 2002       | 2004       | 2005       | 2006       | 2007       | 2008       | 2009       | 2010       | 2011       |
| ---------- | ---------- | ---------- | ---------- | ---------- | ---------- | ---------- | ---------- | ---------- |
| 1 319 644  | ↘1 305 100 | ↘1 297 600 | ↘1 291 800 | ↘1 286 433 | ↘1 282 678 | ↘1 280 355 | ↘1 259 738 | ↗1 261 549 |
| 2012       | 2013       | 2014       | 2015       | 2016       | 2017       | 2018       | 2019       | 2020       |
| ↗1 263 621 | ↗1 268 840 | ↗1 272 719 | ↗1 276 560 | ↘1 275 532 | ↘1 270 241 | ↘1 267 464 | ↘1 261 823 | ↗1 271 767 |
| 2021       | 2023       | 2024       | 2025       |            |            |            |            |            |
| ↘1 249 861 | ↘1 237 128 | ↘1 228 702 | ↘1 222 172 |            |            |            |            |            |

## Экономика
Со времени правления Александра III Нижний Новгород начал становиться центром всероссийского купечества. 15 июля 1822 года на левом берегу Оки была торжественно открыта крупнейшая Нижегородская ярмарка. Тогда Нижний Новгород стал главным городом всероссийской и международной торговли. В 1929 году Ярмарка была закрыта, а экономика города стала развиваться совершенно в другом направлении.
Советский город Горький стал одним из крупнейших промышленных центров России, ведущая роль в котором принадлежала предприятиям машиностроения, металлообработки и информационных технологий. Тогда же был построен первый автогигант Горьковский автомобильный завод.

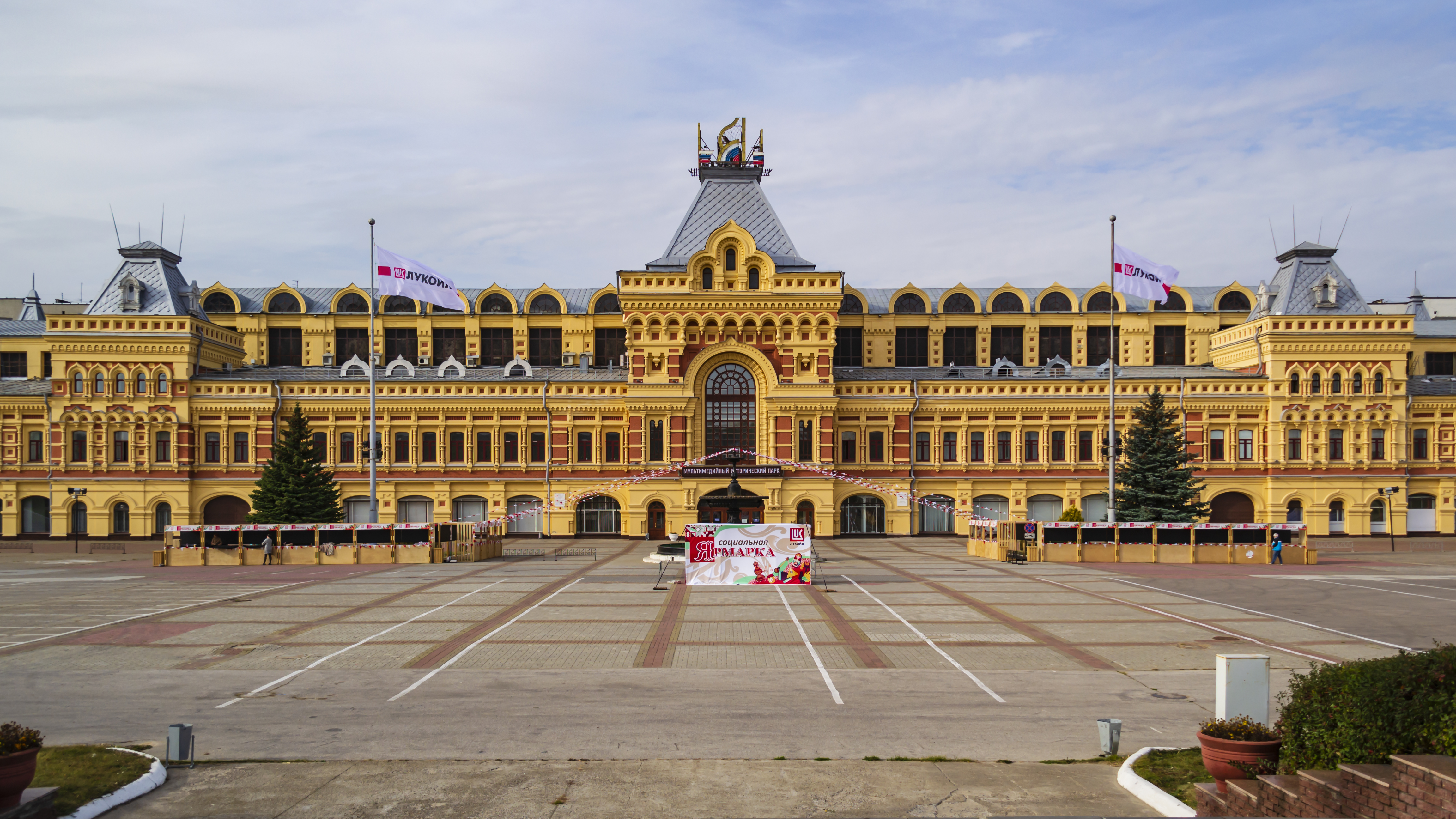
Главный ярмарочный дом

Само основание города на слиянии двух судоходных водных путей предопределило как его военно-стратегическое, так и торговое значение. Местные купцы исстари производили «знатный торг» не только с Москвой, Казанью, Ярославлем, Астраханью, но и с городами Европы и Средней Азии. В мае 1767 года во время высочайшего визита Екатерины II в город по ходатайству нижегородских купцов она предписала создать и «именовать новое предприятие „Нижегородская торговая компания“, а торговать им, чем заблагорассудят», губернатору же приказано «о действительном начатии оной компании бдение иметь». Позже, узнав о развитии предприятия, она указала: «Усмотрела я с удовольствием, что Нижегородская торговая компания происходит с изрядным успехом. Чего ради изволите оную оставить в ея действии, не требуя от неё впредь о производстве ея отчётов, разве особливо от Нас о том приказано будет».
Бесспорно, главным фактором формирования Нижнего Новгорода в качестве основного торгового центра России в начале XIX века стал перенос сюда в 1817 году ярмарки, ранее находившейся у стен Желтоводского Макариева монастыря и сгоревшей при невыясненных обстоятельствах 18 августа 1816 года.
За счёт средств казны по общему проекту и под руководством А. Бетанкура был создан крупнейший на тот момент в Европе гостиный комплекс. На этапе до 1822 года построены Спасский собор по проекту О. Монферрана, 3 административных, 4 «китайских» деревянных и 56 кирпичных зданий с тысячами торговых лавок, гостиницами, трактирами и летним театром. Впервые в Европе уже при сооружении здесь была предусмотрена канализация. На втором этапе (к 1850 году) был завершён комплекс Спасского собора, построены мечеть и армяно-григорианская церковь. Третий этап (до 1880 года) ознаменовал собой строгую прямоугольную перепланировку ярмарки с мощением всех улиц, создание ряда новых культовых сооружений, среди которых Александро-Невский Новоярмарочный собор, у мечети возведён трёхэтажный торговый корпус, названный Персидским караван-сараем. Четвёртый этап (1880-е—1910-е годы) стал последним в череде производимых реконструкций и включал в себя: постройку каменного цирка братьев Никитиных, Бразильского пассажа на Театральной площади, нового Главного ярмарочного дома в русском стиле, вошедшего в число крупнейших пассажей Российской Империи.

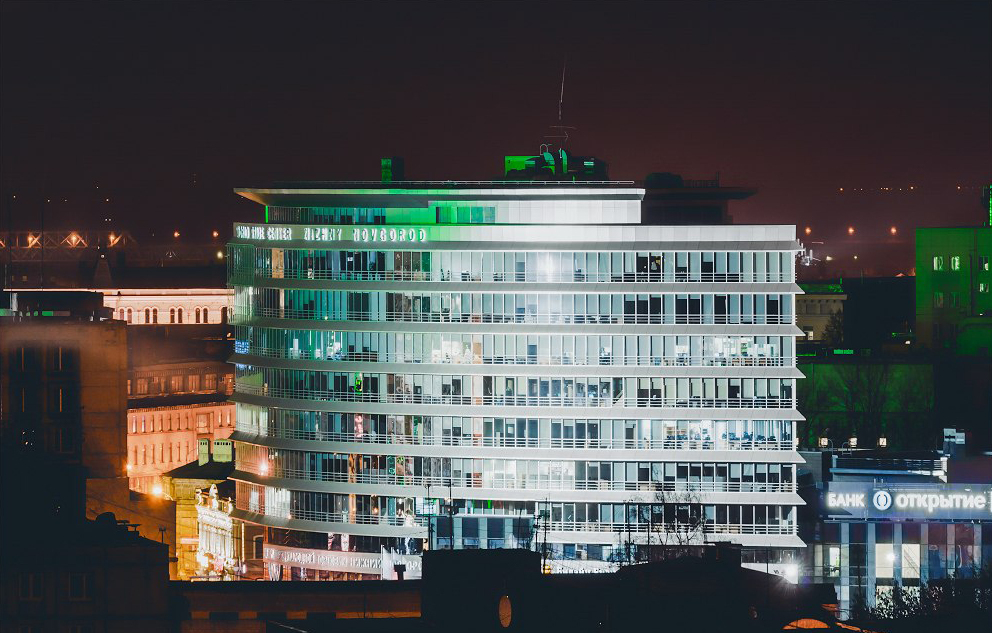
Офисное здание «Центр международной торговли Нижний Новгород»

Мощное строительство имело под собой экономическую базу. Если в 1817 году объявленная стоимость привезённых товаров составила 24 миллиона рублей, то в 1912 году она достигла 195 миллионов (максимальная стоимость — 246 миллионов достигнут в 1881 году). Торги проходили с 15 июля до 25 августа (по старому стилю), но после официального их завершения они продолжалась до 1, а иногда и до 10 сентября). В 1850-х годах за сезон ярмарку посещало до двух миллионов человек. Нижегородская ярмарка была связана со всеми главными торжищами России, а также с Лейпцигской ярмаркой. Российские производители представляли: ткани (до 50 % всего привоза), металлы и изделия из них, пушнина, хлеб (зерно и мука), кожа, шерсть, лён. От половины до двух третей всего оборота продавалось в Западную Европу, а это достигало 60 % всего российского экспорта. Из Европы торговцы везли льняные ткани высоких сортов, вино, инструменты и машины. Из товаров с востока важное место занимали чай, хлопок, шёлк, специи, фрукты. До реформы 1861 года проводились торги крепостными крестьянами. С 1848 года в Нижнем Новгороде действовал биржевой комитет. Ярмарка приобрела значение всероссийской биржи, которая определяла цены на последующий год на главные товары потребления.
Сразу несколько купеческих родов на протяжении XVIII — начала XX веков внесли заметный вклад в развитие ярмарки и города в целом (упомянуты в алфавитном порядке).
- Башкировы — Нижегородский торговый дом «Емельян Башкиров и сыновья», торговля зерном и мукой; жертвовали на просвещение, строительство школ[209].
- Бугровы — хлебная торговля (в их руках — абсолютная доля продаж зерна и муки в Поволжье)[210], водяные (позже — паровые) мельницы, коммерческий флот, доходные дома; Александр Петрович (1809—1883) строил ночлежные дома, один из которых стал образом приюта в пьесе М. Горького «На дне» (ныне — административное здание на площади Народного Единства)[211], «вдовий дом» для женщин, потерявших мужей на Русско-турецкой войне (ныне — Общежитие НГТУ на пл. Лядова). Его сын Николай Александрович Бугров был главным инвестором строительства бесплатного городского водопровода, некоторые участки которого эксплуатировались до 1988 года; подарил городу здание Городской Думы (с 1919 года — Дворец Труда, ныне — Нижегородский областной суд)[211].
- Блиновы — торговля солью и зерном, коммерческий флот. Соль заготавливалась или закупалась в низовьях Волги и под Пермью и поставлялась по всей центральной и северо-западной России. Известно, что в 1875 году объём поставок только так называемой осадочной соли эльтонки составил 350 тысяч пудов или 5,6 тысяч тонн[212]. Вместе с Бугровыми, с которыми состояли в родстве, участвовали в строительстве водопровода, городских приютов, «вдовьего дома».
- Вяхиревы — торговля рыболовными снастями, канатная фабрика, поставки леса; жертвования на протяжении поколений на строительство и реконструкцию Спасо-Преображенской церкви[209].
- Кашины — грузовой и пассажирский флот; жертвования техническим и речным училищам и убежищу для призрения бедных детей Общества вспомоществования бедным; прообраз семейного бизнеса в пьесе М. Горького «Васса Железнова».
- Рукавишниковы — производство и торговля металлом; построили известный Дом трудолюбия (ныне — Нижполиграф) на Варварке, гимназическое общежитие в Грузинском переулке и хирургическую больницу.

В январе 1918 года Нижегородский Совет рабочих и крестьянских депутатов постановил включить территорию ярмарки в состав города, её органы управления распустить и передать их функции специальной коллегии. Однако в период гражданской войны товарооборот был сведён к нулю. Лишь после объявления НЭП в 1922 году принято решение возродить Нижегородскую ярмарку. Её руководителем был назначен «красный купец» Сергей Малышев. За 40 дней был отремонтирован Главный ярмарочный дом и несколько торговых корпусов. Здесь получили развитие почти все направления торговли, главным образом изделиями кустарной промышленности, мануфактурой и товарами из стран Востока. Пик послереволюционного развития был достигнут в 1928 году, когда число фирм-участников выставки составило 1713. Ярмарку посетило не менее 350 тысяч человек. Начавшаяся в последующие годы смена политического курса СССР ликвидировала эти достижения. В 1930 году Нижегородская ярмарка была ликвидирована.
В эти годы город потерял не только славу «Кармана России», но и историческое имя. С другой стороны, на протяжении почти 60 лет он развивался как промышленный и научно-технологический центр.
В настоящее время торговля в Нижнем Новгороде представлена в основном её розничным сектором. В 1990-х годах происходила активная застройка торговыми центрами ул. Белинского. В середине 2000-х годов на территории Старого Канавино рядом с Железнодорожным вокзалом, на площади Революции было сооружено (или реконструировано) сразу три ТРЦ. В 2008 году в самом центре Нижнего около исторического квартала, известного как Чёрный пруд, пущен центр «Лобачевский Плаза», который был признан одним из лучших архитектурных проектов 2009 года. Однако немалая часть нижегородцев, представители творческой интеллигенции, считают застройку исторического центра торговыми и офисными высотными зданиями намеренным уничтожением сложившегося архитектурного ландшафта, осуществляемым в коммерческих интересах властных и финансовых элит города.
В январе 2019 года Нижний Новгород был признан лучшим городом России по качеству жизни. Он занял первое место среди российских городов и 109-е в мире по качеству жизни. Рейтинг составил сайт numbeo.com, который специализируется на статистических данных о стоимости жизни и потребительских ценах в разных странах мира. При составлении рейтинга учитывались покупательская способность населения, безопасность, здравоохранение, стоимость жизни, соотношение цен на недвижимость и доходов населения, транспортная загруженность, уровень загрязнения окружающей среды, климат. При этом в аналогичном российском исследовании город не попал даже в ТОП-10 городов.
В мае 2019 года средняя номинальная зарплата в Нижнем Новгороде по данным Росстата составила 45 796 рублей.

### Промышленность
В 2010 году крупными и средними предприятиями обрабатывающих производств отгружено товаров собственного производства, выполнено работ и услуг на сумму 143,0 млрд рублей.
Основной объём промышленного производства приходится на автомобилестроение, судостроение и производство вооружений. На Горьковском автомобильном заводе работает около 20 тысяч человек (2023). Крупнейшими заводами этой сферы являются: судостроительный завод «Красное Сормово», авиастроительный завод «Сокол», Нижегородский машиностроительный завод, заводы авиационного оборудования «Гидромаш» и «Теплообменник ПКО», завод «Красная Этна», дизелестроительный завод «РУМО», «Красный якорь», «Термаль», завод «Нител», завод аппаратуры связи имени А. С. Попова, АО «НПП „Салют“ и Нижегородский завод им. Г. И. Петровского».
Тяжёлая промышленность города представлена Нижегородским металлообрабатывающим заводом, основанным на базе обанкротившегося Горьковского металлургического завода. Строительная промышленность обеспечивается местными строительными материалами. Лёгкая и пищевая промышленность представлены чулочно-трикотажными, кожевенно-обувными, швейными предприятиями, мясокомбинатами, колбасными заводами, молочными комбинатами, масложировыми предприятиями. Работает ряд предприятий деревообрабатывающей и полиграфической отраслей.
Тепло- и энергообеспечение города осуществляют Автозаводская ТЭЦ электрической мощностью 580 МВт, Сормовская ТЭЦ (ТГК-6) — 340 МВт.
Промышленный сектор производит от 50 до 60 % валового городского продукта, что составляет 40 % объёма промышленной продукции выпускаемой в Нижегородской области. На 137 крупных и средних предприятиях 14 основных отраслей занято около 179 тыс. человек (41 % от общей численности работающих в городе). Всего на крупных и средних предприятиях работает 423 тыс. человек.
Нижний Новгород — один из центров российских информационных технологий. В этой области представлены такие компании, как Intel (крупнейший центр разработок в Европе), центр компетенций и разработок SAP, Mail.ru, Яндекс, Huawei, NetCracker, Orange Business Services, MERA, МФИ Софт (ALOE Systems), Symphony Teleca и другие менее крупные компании (Auriga, Exigen Services, Tecom, Devetel, Capvidia, Five9, Datanaut, РК-Технологии, SoftDrom и др.). В ноябре 2009 года Нижний Новгород был назван первым из 10 городов мира с наибольшим потенциалом для аутсорсинга.
Важный вклад в валовой городской продукт вносят такие зарегистрированные в Нижнем Новгороде компании, как Горьковская железная дорога — филиал ОАО «РЖД»), «Газпром трансгаз Нижний Новгород» (дочерняя компания ПАО «Газпром»), ПАО «Верхневолжские магистральные нефтепроводы», компания «Волжское пароходство». В Нижнем Новгороде расположены штаб-квартиры многих компаний: группы «ГАЗ», группы компаний «НМЖК», «Нижфарм», НБД-Банка, Форус Банка, Нижегородпромстройбанка, филиал «Нижегородский» ПАО «АКБ „ТГБ“».

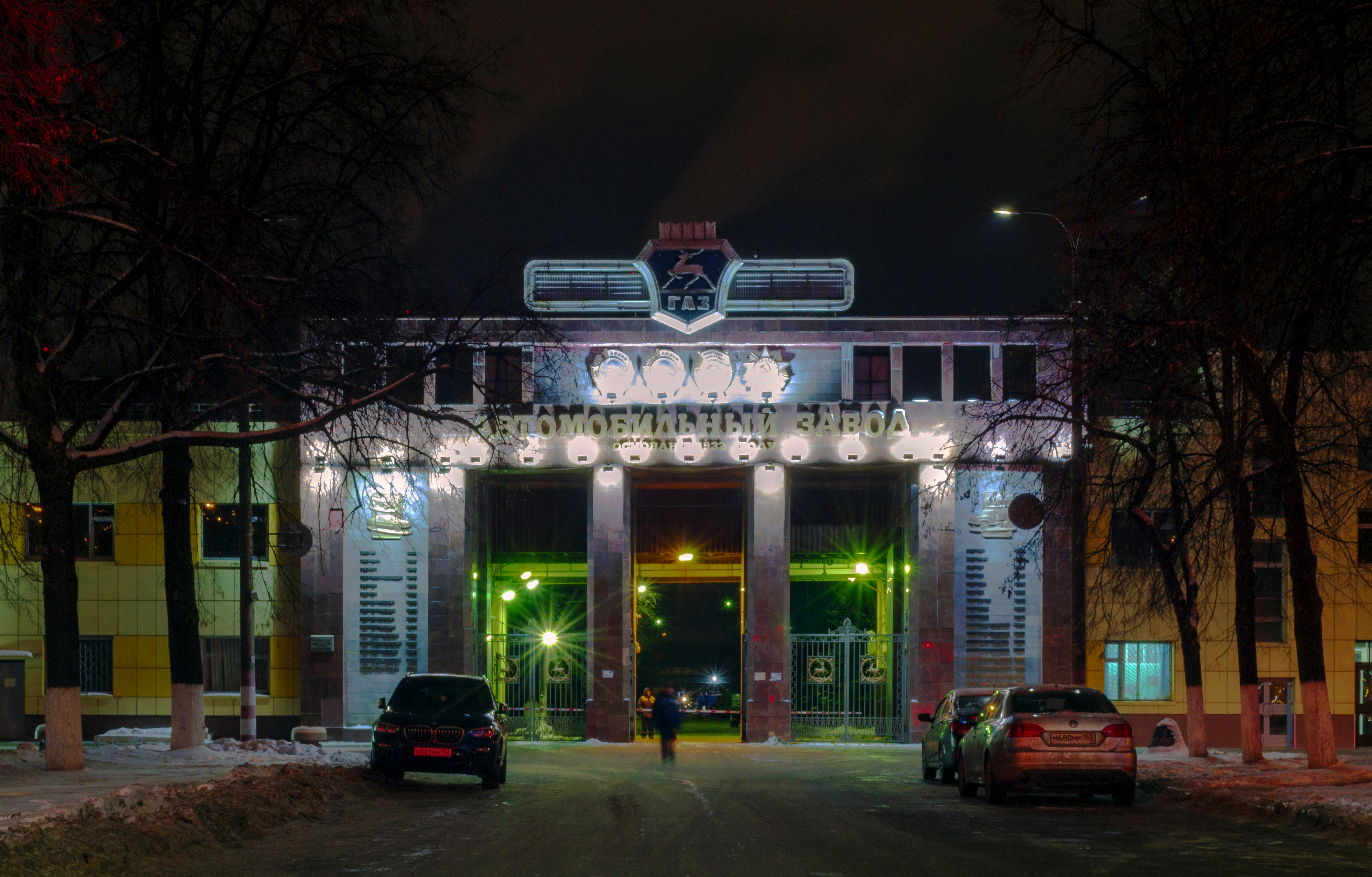
Ворота главной проходной ГАЗа
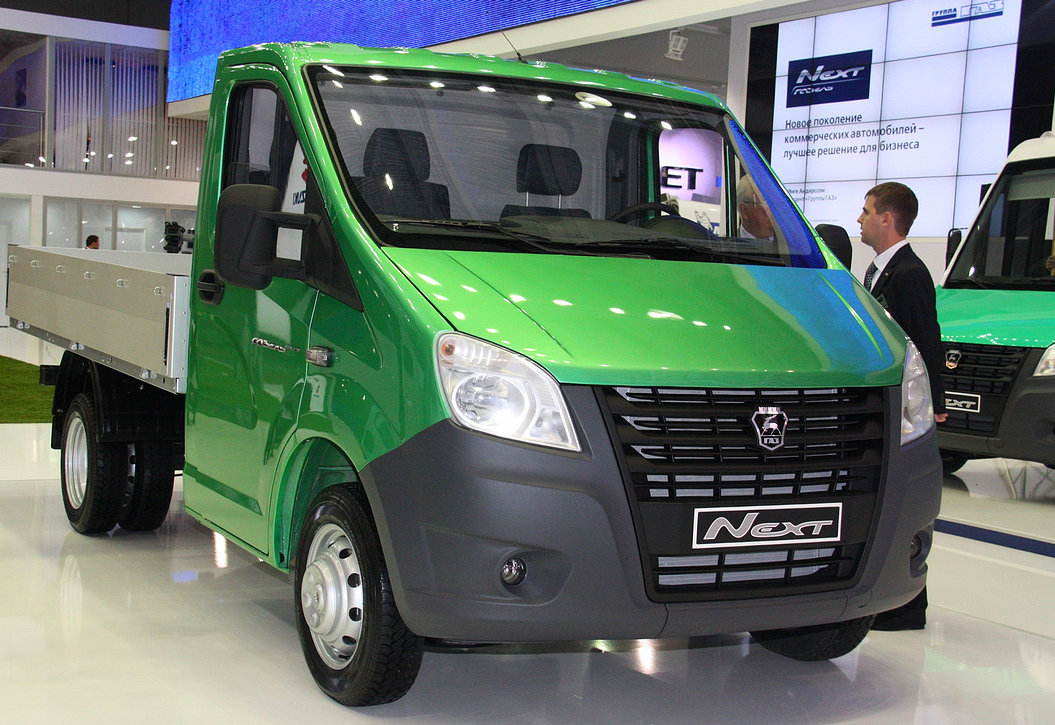
«Газель» Next
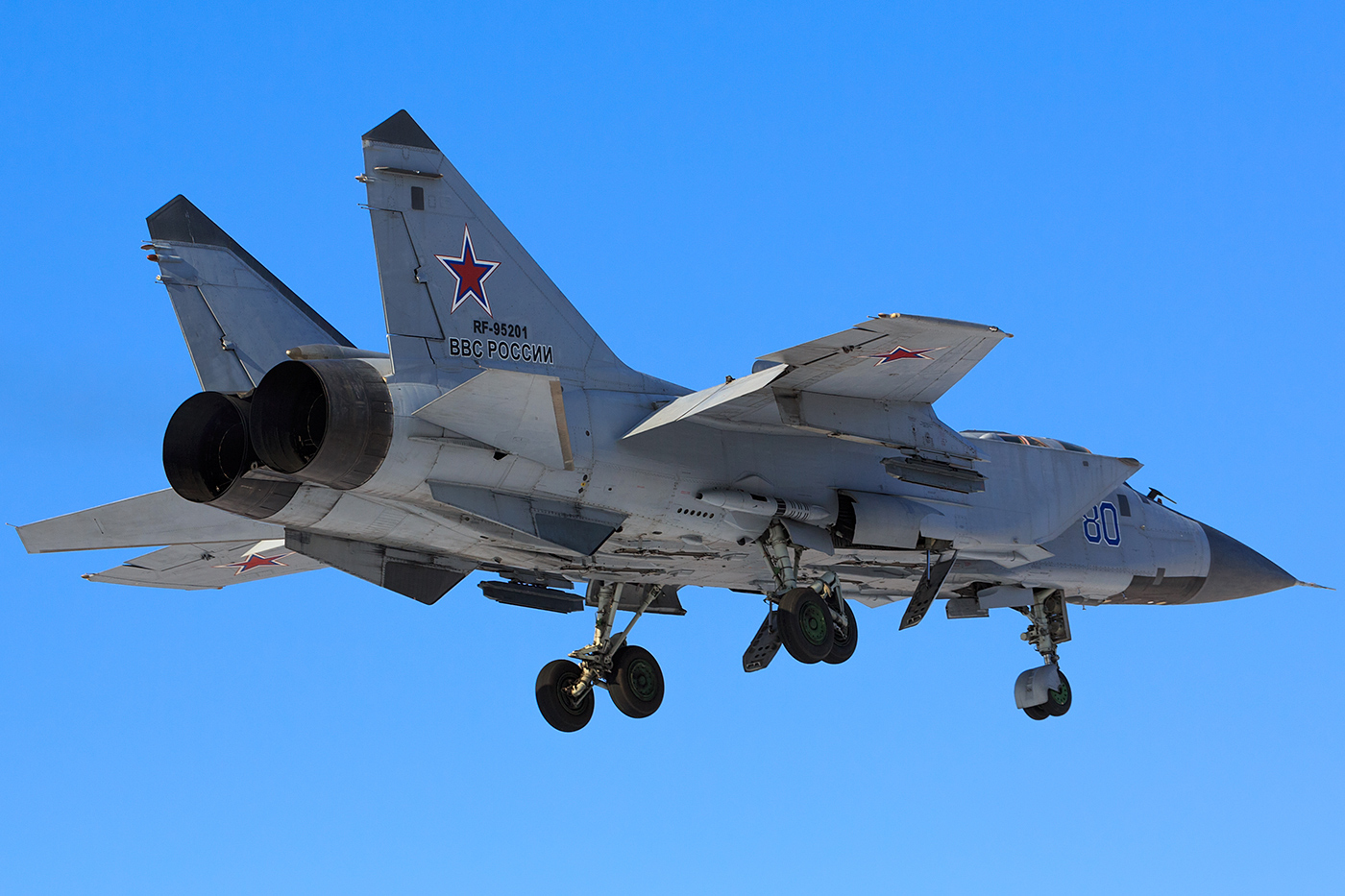
МиГ-31
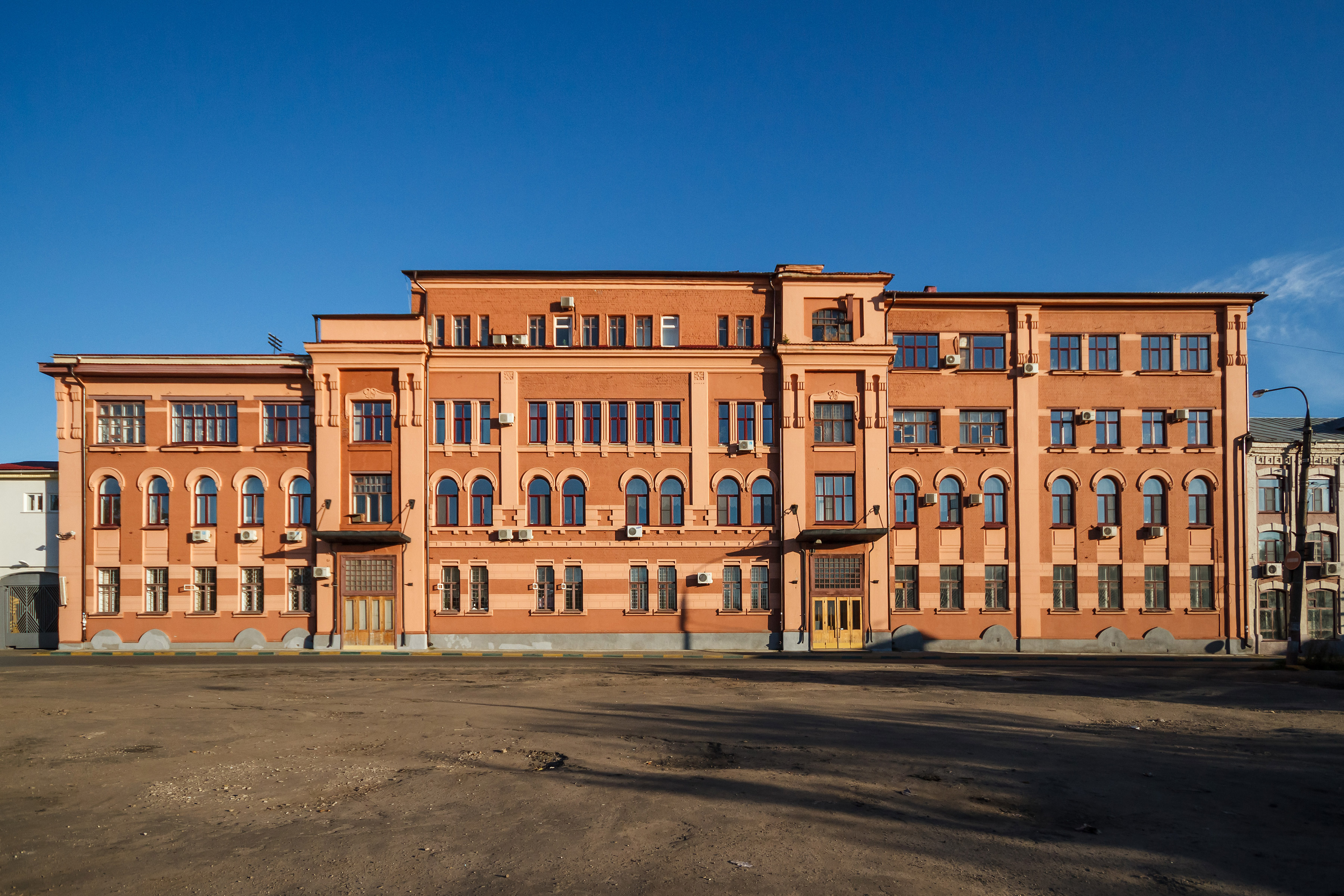
Завод «Красное Сормово»

### Кредитный рейтинг
Рейтинговое агентство АКРА в 2017 году присвоило городу рейтинговую оценку A-(RU) со стабильным прогнозом. Рейтинг подтверждался на этом уровне дважды в год в 2018—2023 годах, в июле 2023 года был повышен до A(RU) и дважды в год подтверждается на этом уровне (2023—2025).

## Культура
В городе более 600 уникальных исторических, архитектурных и культурных памятников. Основным из них является Нижегородский кремль. До 2010 года Нижний Новгород имел статус исторического поселения, однако приказом Министерства культуры РФ от 29 июля 2010 г. № 418/339 был статуса лишён.
Всего в Нижнем Новгороде около двух сотен культурных учреждений областного и муниципального подчинения. Среди этих учреждений — 14 театров, 5 концертных залов, 97 библиотек, 17 кинотеатров, 25 детских клубов, 8 музеев, консерватория, цифровой планетарий, 8 предприятий, обеспечивающих функционирование парков, 52 ресторана. В Нижнем Новгороде три академических театра (драмы имени М. Горького, оперы и балета имени А. С. Пушкина и театр кукол), театры комедии, юного зрителя и др.
В Нижнем Новгороде открыты три областные и 92 общедоступные муниципальные библиотеки. Работают также библиотеки при организациях, учебных заведениях и предприятиях города.
Крупнейшей является Нижегородская государственная областная универсальная научная библиотека им. В. И. Ленина, открытая в 1861 году. На её базе создан центр правовой информации.
На территории Нижнего Новгорода расположено множество разнообразных музеев. Самый известный из них — это Нижегородский государственный историко-архитектурный музей-заповедник, объединяющий несколько филиалов-музеев и выставочных залов, в том числе: музей «Нижегородский кремль», музей истории художественных промыслов Нижегородской области, открытый в ноябре 2017 года в рамках федерального проекта мультимедийный парк-музей «Россия — моя история» и другие. Очень популярными являются Нижегородский государственный художественный музей и архитектурно-этнографический музей-заповедник «Щёлоковский хутор». Здесь также находится музей А. М. Горького, в который входят литературный музей, место действия автобиографической повести «Детство» домик Каширина, музей-квартира, в которой писатель работал над несколькими произведениями.
В городе также расположены единственный в России музей Н. А. Добролюбова в бывшем доходном доме семьи Добролюбовых, а также дом-музей во флигеле усадьбы Добролюбовых, где прошли детские и юношеские годы критика, музей А. С. Пушкина, музей-квартира А. Д. Сахарова, Русский музей фотографии, Нижегородский музей горэлектротранспорта.
В августе 2007 года в Нижнем Новгороде была обнаружена первая берестяная грамота и писало, а также клад из 14 серебряных слитков-гривен XII—XIII веков.
В 2022 году открылся культурный центр «Пакгаузы».

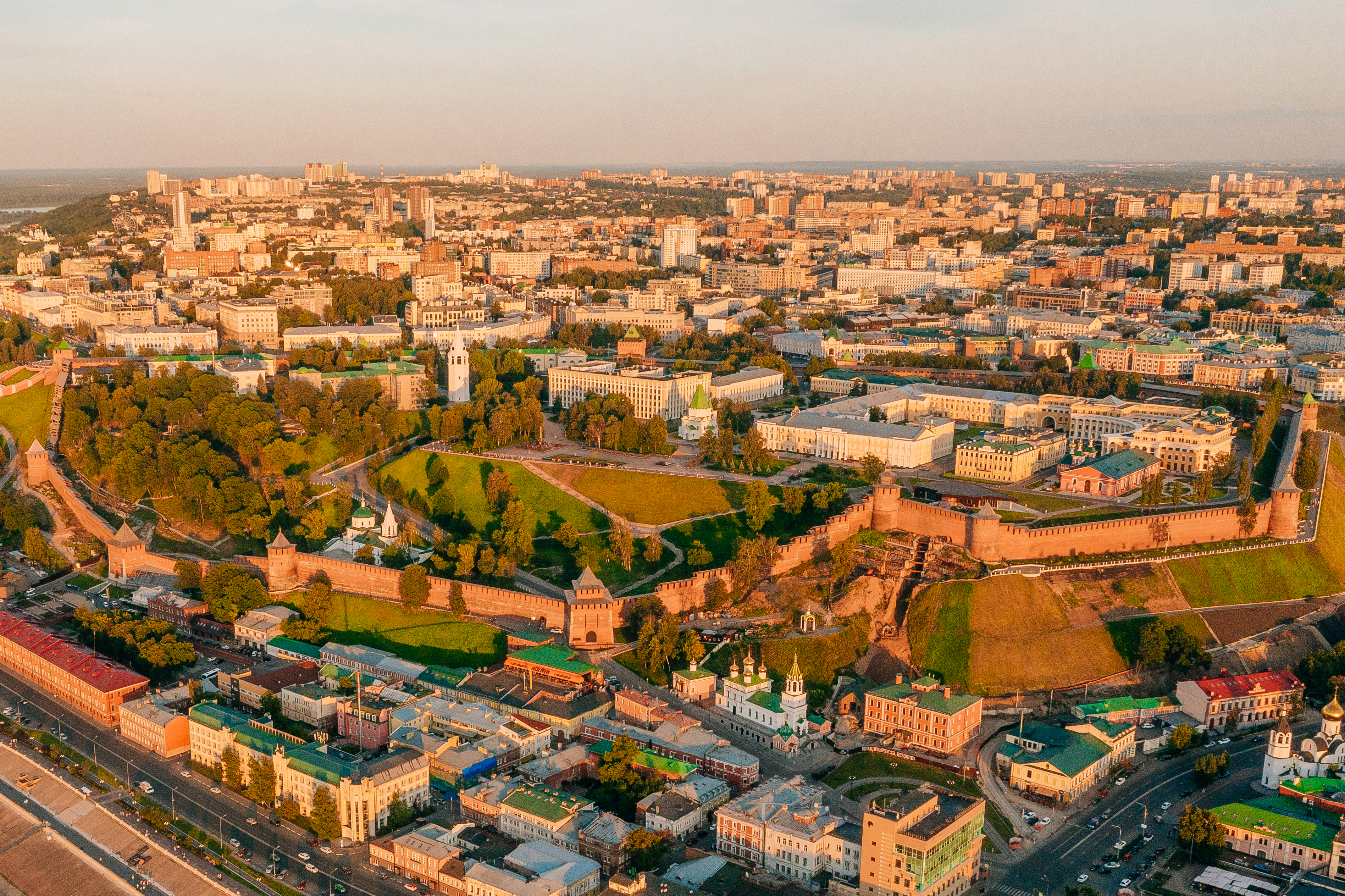
Нижегородский кремль
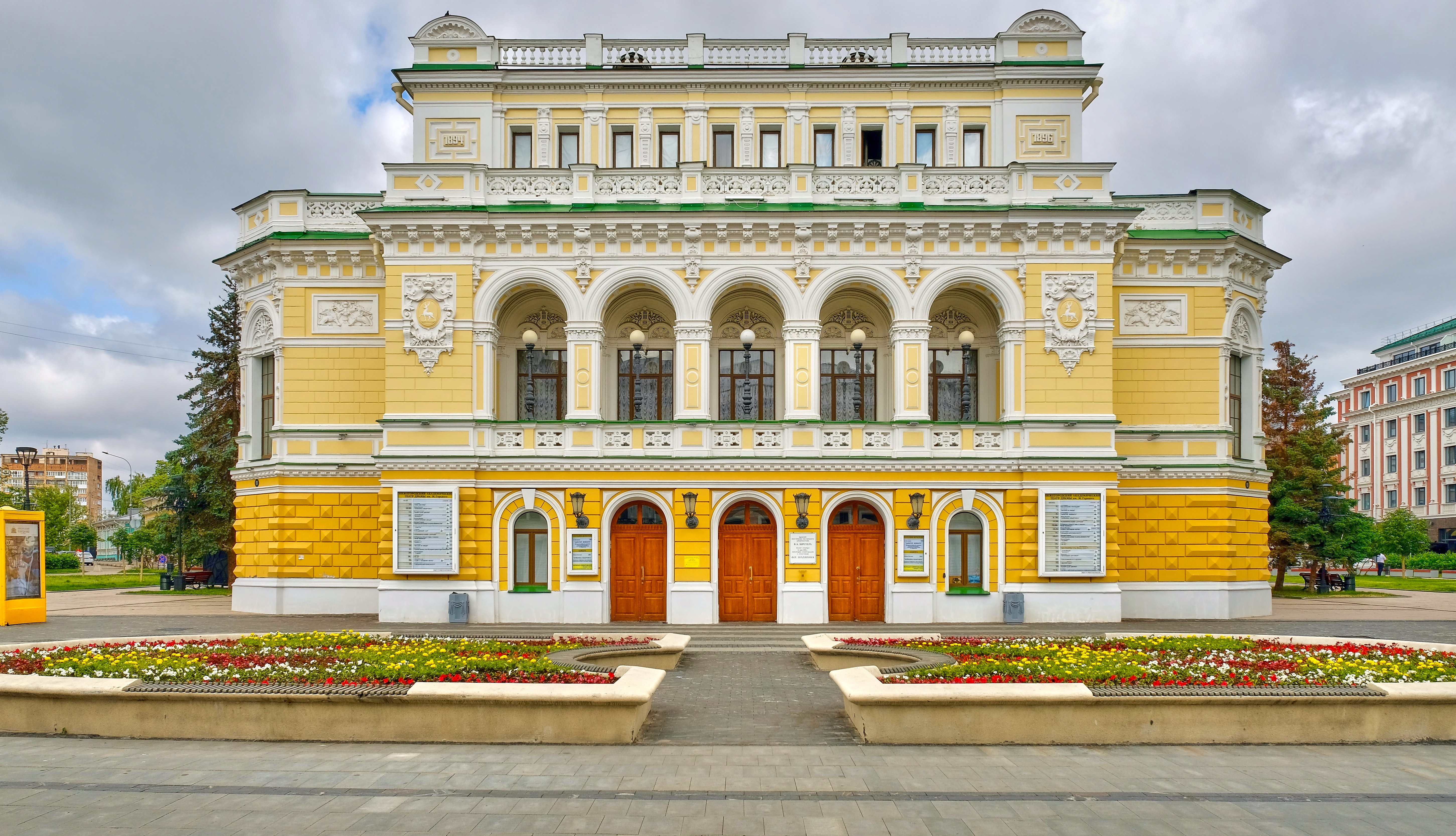
Театр драмы
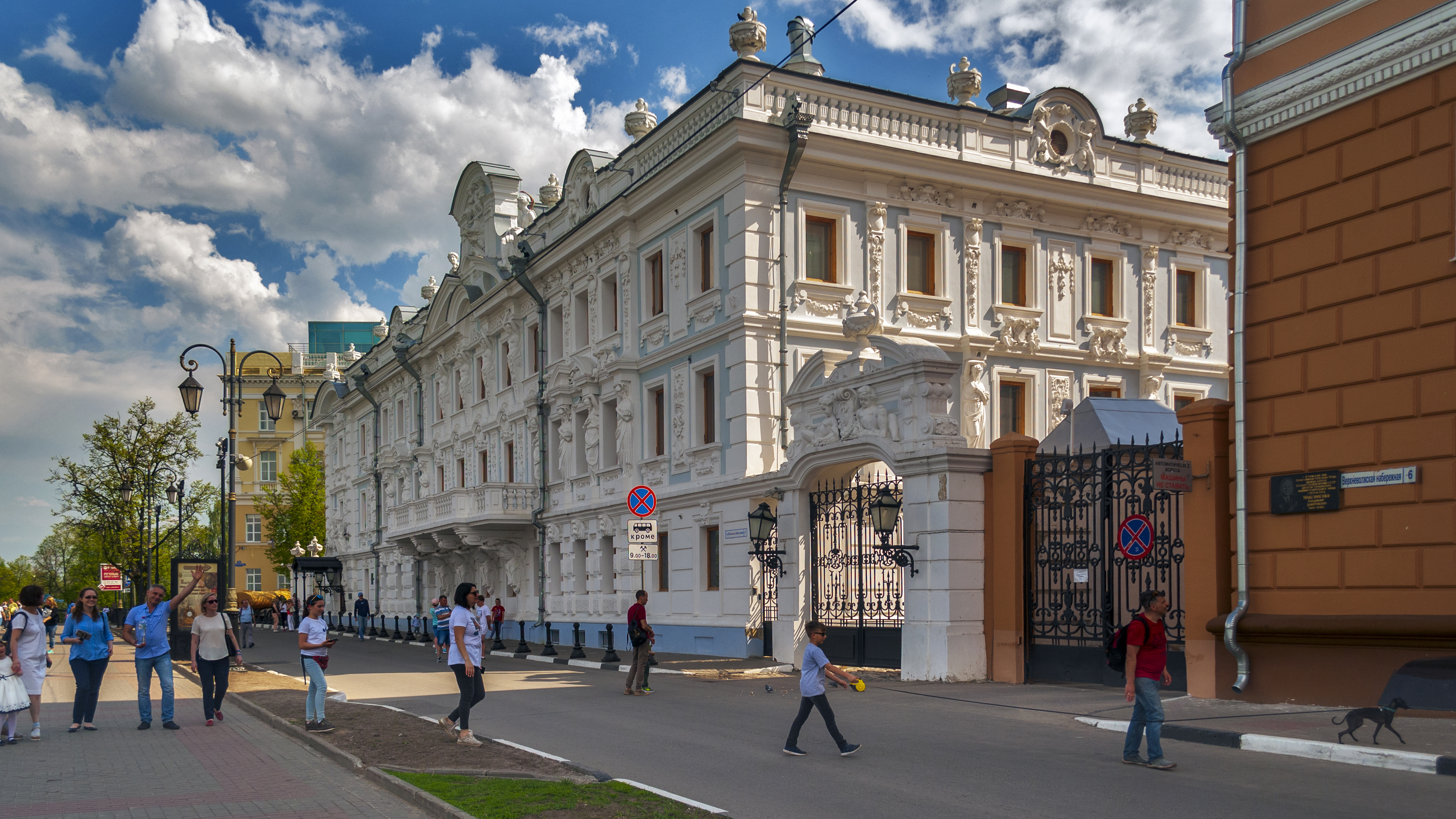
Историко-архитектурный музей-заповедник
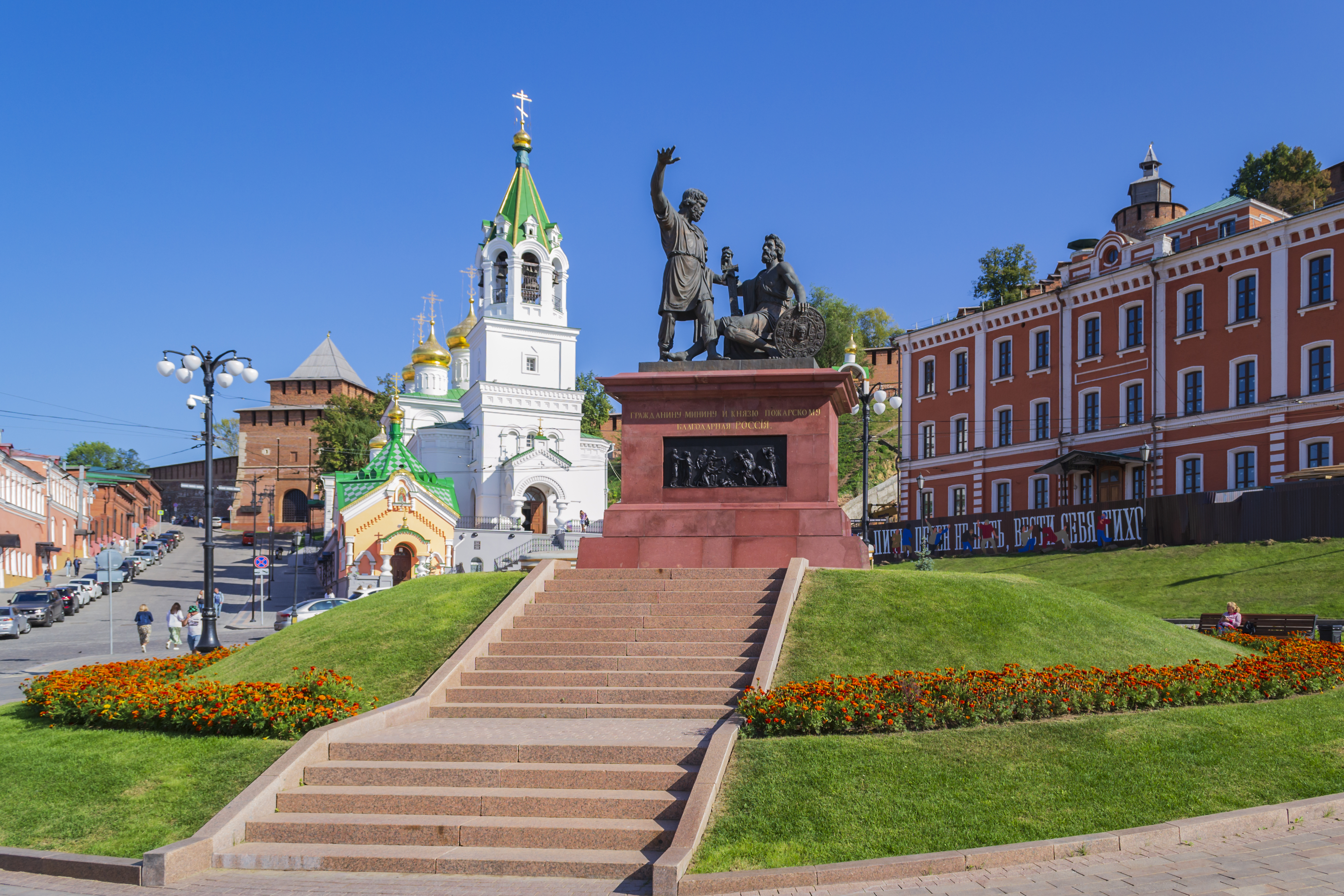
Памятник Минину и Пожарскому

### Достопримечательности
Большая Покровская («Покровка») является исторической улицей в Нижнем Новгороде. На ней много красивых зданий XIX века. В советское время она носила название улица Свердлова («Свердловка»). На Большой Покровской расположены Нижегородский театр драмы и Государственный банк. Вдоль улицы расставлены бронзовые скульптуры, самой знаменитой из которых является скульптура «Весёлая коза». Она находится на пересечении улиц Пискунова и Большой Покровской, напротив Театральной площади. Считается, что, если потереть её вымя, то это принесёт удачу. То же самое считают и про нос у статуи Евгения Евстигнеева, возле театра Драмы на лавочке.
В сотне метров от Волги, у стен Нижегородского Кремля расположена площадь Народного Единства (ранее — Торговая площадь Нижнего посада, позже — Скоба), которая известна как наиболее вероятное место воззвания Минина к народу. Здесь установлен памятник Минину и Пожарскому — уменьшенная на 5 сантиметров копия одноимённого монумента в Москве. Его установка в 2005 году стала актом восстановления исторической справедливости, так как оригинал изначально создавался для Нижнего Новгорода. От этой площади берёт начало ещё одна улица для пеших прогулок — Рождественская. В 2012 году она была полностью отреставрирована и получила значительно увеличенную пешеходную зону. Вдоль всей улицы, как и на Большой Покровской, расставлены различные бронзовые статуи. Самая популярная достопримечательность этой улицы — Рождественская церковь.

#### Нижегородский кремль и площадь Минина и Пожарского
Центром Нижнего Новгорода по праву считается древний Нижегородский кремль начала XVI века — двухкилометровая кирпичная крепость с 13 башнями. На территории кремля находилось множество храмов, однако на настоящий момент сохранился лишь Михайло-Архангельский собор, построенный не позднее середины XVI века, перестроенный в 1628—1631 годах и являющийся древнейшим из сохранившихся в Кремле зданий. Исторический центр Нижнего Новгорода, расположенный в Нагорной части города, несмотря на значительные перестройки, сохранил значительное число исторических гражданских строений XVIII — начала XX веков, включая многочисленные памятники деревянного зодчества. Дмитриевская башня Кремля выходит на историческую площадь Минина и Пожарского.
Нижегородский кремль является официальной резиденцией Городской думы Нижнего Новгорода и правительства Нижегородской области.

#### Зоопарк «Лимпопо»
Зоопарк «Лимпопо» — первый частный зоопарк в России, расположенный в Московском районе. Основан в 2003 году Владимиром Герасичкиным. На данный момент в коллекции зоопарка представлено 230 видов животных — всего более 1200 особей. Зоопарк «Лимпопо» располагается на территории Сормовского парка, занимая площадь 5,8 га.

### Архитектура
В городе находится множество архитектурных и исторических достопримечательностей. В первую очередь, конечно, к ним относится Нижегородский Кремль. Центр города находится в его исторической нагорной части и здесь немало архитектурных шедевров. К ним относятся: Государственный банк, Рождественская церковь, почти вся Большая Покровская улица, Дворец Труда на площади Минина и Пожарского, Михайло-Архангельский собор в Кремле. Исторический облик Нижнего Новгорода подчёркивают различные архитектурные ансамбли, сады и парки, слияние Оки и Волги. Архитектурные ансамбли: площадь Минина и Пожарского, площадь Киселёва в Автозаводском районе, безымянная площадь перед Зачатьевской башней с памятником Петру I. Особый интерес представляют памятники эпохи конструктивизма — дома-коммуны («Культурная революция», «Дом чекиста») и Соцгород в Автозаводском районе.
На Нижне-Волжской набережной, в 1949 году, была построена большая Чкаловская лестница. Её соорудили в виде «восьмёрки», таким образом, сделав одной из достопримечательностей города. Она, также, является памятником архитектуры. В строительстве лестницы, помимо нижегородских строителей, участвовали и пленные немцы. Она поднимается от набережной до памятника Чкалову, площади Минина и Пожарского и Георгиевской башни Кремля. На ней всегда собирается большое количество туристов и горожан, чтобы полюбоваться видом на набережную и Волгу. Рядом с лестницей также проходят разнообразные концерты и фестивали.

#### Старинная застройка
Одной из особенностей Нижнего Новгорода является наличие большого количества домов старой малоэтажной постройки. По состоянию на 1 января 2007 года в таких домах проживало около 7,2 тыс. семей, что составляет 1,6 % от всего имеющегося жилого фонда. Дома, являющиеся объектами культурного наследия, планируется оставить, а остальные расселить и на их месте построить современные здания. Концепция сохранения исторического облика и развития города до сих пор не сформировалась. Законодательное собрание вносит изменения в генеральный план города практически единогласно. В настоящее время исторический центр города активно застраивается современными жилыми и торгово-офисными зданиями. При этом историческая застройка, в том числе ценная, сносится. В результате произошла существенная деформация облика центра города: историческая застройка постепенно исчезает или попадает в антагонистичное ей окружение многоэтажных зданий из стекла и бетона. Ряд архитектурных памятников пребывает в запущенном состоянии. Вновь выявленным на территории Нижнего Новгорода памятникам в постановке на охрану отказывается.

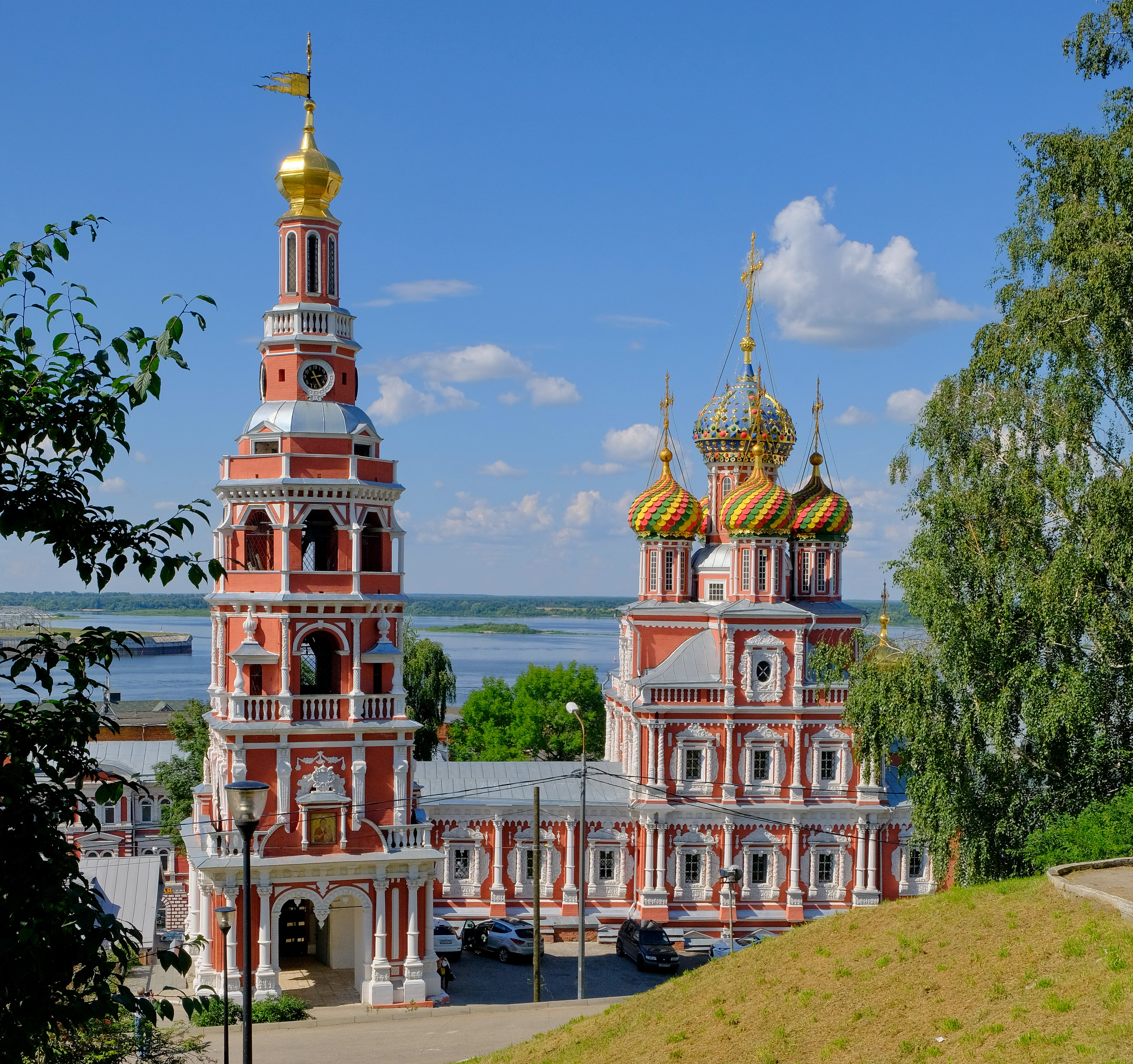
Рождественская церковь
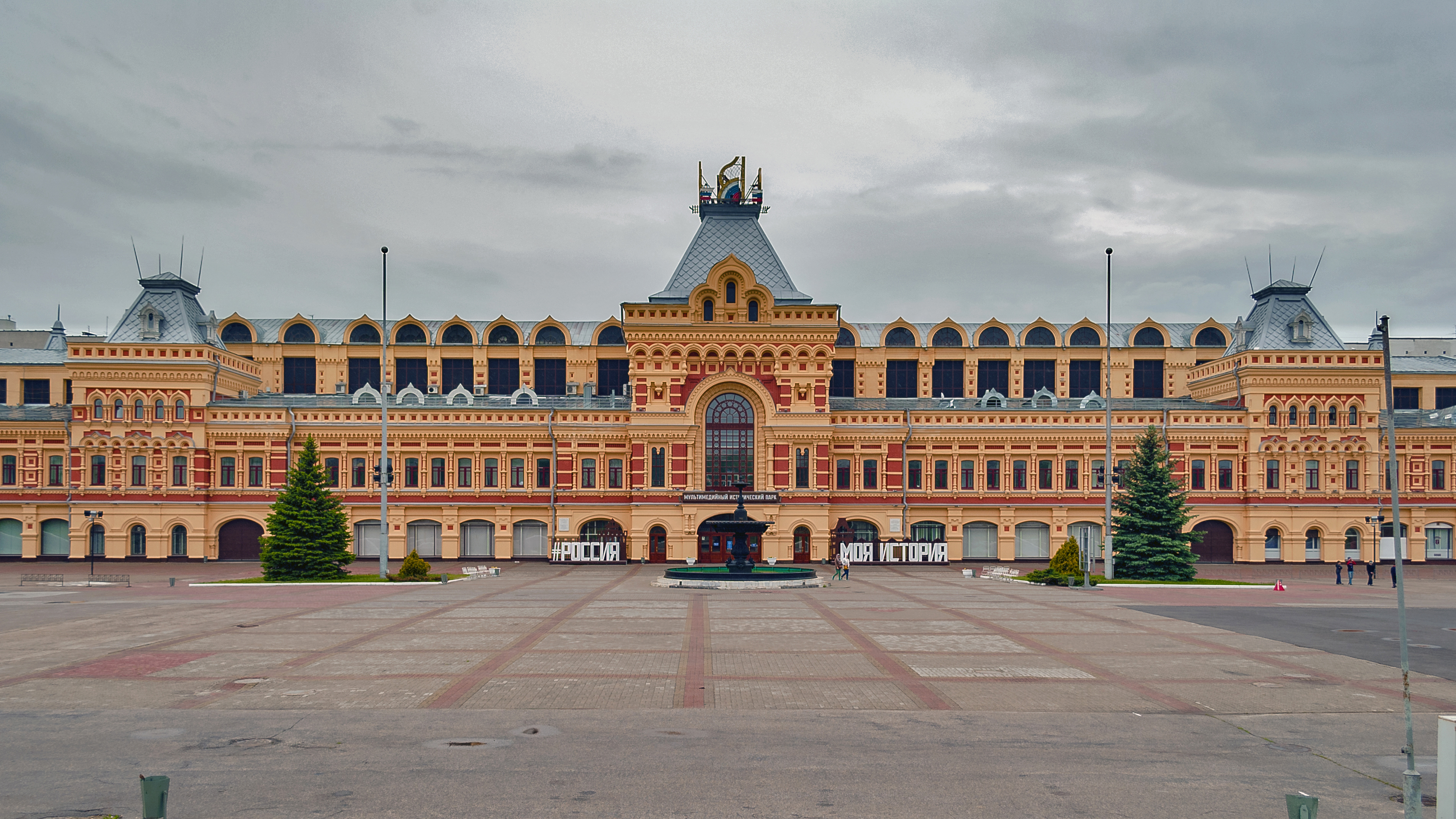
Нижегородская ярмарка
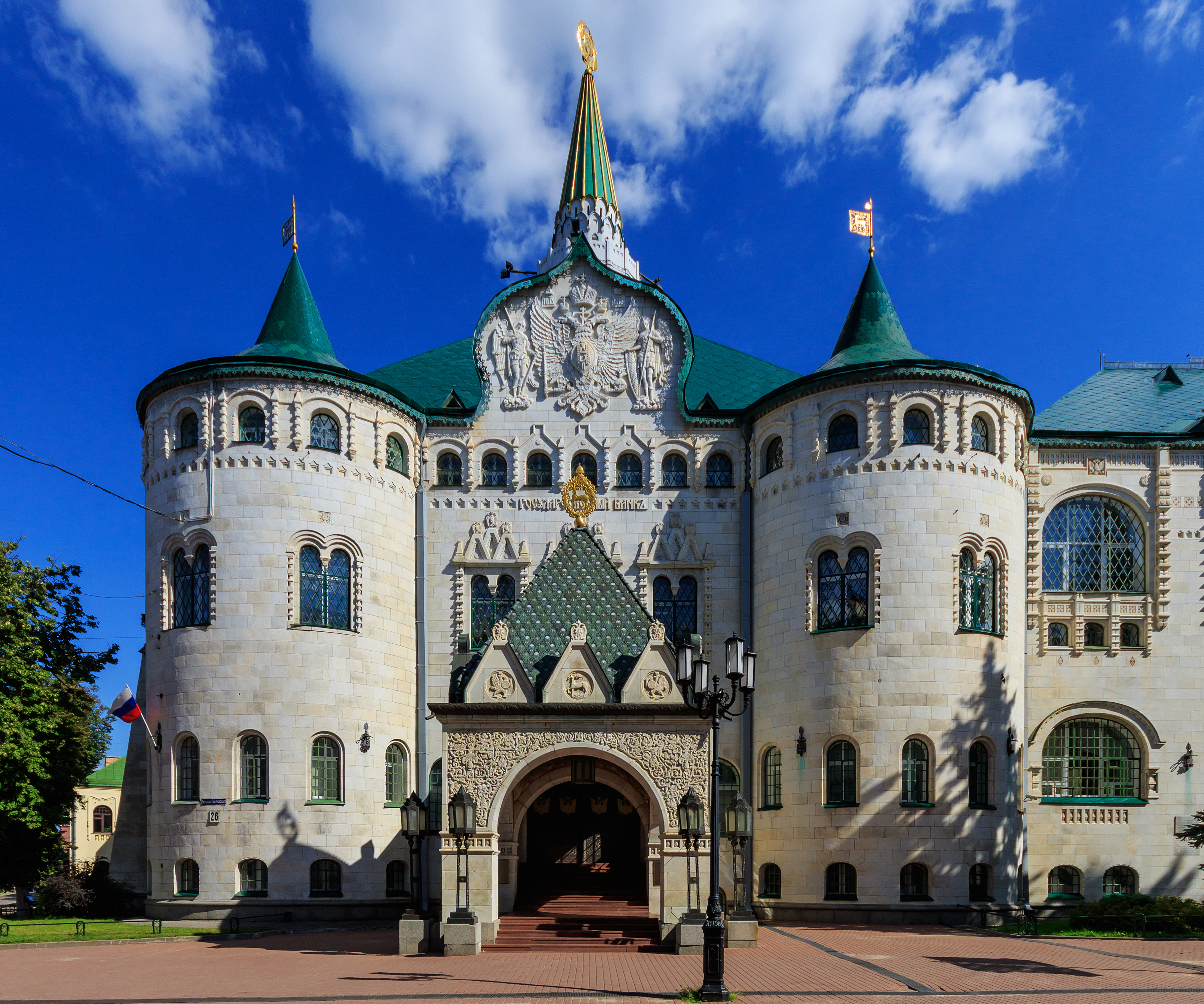
Государственный банк
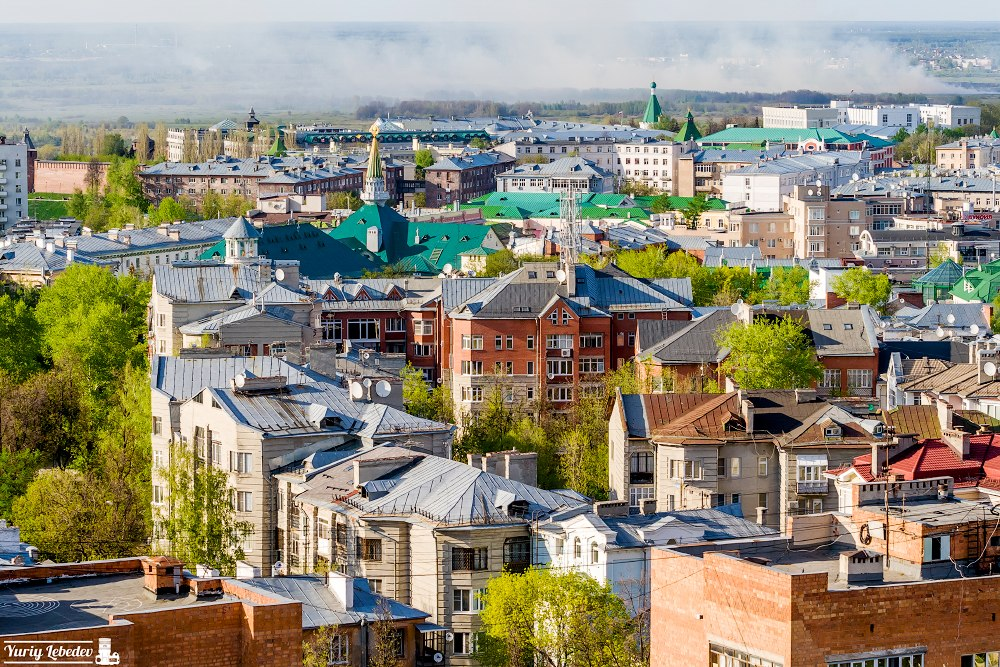
Общий вид исторической части Нижнего Новгорода

### Уличное искусство в Нижнем Новгороде
Нижний Новгород получил известность в сфере уличного искусства, которое включает в себя многие художественные практики — граффити, стрит-арт, городские интервенции, уличные перформансы и т. д. За несколько десятилетий в Нижнем Новгороде сформировались целые пласты активных и знаковых авторов, появились художественные комьюнити, было организовано множество тематических фестивалей, выставок и мастерских. Нижегородское уличное искусство стало ярким феноменом получив неофициальный статус «Столицы стрит-арта России».

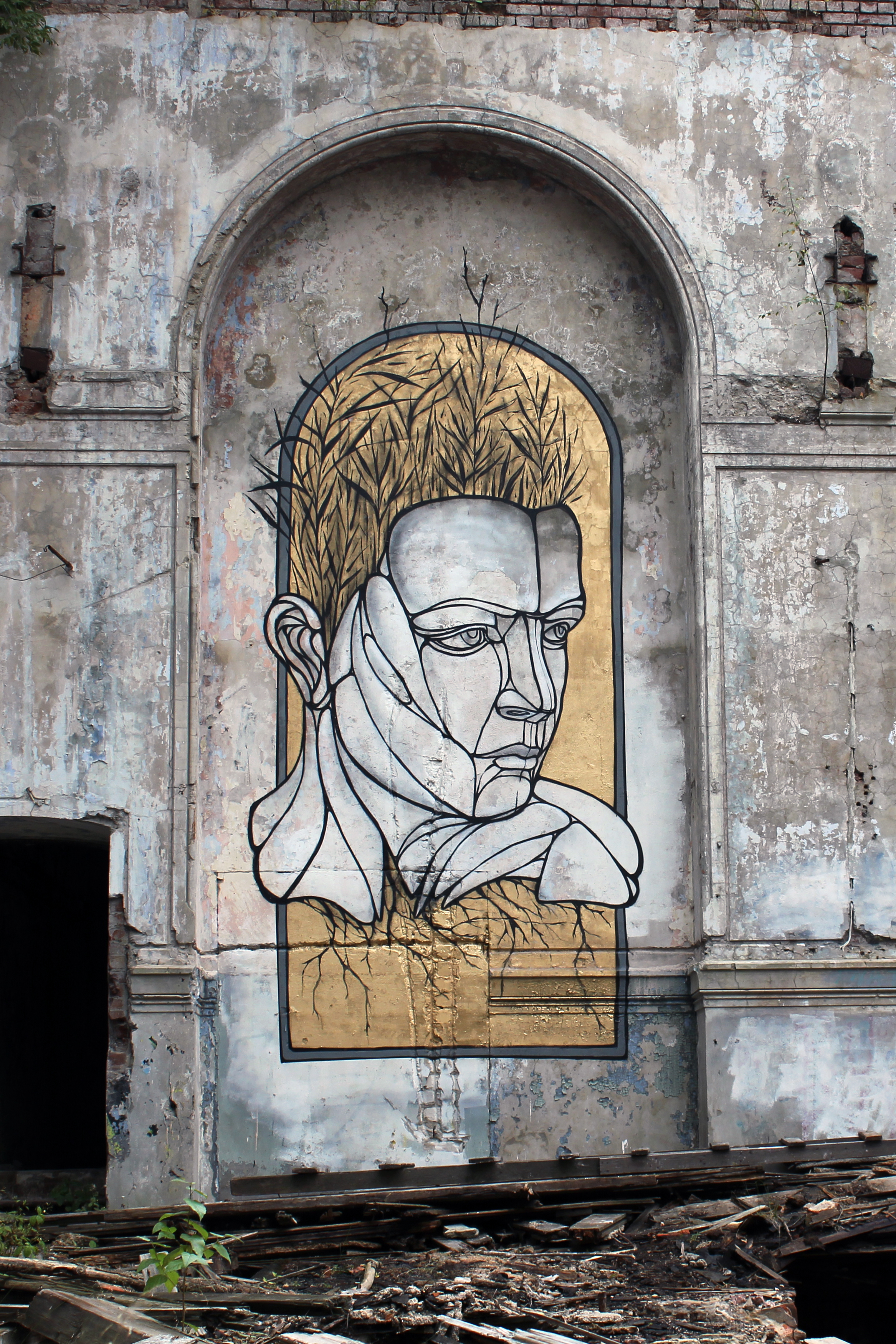
Никита Nomerz (2017)
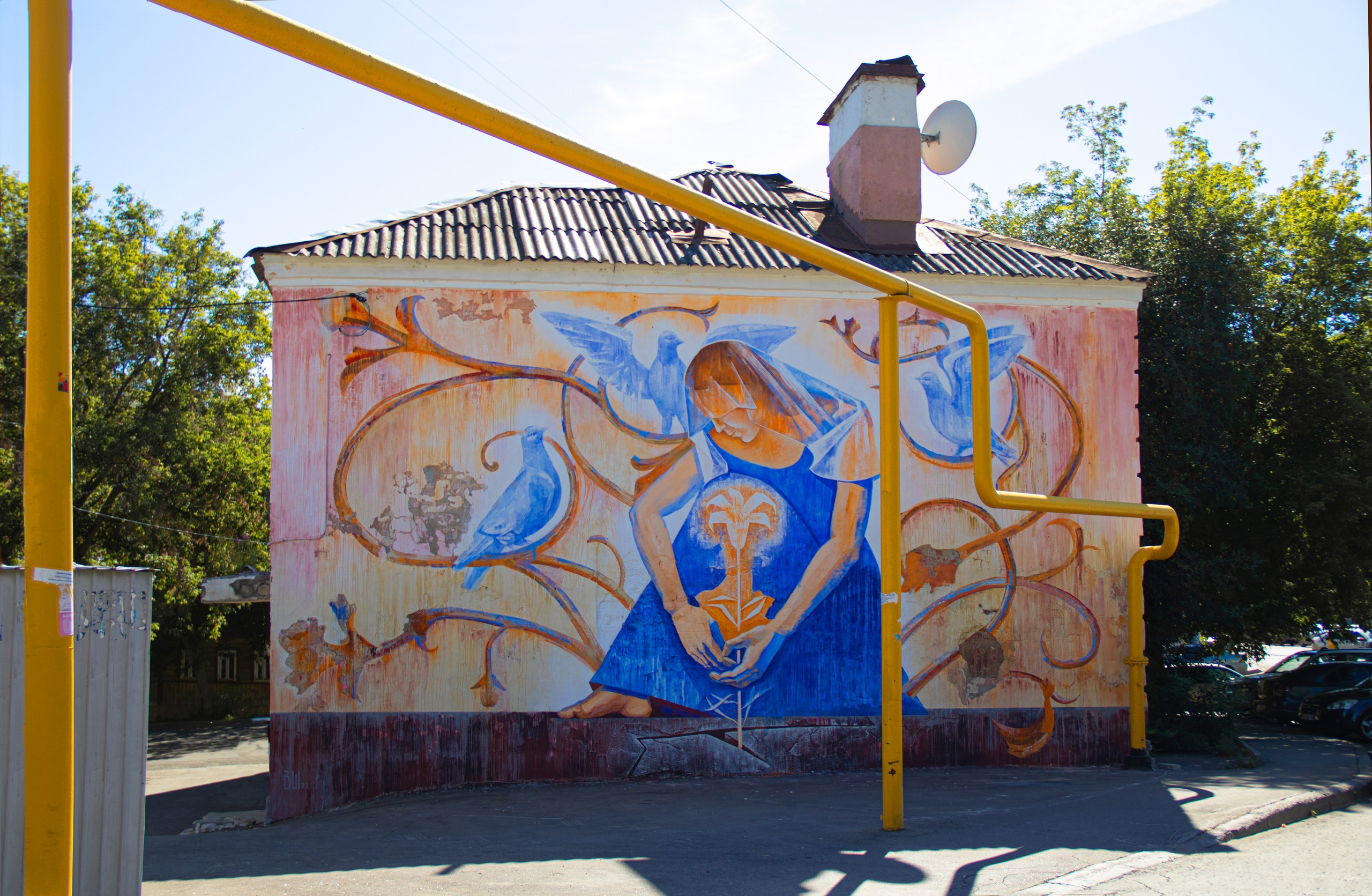
Вера Ширдина (2022)
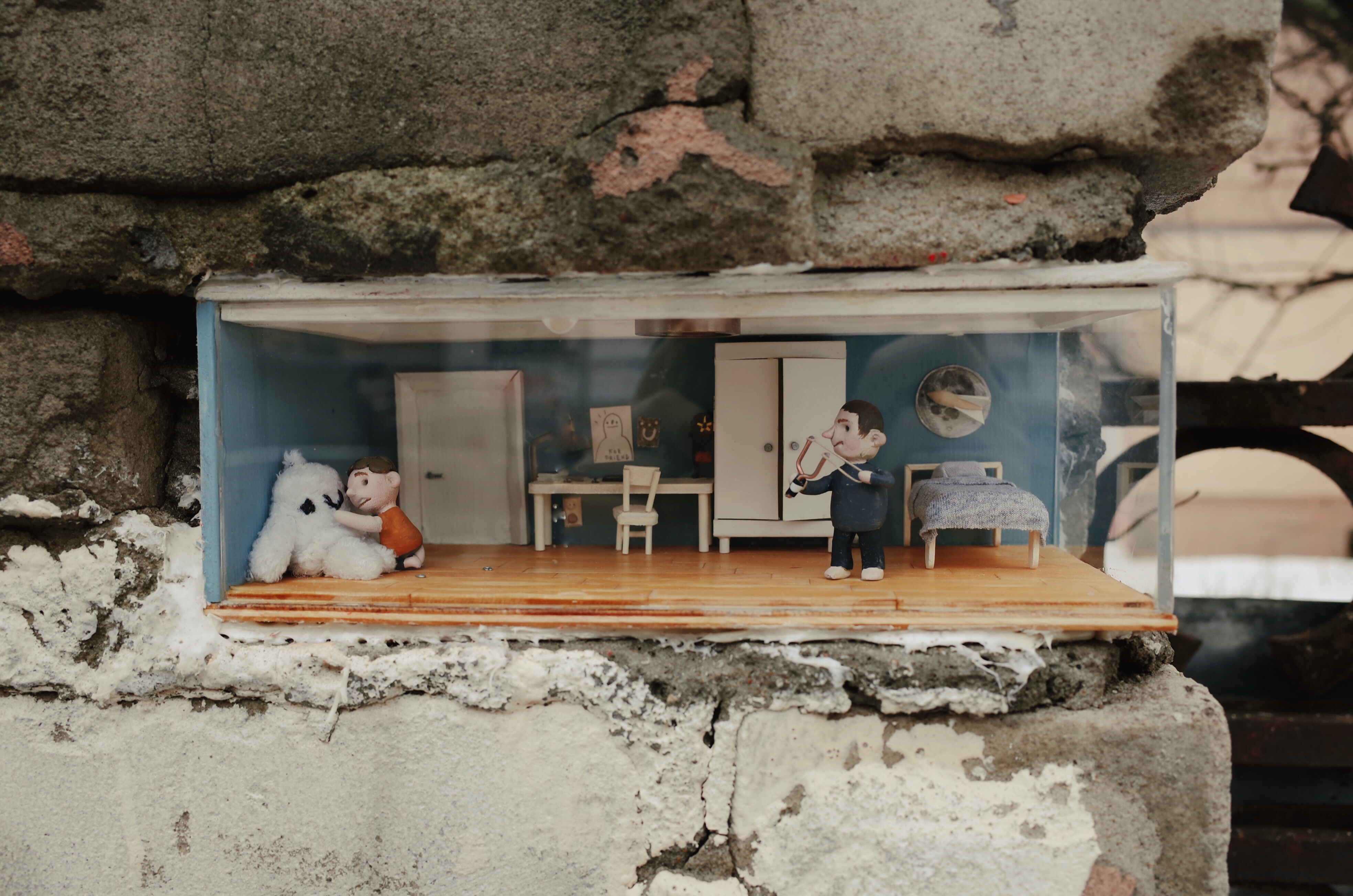
Иван Серый (2020)
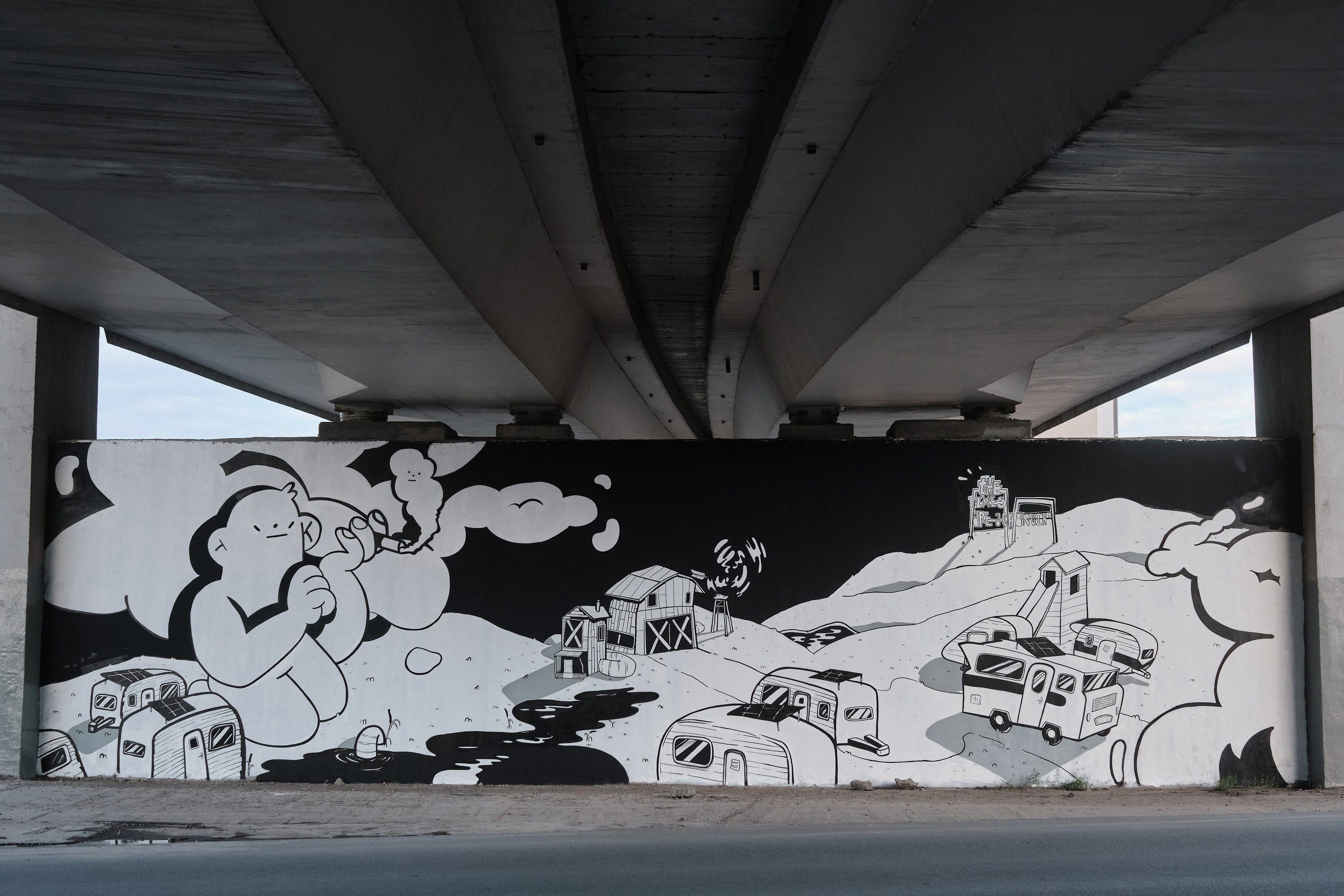
Максим Трулов и Ксюша Ласточка (2020)
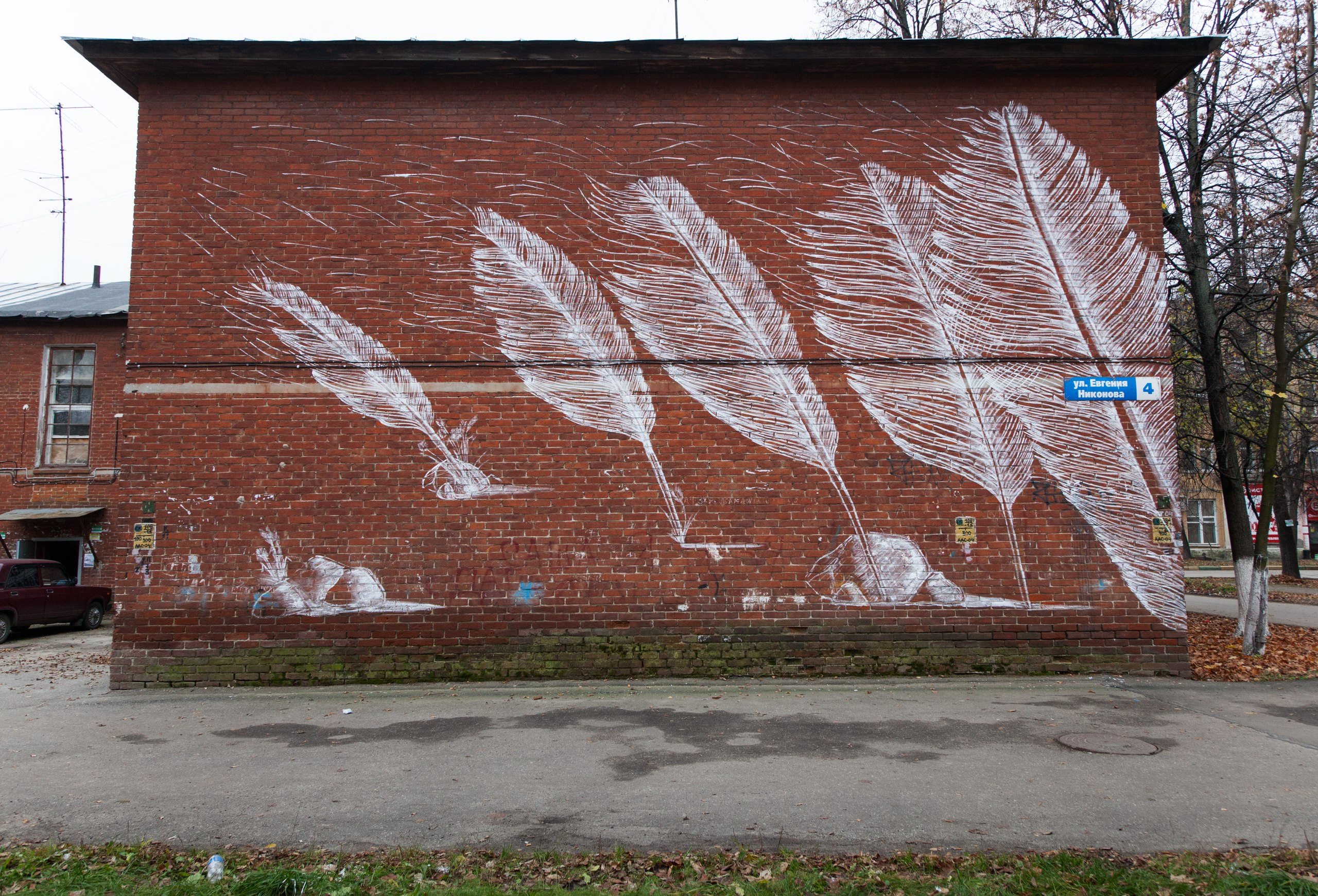
Антон Мороков (2016)
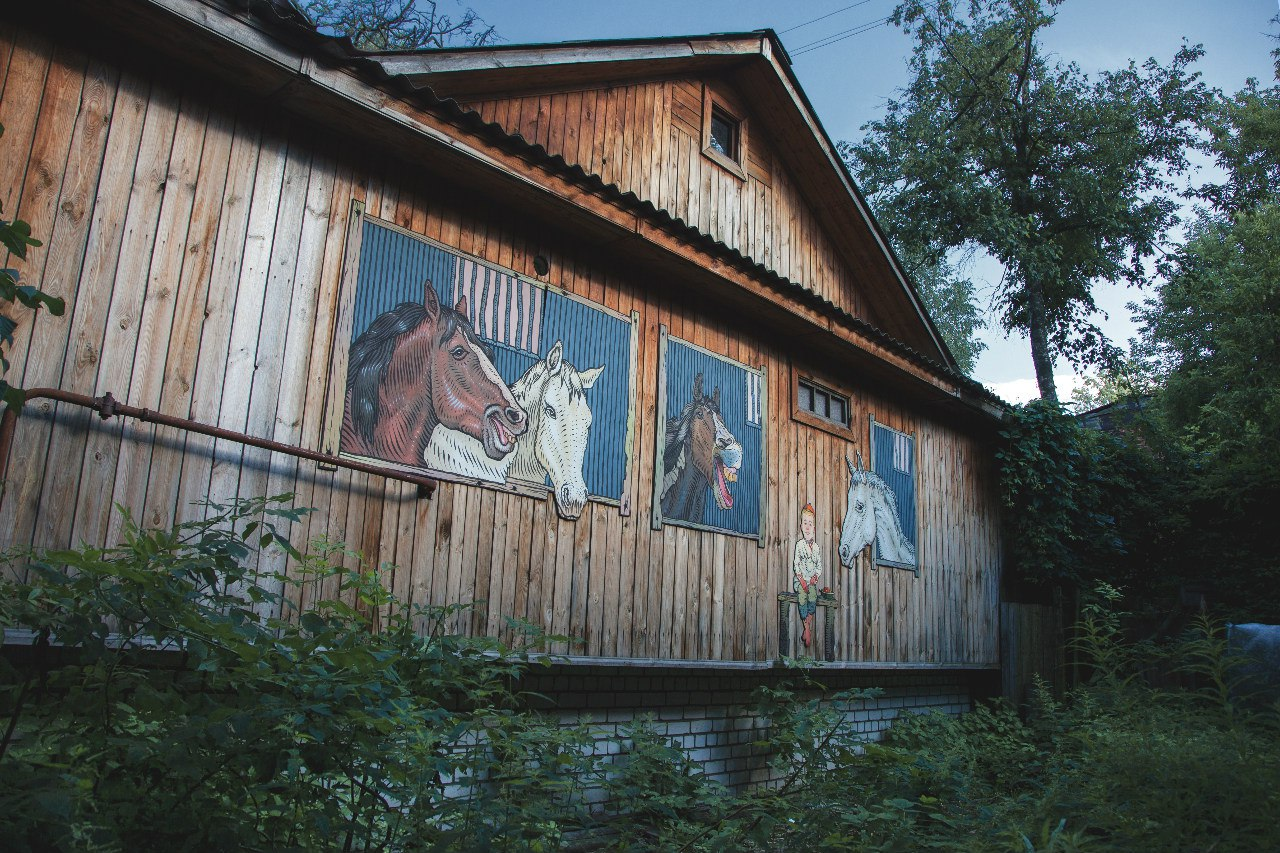
Роман Мураткин (2016)

## Религия
В Нижнем Новгороде 123 конфессии и религиозных объединений: Русской православной церкви — 60 объединений, Старообрядческой церкви, Армянской Апостольской церкви — 1 приход, Римско-Католической церкви — 1 приход, Евангелическо-Лютеранской церкви — 2 объединения, мусульманских — 2 объединения, буддийских — 1 объединение, иудейских — 2 объединения, Евангельских христиан-баптистов — 4 объединения, Церковь адвентистов седьмого дня — 1 объединение и другие. Множество культовых зданий находятся в собственности или ведении религиозных объединений. Среди них памятники архитектуры федерального значения: Рождественская церковь, Собор Александра Невского, Печерский Вознесенский монастырь, Спасо-Преображенская церковь, Церковь Рождества Иоанна Предтечи, Староярмарочный собор, Спасо-Преображенский собор, Храм Всемилостивого Спаса, церковь Успения Пресвятой Богородицы на Ильинской горе, Церковь Ильи Пророка, Церковь Жён-Мироносиц.
Печерский Вознесенский монастырь был основан в 1328—1330 годах монахом Киево-Печерского монастыря Дионисием и первоначально находился несколько ниже современного месторасположения по течению Волги. В 1597 году монастырь был разрушен оползнем и отстроен на новом месте, несколько ближе к городу. Существующий ансамбль сформировался в 1632—1648 годах. Основные сооружения — пятиглавый Вознесенский собор с высокой колокольней (1632), шатровые церкви Евфимия Суздальского (1645) и Успенская (1648) сгруппированы так, что со стороны города они воспринимаются как единое многоглавие.
Благовещенский монастырь был основан в XIII веке, вскоре после основания Нижнего Новгорода. Существующий ансамбль сложился во второй половине XVII века и дополнен в XIX веке. Его составляли пять церковных зданий и три корпуса монастырских жилых помещений, обнесённые невысокой каменной стеной. Наиболее значимые памятники архитектуры — собор (1649) и Успенская церковь (1678).
На средства купцов Строгановых в стиле барокко были построены церковь Собора Пресвятой Богородицы (1719) и Смоленская церковь (1694—1697) в Гордеевке (современный Канавинский район).
До революции в городе насчитывалось 52 церкви и 4 собора, в настоящее время сохранилось около 30 православных храмов. Из тридцати домовых церквей сохранилось около десяти.
- Михайло-Архангельский собор — древнейший из сохранившихся храмов города (современное здание построено в 1628—1631 гг.), находится на территории Нижегородского кремля.
- Спасо-Преображенский (Староярмарочный) собор, построен в 1822 году по проекту Августина Бетанкура, автор фасадов храма — Огюст Монферран.
- Собор Александра Невского на Стрелке (Новоярмарочный), построен по проекту Льва Даля в 1856—1880 годах на слиянии рек Оки и Волги.
- Церковь Рождества Иоанна Предтечи на Торгу (1676—1683), находится рядом с Ивановской башней Кремля (башня названа в честь церкви). В советский период церковь была переделана под жилой дом.
- Приходские церкви Жён-Мироносиц (1649) и Ильи Пророка в Започаинье (1656).
- Пятиглавая Успенская церковь (1672).
- Старообрядческая церковь (собор) Успения Пресвятой Богородицы на Красном кладбище (1914—1916), создана по проекту архитектора Владимира Покровского и стала последней церковью в городе, построенной перед Октябрьской революцией. Кафедральный собор Нижегородской и Владимирской епархии Русской православной старообрядческой церкви.
- Деревянная церковь Покрова Пресвятой Богородицы[255] (1660), перенесена в Нижний Новгород из сельской местности и располагается в музее архитектуры и быта народов Нижегородского Поволжья на Щёлоковском хуторе.
- Храм Всемилостивого Спаса (1899—1903) построен в память о чудесном спасении семьи императора Александра III при крушении поезда на Курско-Харьковской железной дороге.
- Нижегородская соборная мечеть близ Сенной площади, принадлежит мусульманской общине города.
- Нижегородская синагога на Грузинской улице — построена в 1881—1883 годах, принадлежит религиозной организации «Еврейская община Нижегородской синагоги».
- Спасо-Преображенская церковь — построена в 1817 году.

В городе действует единственный католический костёл Успения Пресвятой Богородицы, находящийся в архитектурно-историческом памятнике «Конюшня купца Щёлокова».
Доступен также для посещения Нижегородский Буддистский центр традиции Карма Кагью.

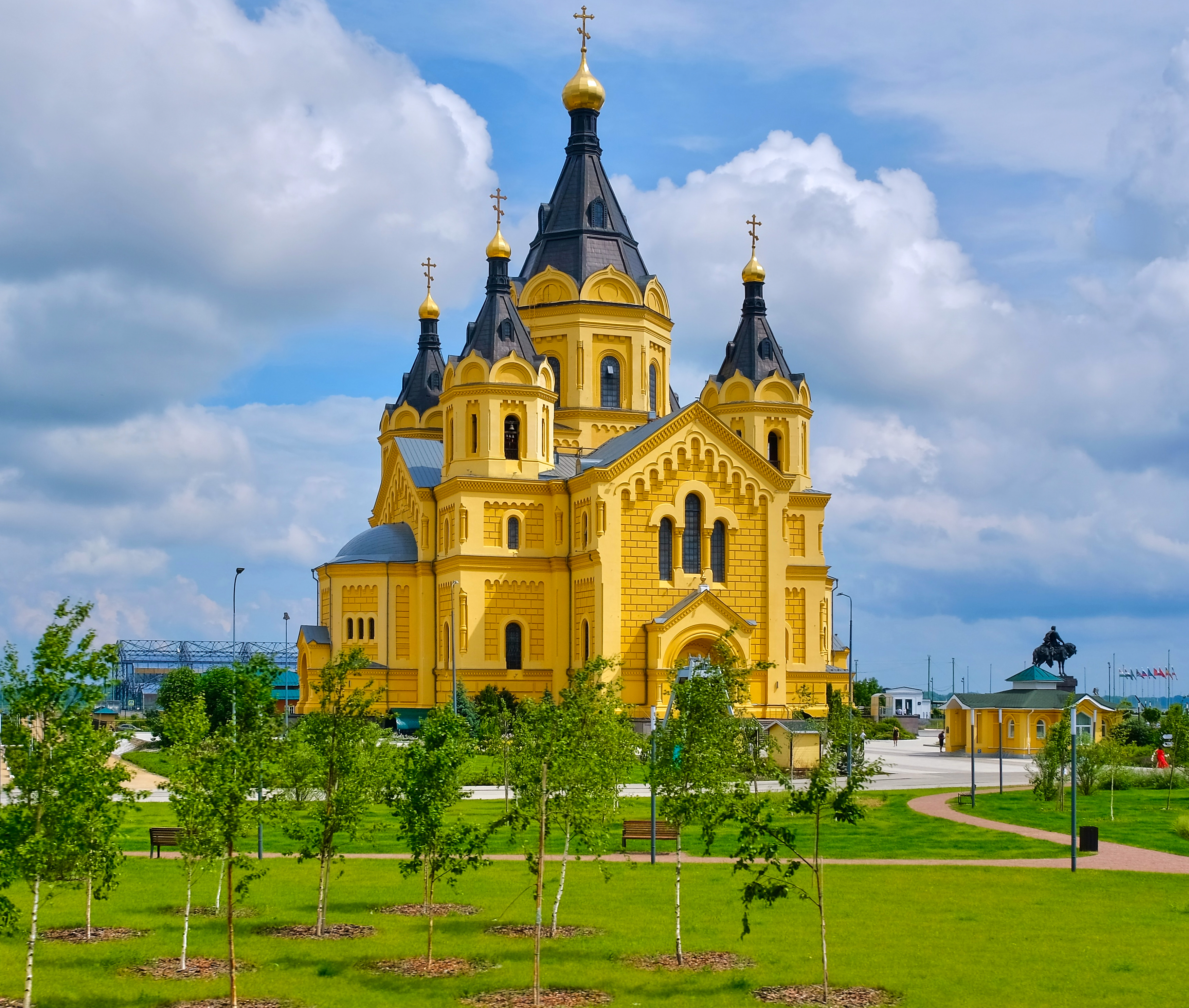
Собор Александра Невского
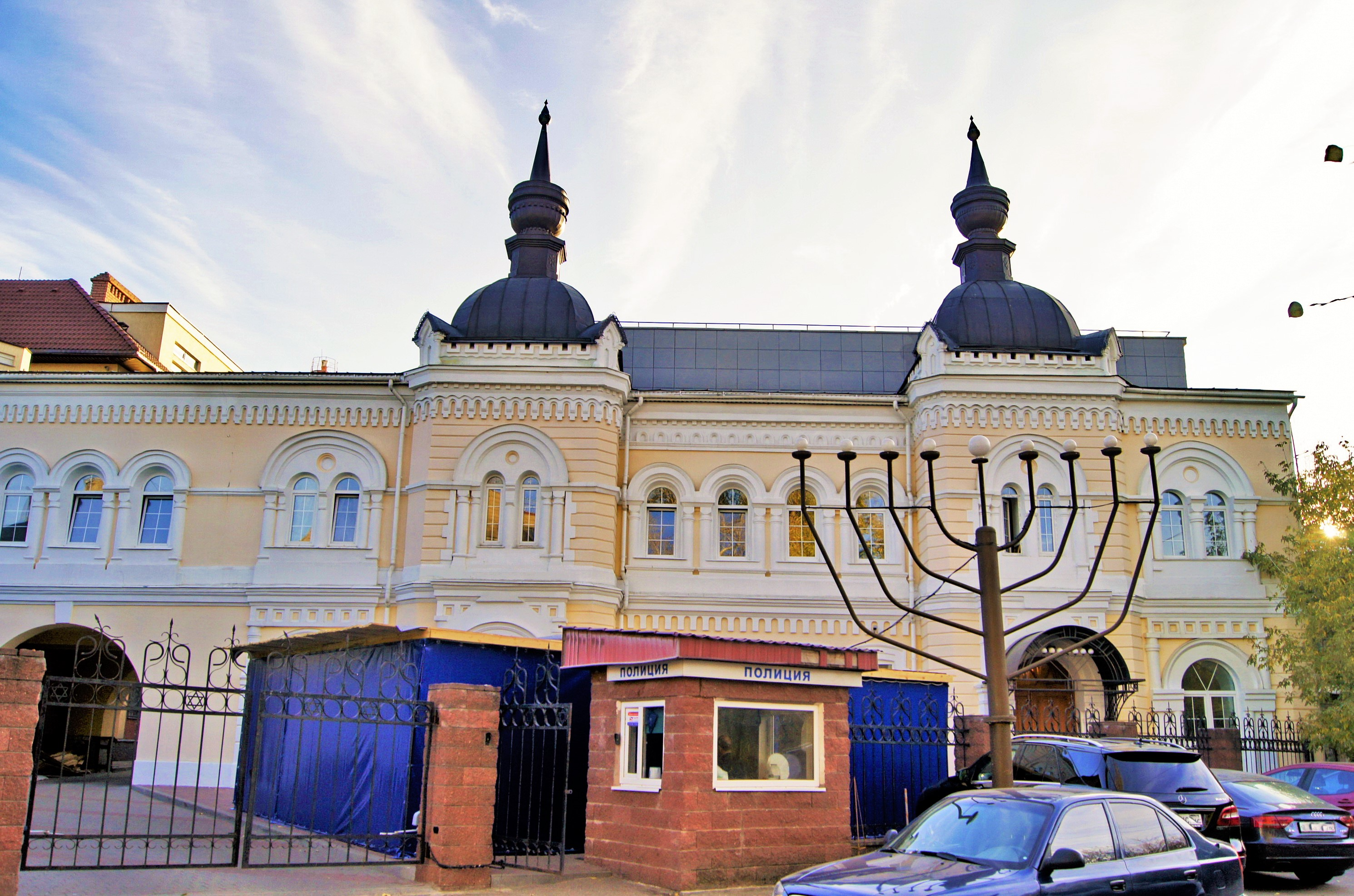
Главная синагога
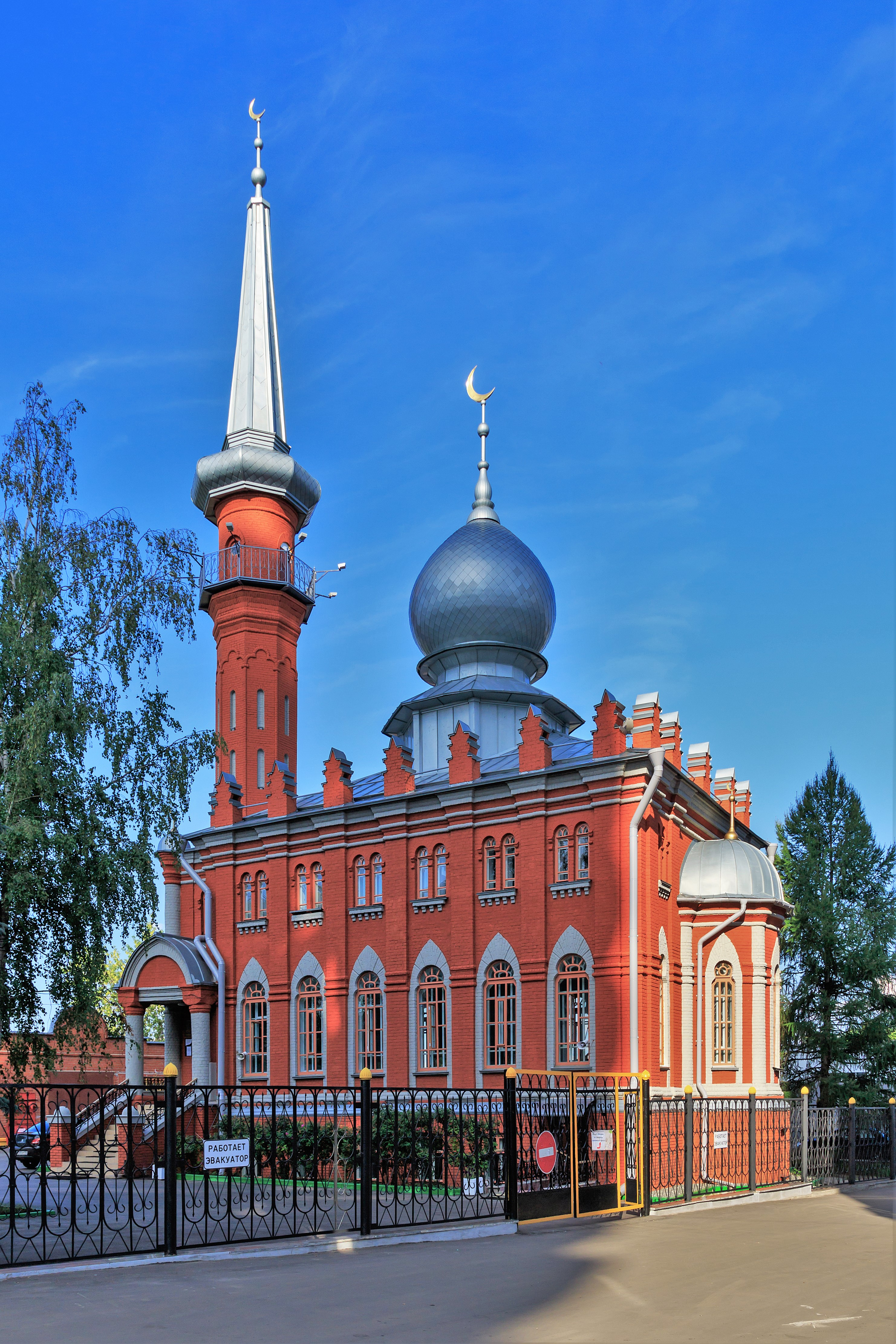
Нижегородская соборная мечеть
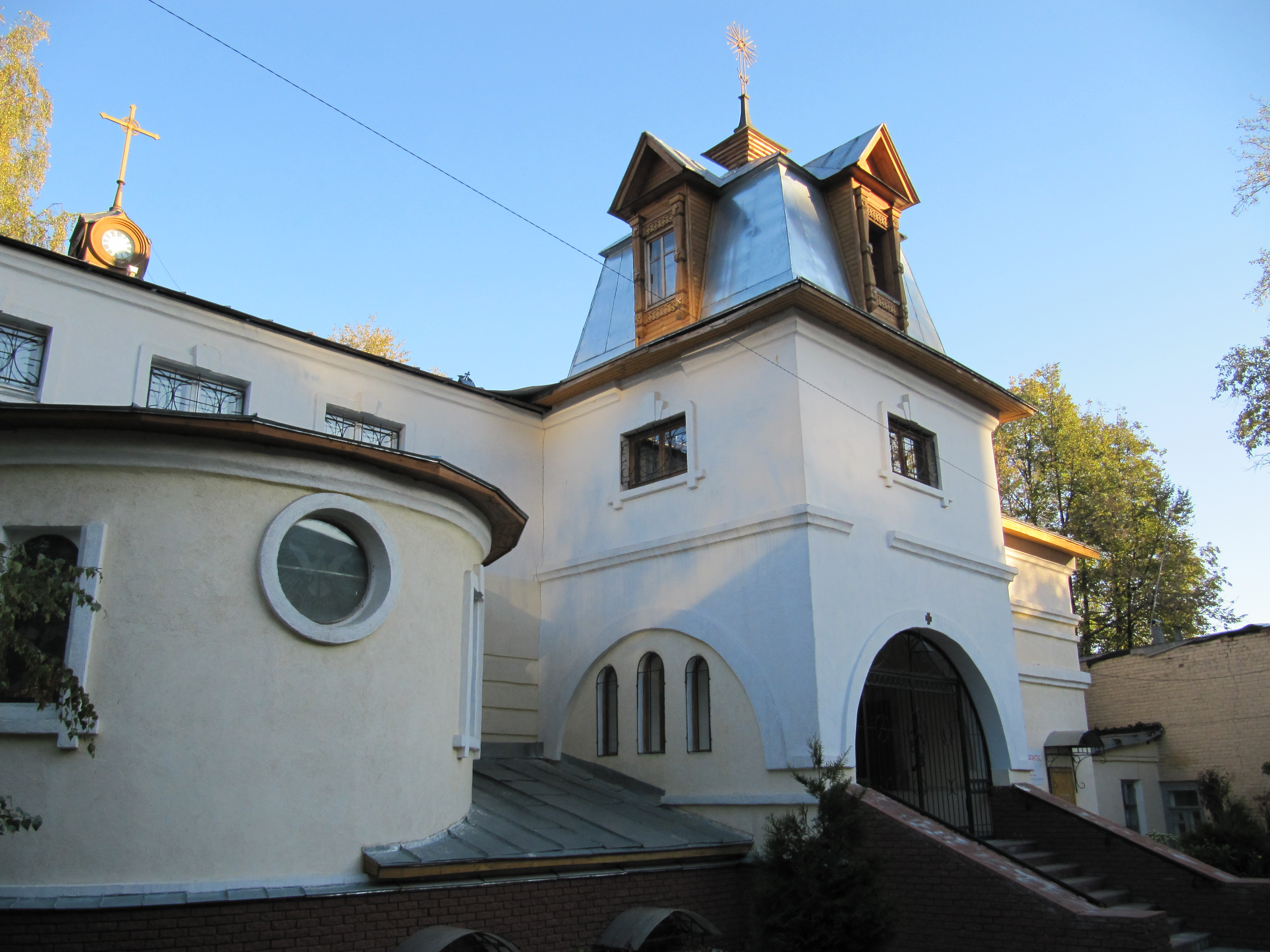
Храм Успения Девы Марии

## Спорт

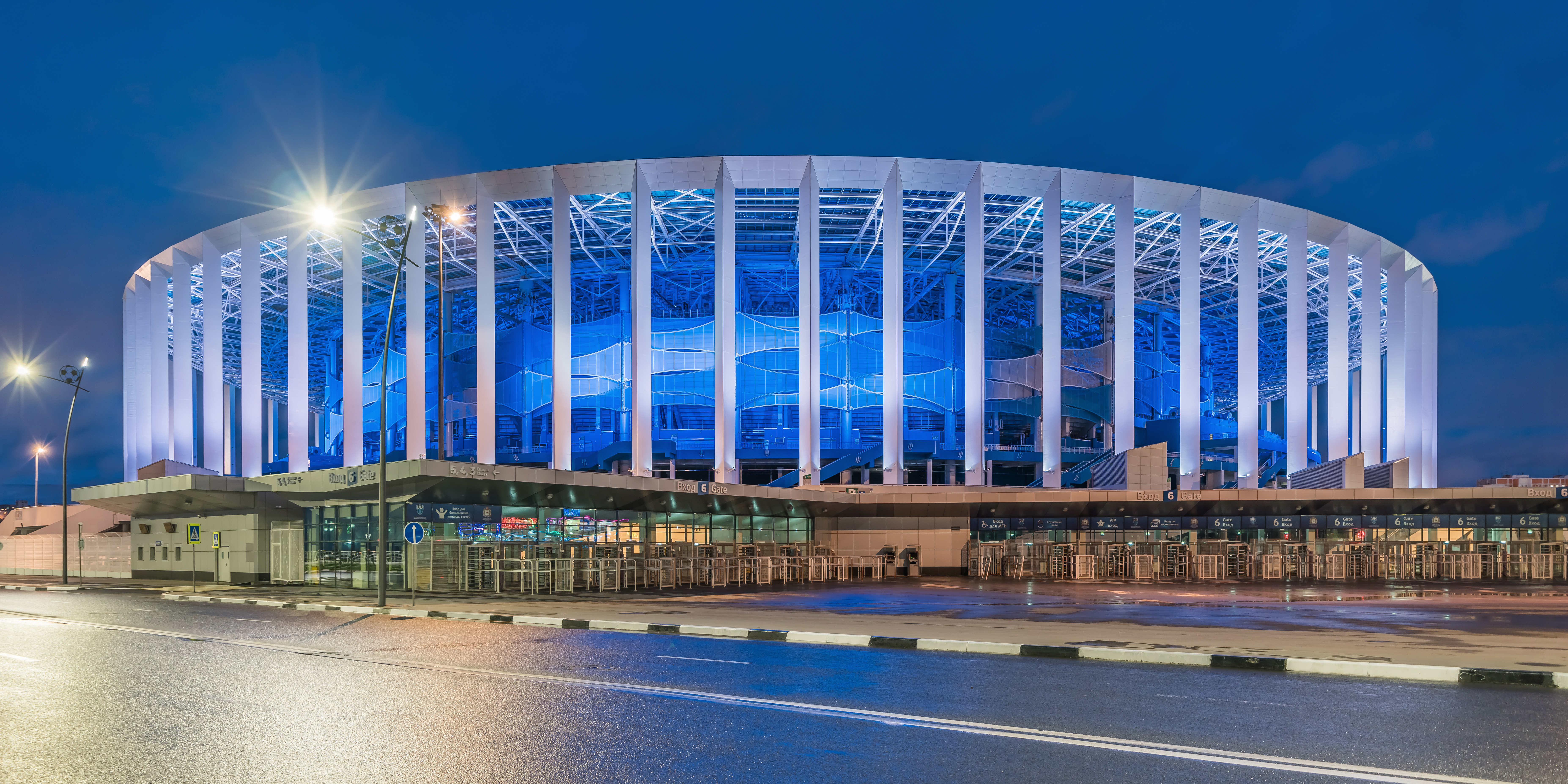
Стадион «Нижний Новгород»

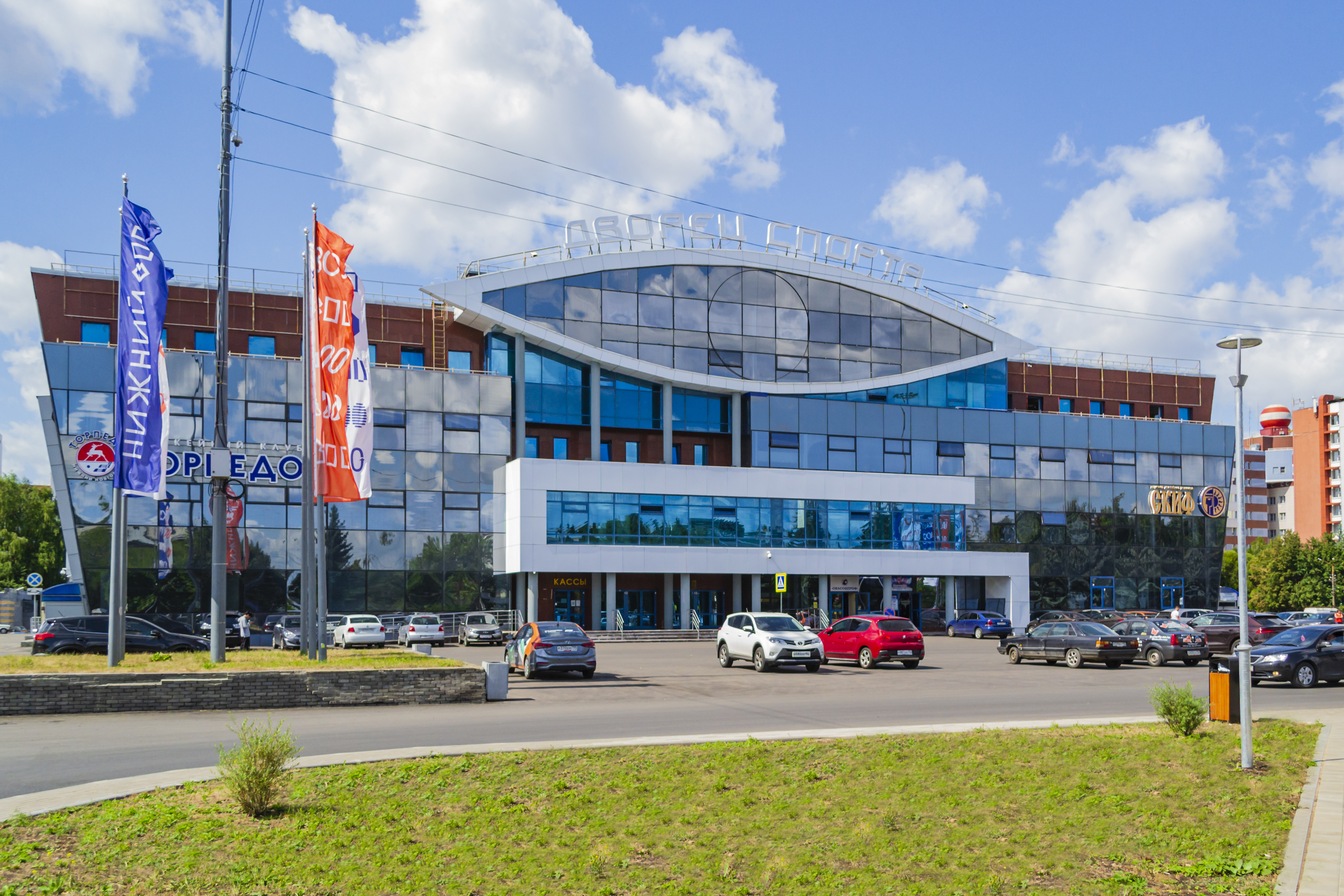
Дворец спорта (ныне — КРК «Нагорный»)

Первые спортивные общества были созданы ещё в начале XX века. По состоянию на 2008 год, 15 нижегородских спортсменов были удостоены золотых олимпийских наград.
Большая часть спортивных сооружений города построены до конца 1980-х годов и морально устарели.
Крупнейшие спортивные объекты города:
- стадион «Нижний Новгород»;
- Нагорный дворец спорта;
- комплекс из двух лыжных трамплинов.

В городе работает развитая сеть спортивно-оздоровительных учреждений, которая включает: 5 физкультурно-оздоровительных комплексов, 307 спортивных залов, около 380 спортивных площадок. Действуют яхт-клубы и конно-спортивные школы.
Город представлен в таких видах спорта, как футбол (футбольные клубы «Нижний Новгород» и «Локомотив-НН»), хоккей (хоккейный клуб «Торпедо», «Чайка», женский хоккейный клуб «СКИФ»), волейбол (волейбольные клубы «АСК» и «Спарта»), баскетбол (БК «Нижний Новгород»), хоккей с мячом (клуб «Старт»), футзал (мини-футбольный клуб «Торпедо»), настольный теннис и другие.
В 2018 году Нижний Новгород принял матчи чемпионата мира по футболу. С этой целью была построена новая футбольная арена «Стадион Нижний Новгород». На стадионе прошли шесть матчей Чемпионата мира по футболу 2018 года. После окончания турнира стадион стал многофункциональным спортивным комплексом и домашней ареной для футбольной команды «Нижний Новгород».

## Образование и наука

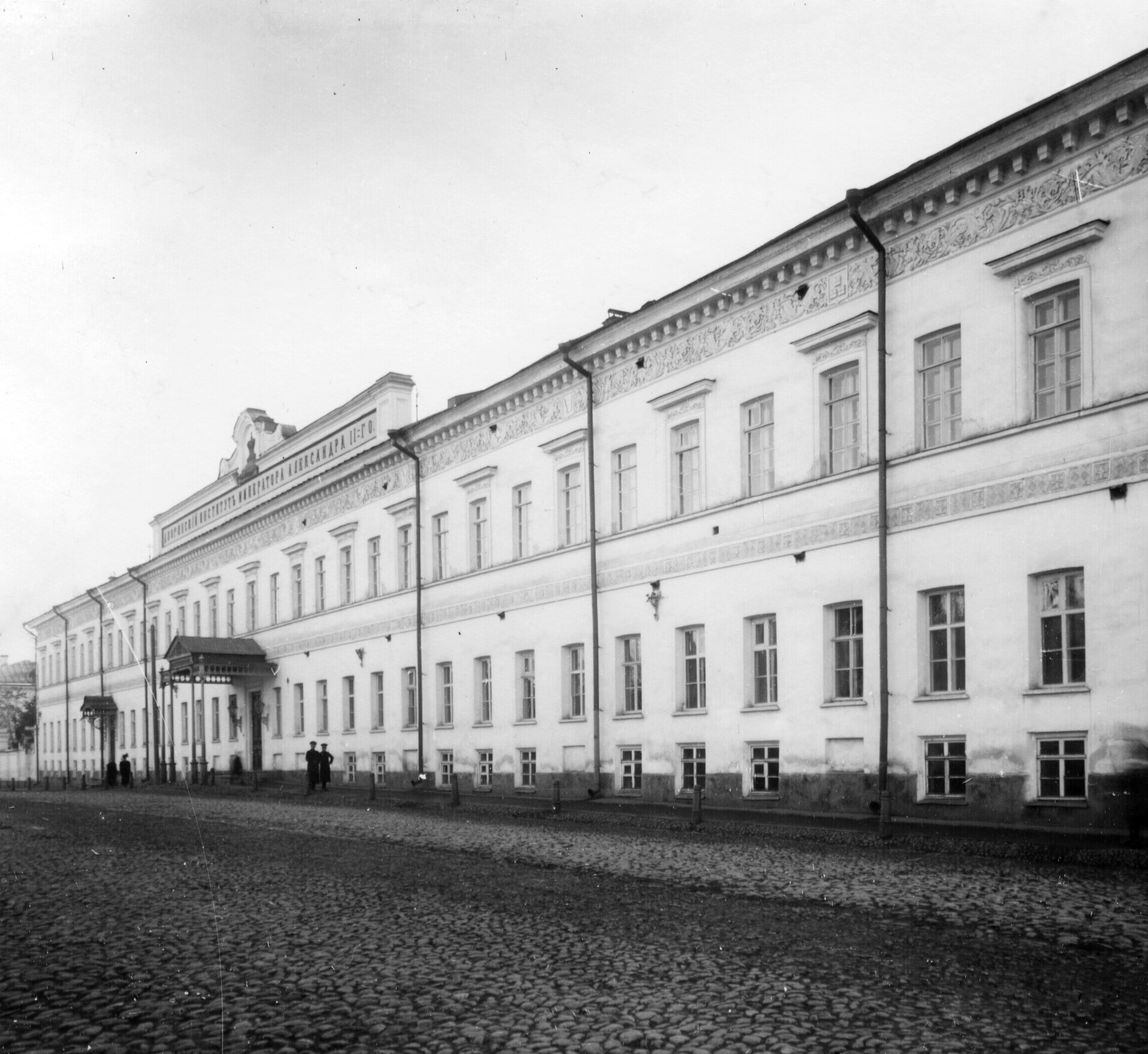
Нижегородский дворянский институт Александра I

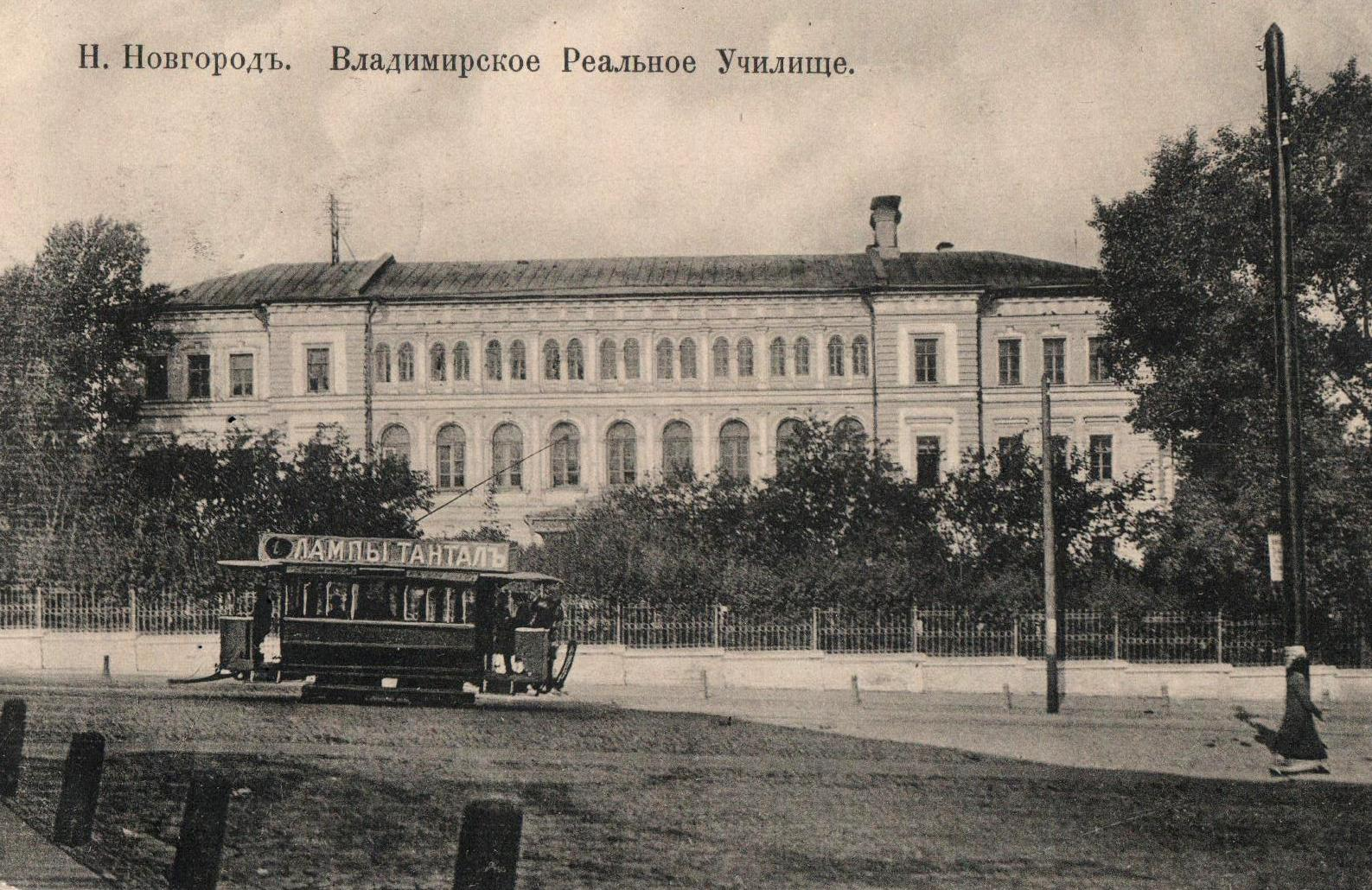
Владимирское реальное училище

До начала XVII века образовательные учреждения в Нижнем Новгороде отсутствовали. Первые школы были открыты только в 1720-х годах: в Букварной (начальной), Славяно-российской (средней) и Эллино-греческой (старшей) обучались преимущественно сыновья попов, дьячков и причетников. Качество образования, как показала проведённая епархией проверка, в этих школах было низкое. Чтобы улучшить образованность духовенства и приобщить коренное население Поволжья к православию, в 1737 году в городе открывается Нижегородская духовная семинария. До 1808 года это было единственное в Нижнем Новгороде образовательное учреждение.
В 1782 году Екатерина II выпускает указ об учреждении комиссии для заведения в России народных училищ. В соответствии с ним в 1786 году в Нижнем Новгороде открывается Главное народное училище, курс обучения в котором был рассчитан на пять лет: по одному году в первых трёх классах, и ещё два года — в выпускном четвёртом. В народных училищах обучались в основном дети купцов и мещан. Им преподавали чтение, письмо, арифметику, рисование и основы закона божия. Общее число учителей в училища составляло всего шесть человек.
12 марта 1808 года на базе Главного народного училища открывается первая в городе мужская гимназия. Это заведение было всесословным. Первоначально обучение проходило по 4-летней программе. С 1828 года срок обучения увеличился до 7 лет, а с 1875 — до восьми. Помимо гимназии общее среднее образование давали кадетские корпуса, в которых обучались в основном дети офицеров. Один из таких корпусов был 30 августа 1886 года переведён в Нижний Новгороде из Новгорода, где он был открыт в 1834 году на средства, пожертвованные графом Аракчеевым, и носил его имя.
В 1844 году был открыт Нижегородский дворянский институт.
В городе существовали другие всесословные учреждения. Так, в марте 1806 года было открыто уездное училище, в котором обучение проходило в течение двух лет на базе приходского училища. Выпускники уездного училища имели право на поступление в Нижегородскую гимназию.
В августе 1852 году в городе появилось первое образовательное учреждение для девушек. По инициативе императрицы Марии Фёдоровны открылся Мариинский институт благородных девиц, в котором обучались дочери потомственных дворян и чиновников, а позднее — дочери купцов I и II гильдии и почётных граждан. В 1859 году было открыто Мариинское женское училище I разряда, преобразованное в 1870 году в Мариинскую женскую гимназию. В гимназии могли обучаться девушки всех сословий при условии успешной сдачи вступительных испытаний. Срок обучения составлял сначала шесть лет, затем — семь. Мариинская женская гимназия, Владимирское реальное училище, а также ученическое братство и общежитие им. Святых Кирилла и Мефодия во многом обязано было своим возникновением будущему помощнику попечителя Московского учебного округа и тайному советнику К. И. Садокову. 17 (31) января 1916 года был открыт Народный университет как один из трёх Народных университетов России, входящих в систему «вольных» университетов. Для Нижнего Новгорода это было первое высшее учебное заведение.
В настоящее время в городе действует 189 общеобразовательных учреждений; среди них — 132 средние школы, 18 лицеев и гимназий, одна кадетская школа. Число учащихся составляет 105 тысяч. В 2009 году на Всероссийских олимпиадах число победителей и призёров составило 19 учащихся из Нижнего Новгорода, всего же из Нижегородской области 33 учащихся.
В городе находятся несколько десятков техникумов, колледжей и училищ. Среди них: автомеханический, автотранспортный, строительный, торговый техникумы, медицинские колледжи и училища, педагогический колледж, речное училище, музыкальное, театральное, художественное училища и др.
В Нижнем Новгороде находятся: восемь университетов, три академии, консерватория и более пяти институтов. Всего насчитывается свыше 50 высших учебных заведений и филиалов.
Университет Лобачевского (ННГУ) был открыт 17 (31) января 1916 года как один из трёх Народных университетов России, входящих в систему вольных университетов. В настоящее время включает в себя: 19 факультетов, 132 кафедры, шесть научно-исследовательских институтов. В университете обучается около 40 000 человек, около 1000 аспирантов и докторантов. ННГУ является третьей по численности работников организацией в Нижнем Новгороде, уступая пальму первенства Горьковскому автомобильному заводу и Горьковской железной дороге.
Волжский государственный университет водного транспорта является крупнейшим вузом России, который выпускает инженеров водного транспорта.
Мининский университет (НГПУ) — один из старейших и крупнейших педагогических вузов России. Включает 9 факультетов, 4 института, 66 кафедр, 12 научно-исследовательских лабораторий, 1 научно-исследовательский институт прикладной психологии, региональный научно-образовательный центр. В настоящее время численность студентов превышает 12 000 человек.
Нижегородский государственный технический университет имени Р. Е. Алексеева (НГТУ) — один из ведущих технических вузов Приволжского федерального округа. В университете обучаются свыше 11 тысяч студентов и специалистов, в том числе иностранные студенты из Марокко, Танзании, Судана, Иордании, США, Индии, Китая.
В Нижнем Новгороде работают 20 НИИ и конструкторских бюро, а также пять академических институтов. Крупнейшим из них является Федеральный исследовательский центр Институт прикладной физики РАН.
Нижний Новгород всемирно известен как центр радиофизики. В честь города был назван Люксембург-Горьковский эффект. Здесь расположен крупнейший в стране научный и производственный центр радиолокации — ОАО «ФНПЦ „ННИИРТ“». В городе также проводятся исследования по физике плазмы, СВЧ -электронике, лазерной физике, нелинейной акустике, гидродинамике, радиоастрономии, металлоорганической химии, получению и анализу высокочистых химических веществ, идут работы по изучению земного электричества, твердотельных наноструктур, высокотемпературных сверхпроводников и многие другие.

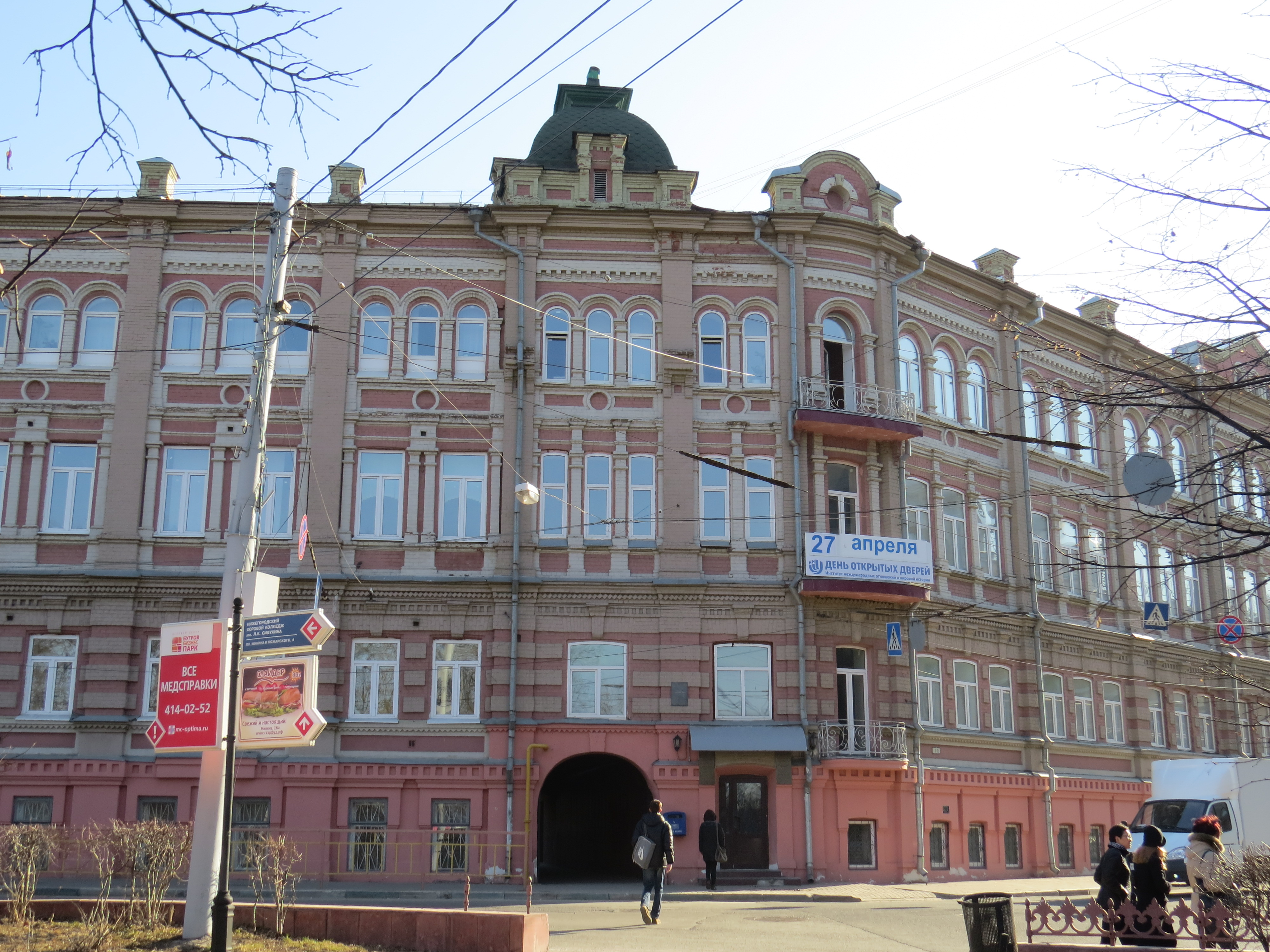
Нижегородский государственный университет
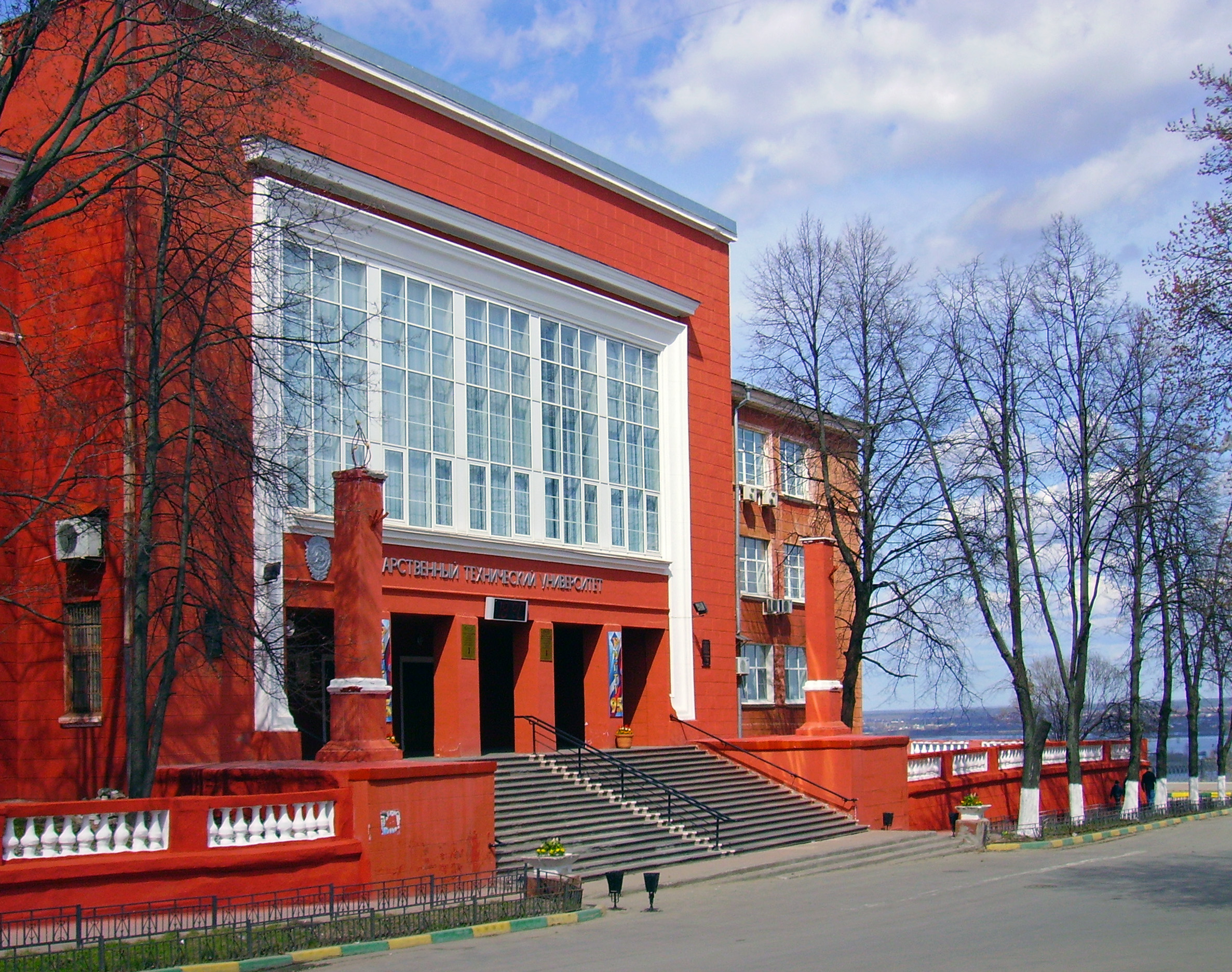
Нижегородский государственный технический университет
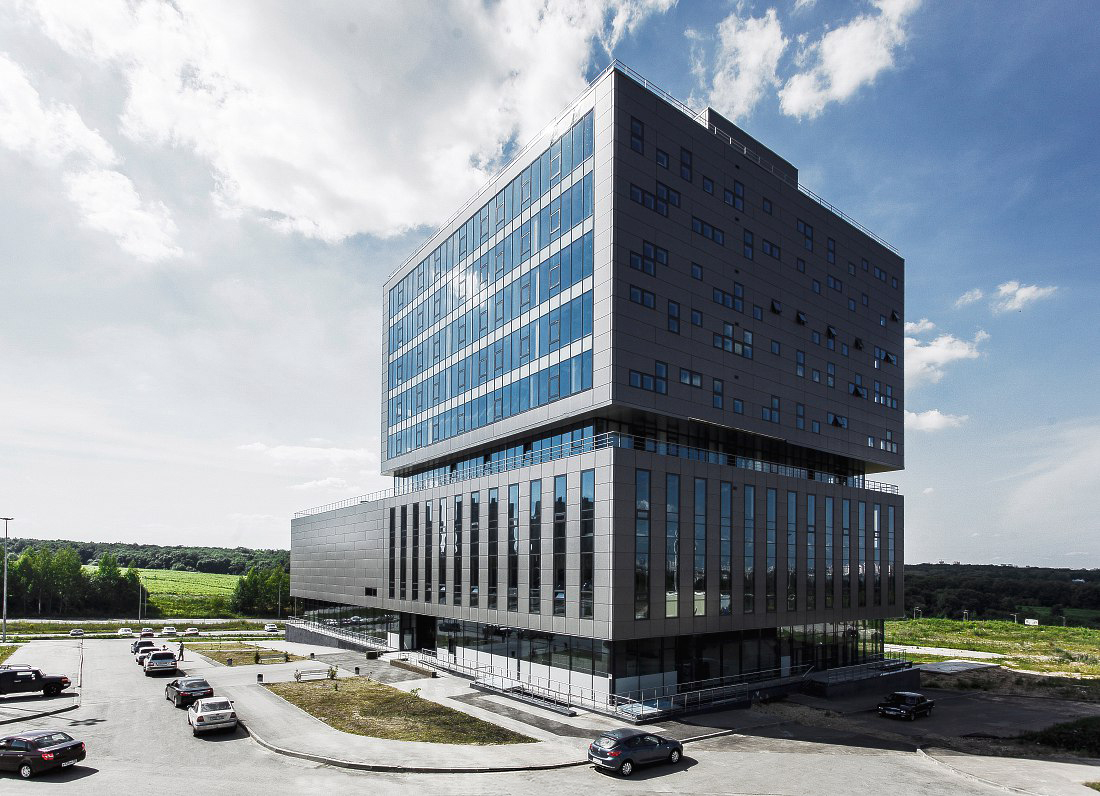
Технопарк «Анкудиновка»

## Транспорт

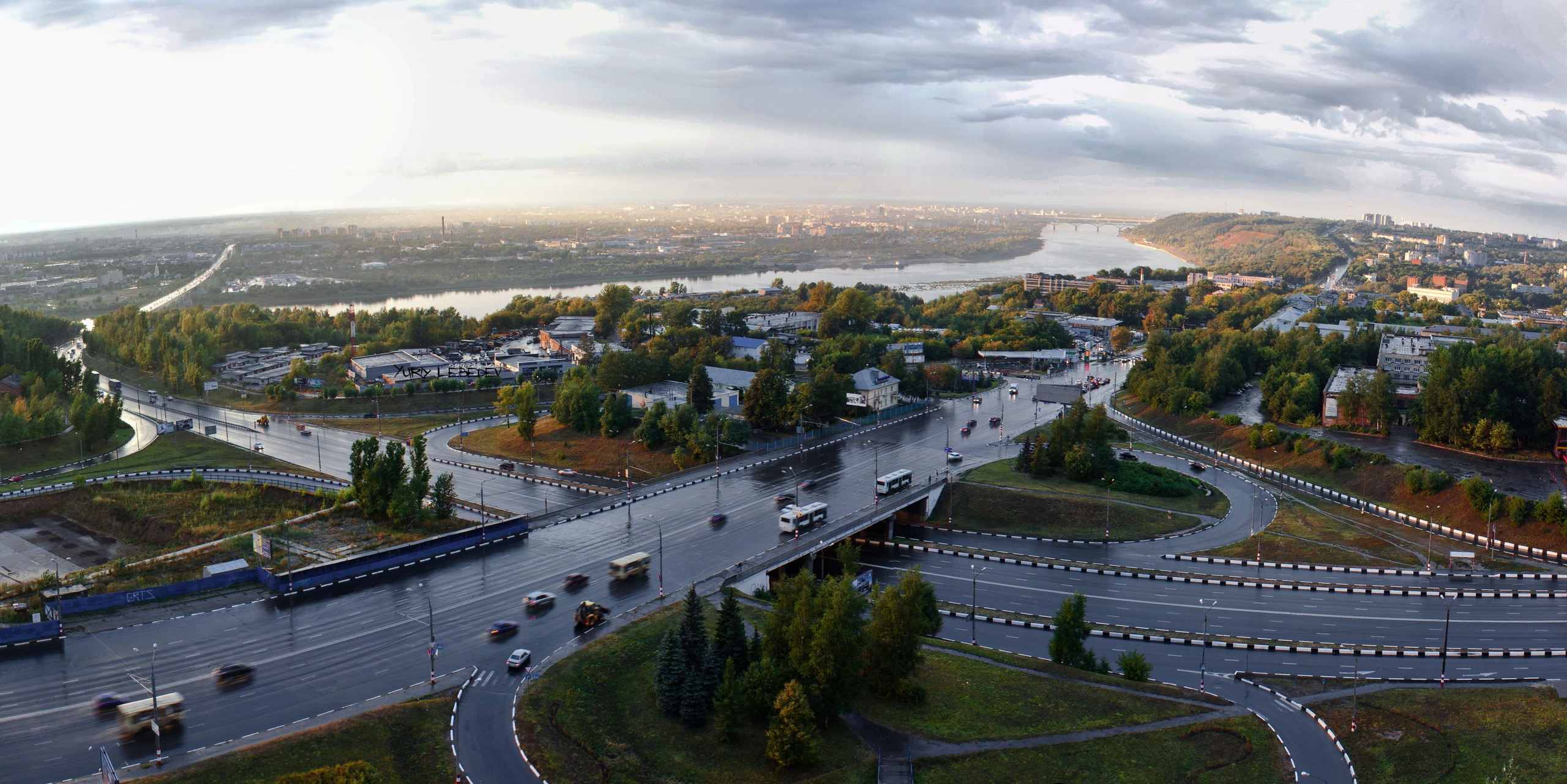
Развязка с федеральной автодорогой М-7 «Волга» на проспекте Гагарина

Железная дорога появилась в 1862 году, первый автомобиль — в 1896 году. В настоящее время Нижний Новгород — крупный транспортный узел. В городе расположены: железнодорожный вокзал, речной вокзал, грузовой порт, несколько причалов для перевалки грузов. До 1994 года в Нижнем Новгороде располагалось одно из крупных государственных пароходств Волжское объединённое речное пароходство, в дальнейшем приватизированное и распавшееся на несколько самостоятельных судоходных компаний.
В городе расположено руководство Горьковской железной дороги, станция Нижний Новгород-Сортировочный и крупнейший на ГЖД контейнерный терминал Костариха. Проходит современный ход Транссибирской магистрали. С 30 июля 2010 года по маршруту Нижний Новгород — Москва — Санкт-Петербург начали курсировать высокоскоростные поезда «Сапсан».
Через город проходят автодороги федерального М7, Р158 и регионального значения: Р125, Р152 и Р159. Дорога М7 является частью второго панъевропейского коридора.
Международный аэропорт Стригино расположен на территории Автозаводского района в 18 км к юго-западу от центра города.
Таможенное оформление грузов осуществляется отделом на станции Костариха и на таможенном посту ГАЗ.

### Городской транспорт
Пассажирский транспорт в Нижнем Новгороде играет очень большую роль в обеспечении жизни города. При этом его работа затруднена распределённостью заселения территории города, большим плечом суточных миграций, очень высокой концентрацией пассажиропотоков на мостах через Оку и отсутствием всеохватывающей системы скоростного транспорта.
Городской транспорт представлен муниципальными автобусами (60 маршрутов), маршрутными такси (65 маршрутов), трамваями (14 маршрутов), троллейбусами (7 маршрутов), электробусами (10 маршрутов), городской электричкой (3 линии) и метрополитеном (2 линии). Метрополитен и электричка частично взаимно дополняют друг друга и имеют общий пересадочный узел на Московском вокзале. Первый трамвай пущен 8 (20) мая 1896 года, в том же году пущены 2 городских фуникулёра (элеватора), первый городской автобус — в 1927 году, первый троллейбус — 27 июня 1947 года, метро — 20 ноября 1985 года. Среднесуточный объём перевозок трамваями и метрополитеном — около 250 тыс. и 200 тыс. пассажиров, соответственно.
В качестве внутригородского транспорта может ограниченно использоваться — детская железная дорога. До сокращения маршрута её длина составляла 9,1 км и она была самой протяжённой в СССР. После Великой Отечественной войны детская железная дорога использовалась как один из видов общественного транспорта, наравне с трамваями и автобусами.
С 2012 года действует междугородная канатная дорога из Нижнего Новгорода на Бор через реку Волгу. В 2013 году была запущена 1 линия городской электрички с Московского вокзала в Сормовский район, а в 2018 году открылась вторая линия, связывающая вокзал, Ленинский, Автозаводский и Приокский районы.
В сентябре 2024 года был завершён проект восстановления фуникулёра (элеватора), действовавшего в начале XX века, который был заброшен с 1926 года. Также у правительства есть проекты по развитию речного транспорта. В апреле 2008 года начала работать служба эвакуации автомобилей.
19 февраля 2024 г. в Нижнем Новгороде после обкатки вышли на маршрут первые пять электробусов ЛиАЗ. На апрель 2024 года в городе четыре маршрута электробусов: три проходят в Заречной части, один — в Нагорной.

### Велосипедный транспорт
С 12 июня 2014 года начал работу первый веломаршрут от Нижне-Волжской набережной до площади Минина и Пожарского. Велодвижение запрещено по территории Кремля. Прежний глава Администрации города — Олег Кондрашов подчеркнул, что с 2014 года велодвижению будет уделяться значительно больше внимания в целях развития безопасности велосипедистов. Карта маршрутов будет обсуждаться непосредственно с активистами велодвижения в Нижнем Новгороде. 12 июня также открыты две станции велопроката на Нижне-Волжской набережной и на стадионе «Динамо». С 10 августа 2019 года начала работать система велопроката. Стоимость аренды велосипеда на сутки — 150 рублей, на месяц — 600 рублей. Точки велошеринга расположены возле станций метро, в прогулочных зонах, в парках и скверах.

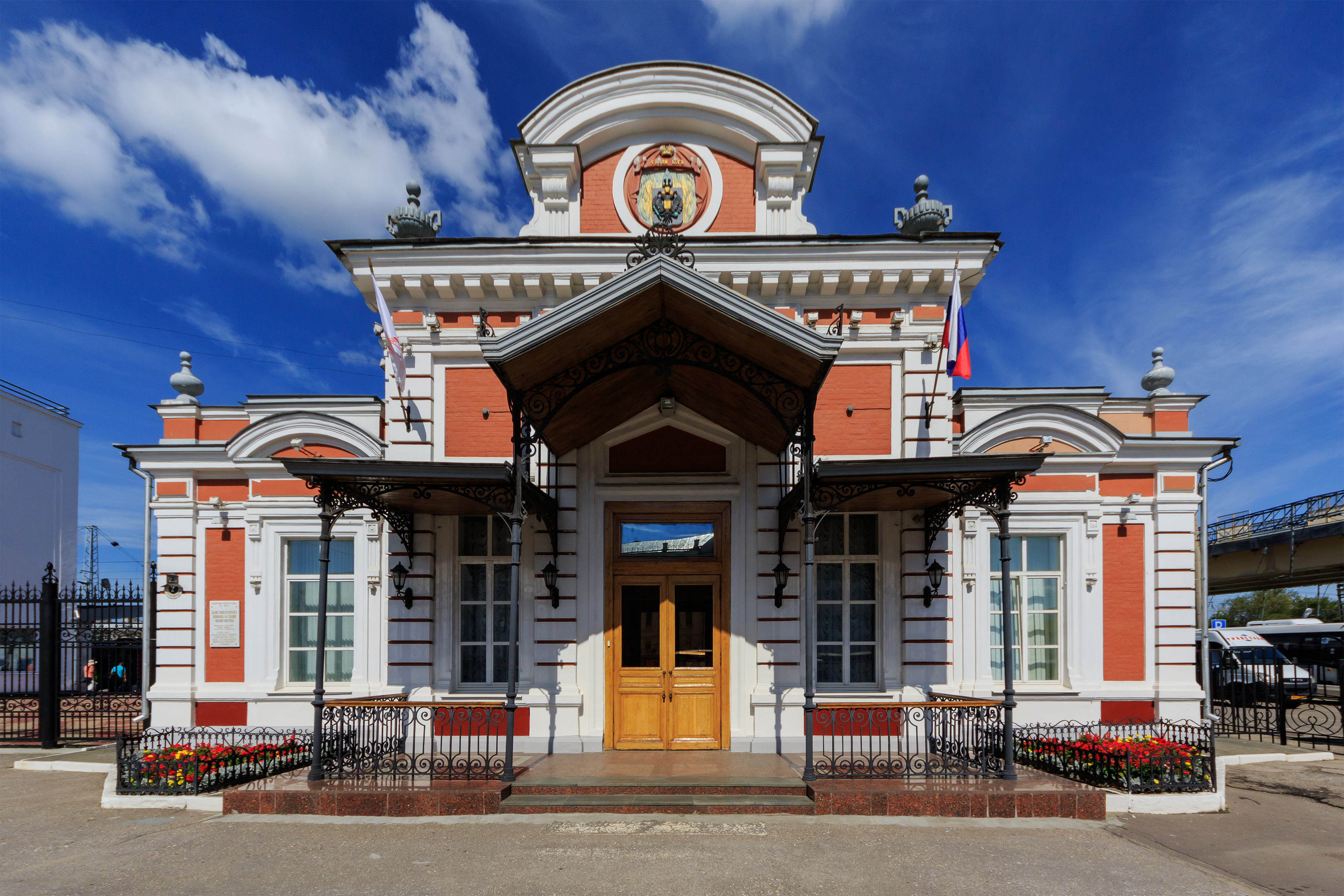
«Императорский павильон» на Московском вокзале
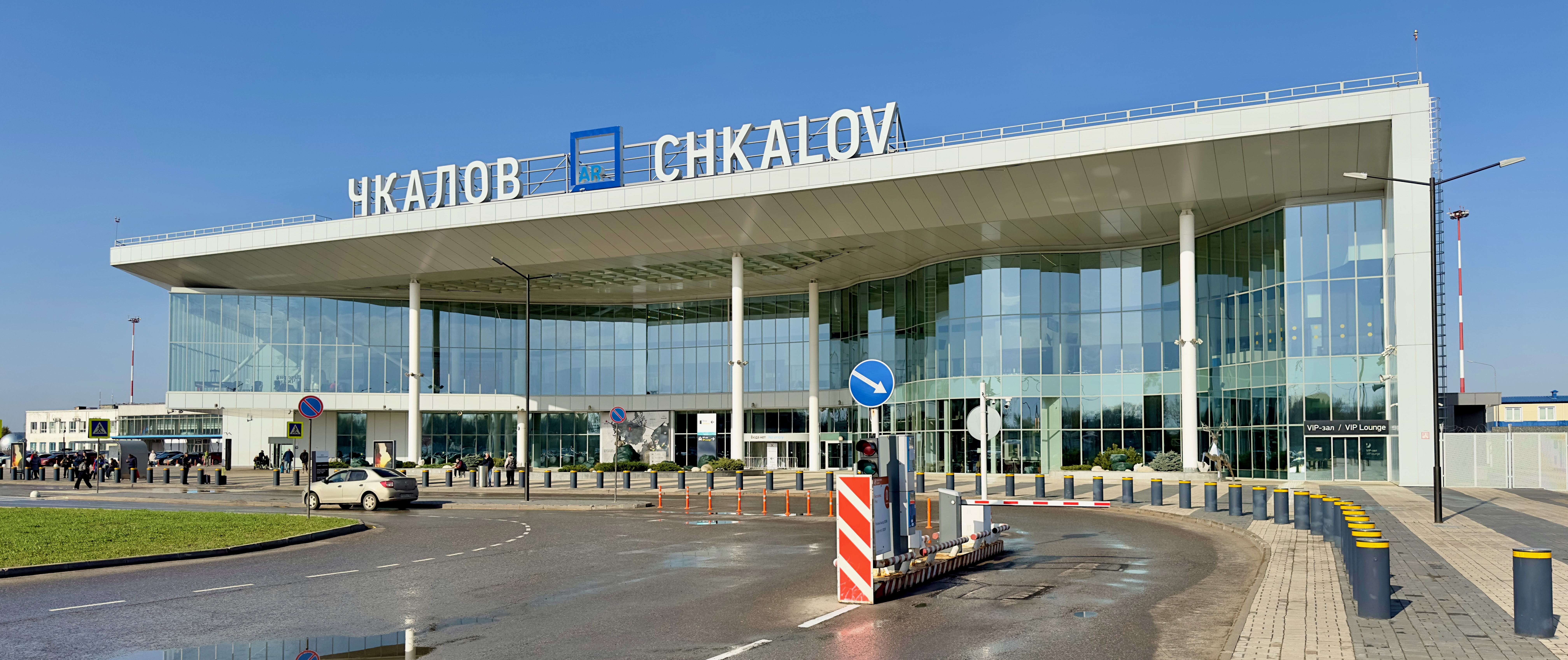
Аэропорт Стригино
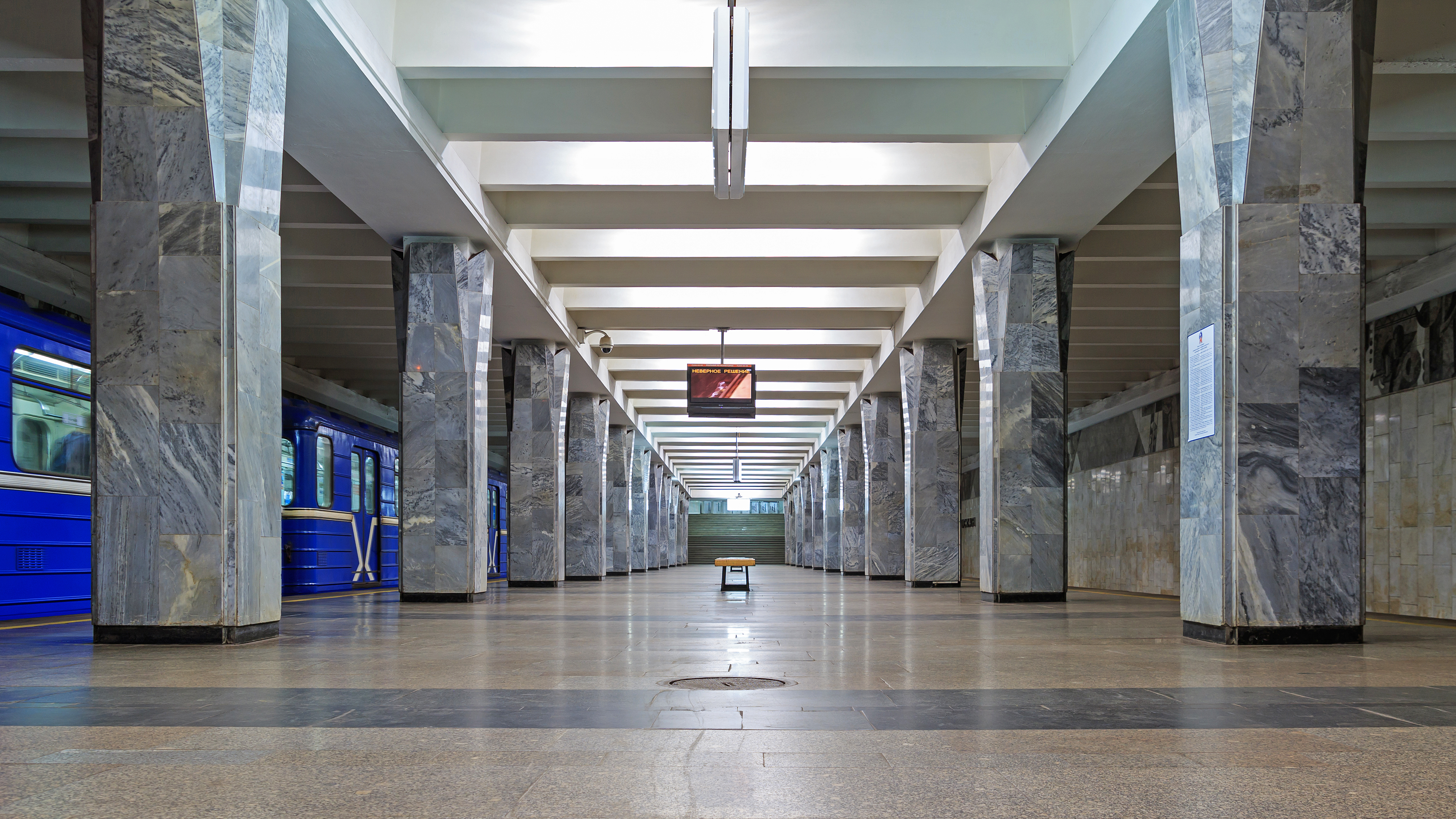
Станция метро «Автозаводская»
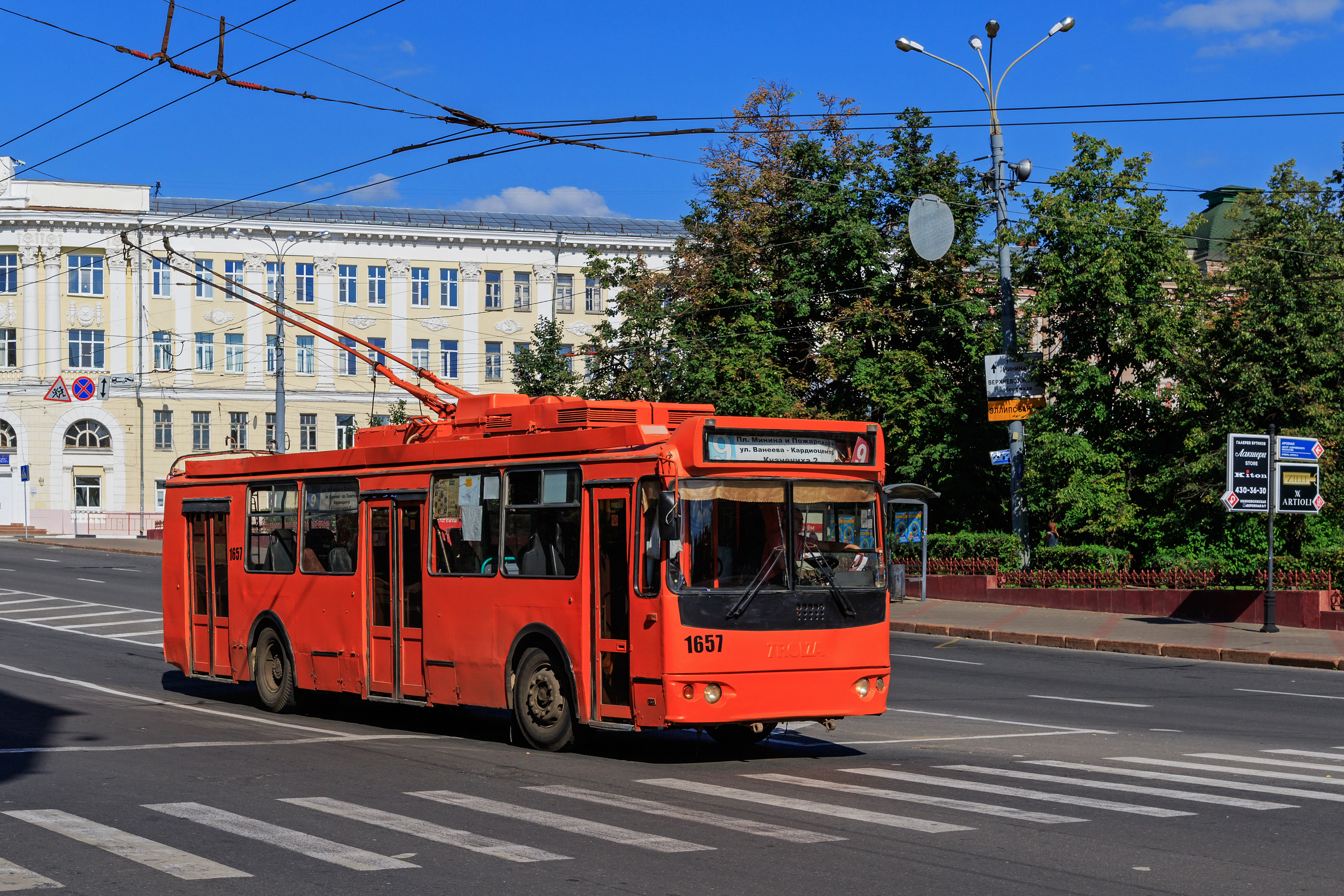
Троллейбус на площади Минина и Пожарского
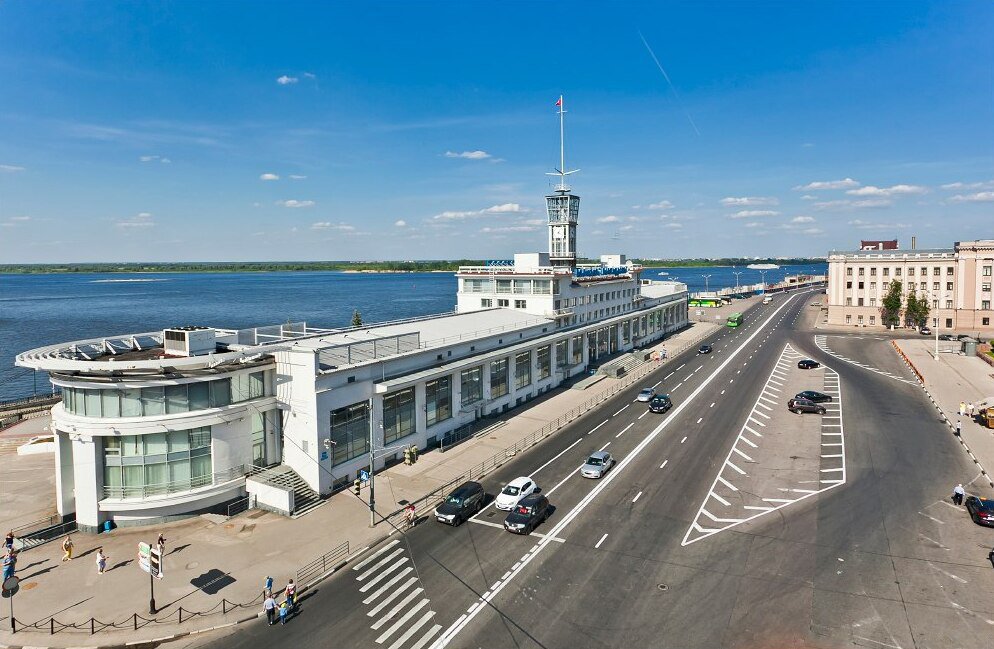
Речной вокзал
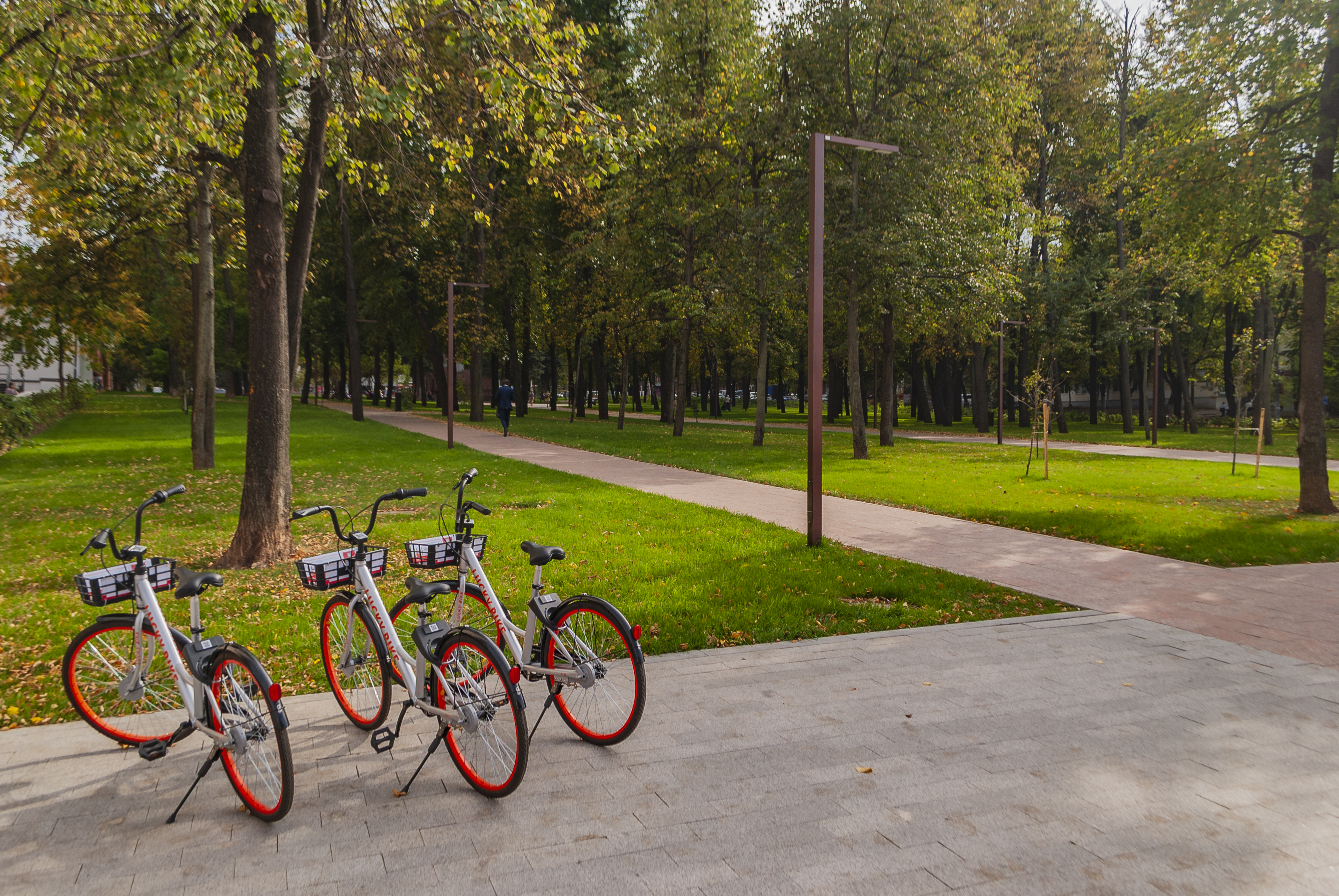
Велопрокат на площади Свободы

### Мосты
Нижний Новгород находится на слиянии двух крупных рек: Оки и Волги. Наибольшее естественное препятствие представляет Ока (изначально город закладывался как крепость на крутых берегах Оки и Волги) — она разделяет город на две части. Автомобильные пробки на мостах и подходах к ним являются основной проблемой транспортной инфраструктуры Нижнего Новгорода.
Верхнюю и нижнюю части города соединяют автомобильные мосты через Оку: Канавинский, Молитовский, Мызинский, метромост, совмещённый с автомобильным. Открытие автомобильной части состоялось в День народного единства 4 ноября 2009 года, метрополитеновской — 4 ноября 2012 года.
На расстоянии 11 и 15 км от Мызинского выше по течению находятся железнодорожный Сартаковский и объездной Стригинский мосты, соединяющие Автозаводский район с пригородами.
Постоянных мостов через Волгу три: железнодорожный, совмещённый железнодорожно-автомобильный Борский мост и Второй Борский мост. По ним проходит одно из направлений Транссиба: Москва — Нижний Новгород — Киров.
Имелись также планы строительства мостового перехода длиной 1500 м по низконапорной плотине в районе Большого Козино и платного балочного моста в районе Подновья.

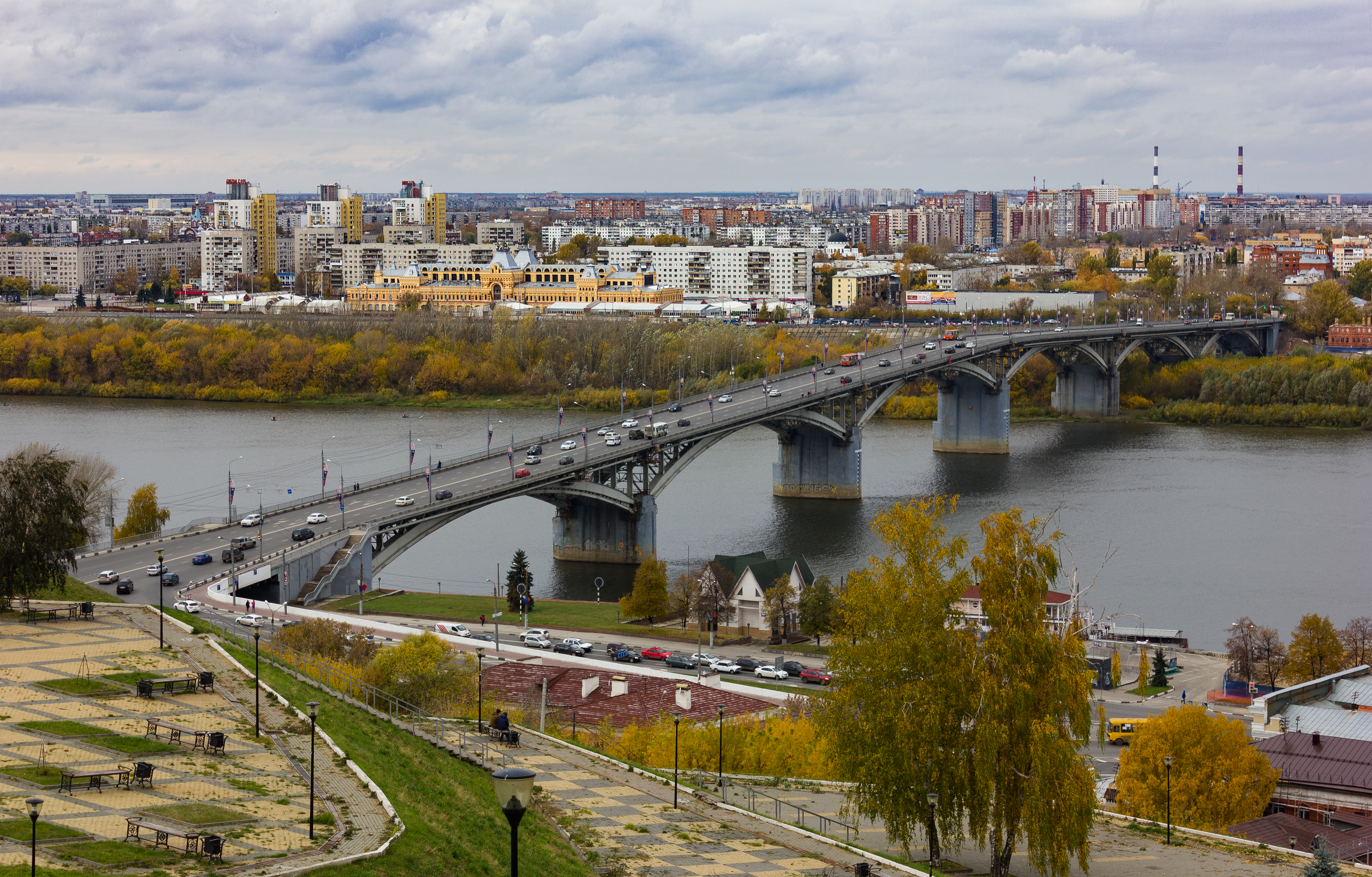
Канавинский мост
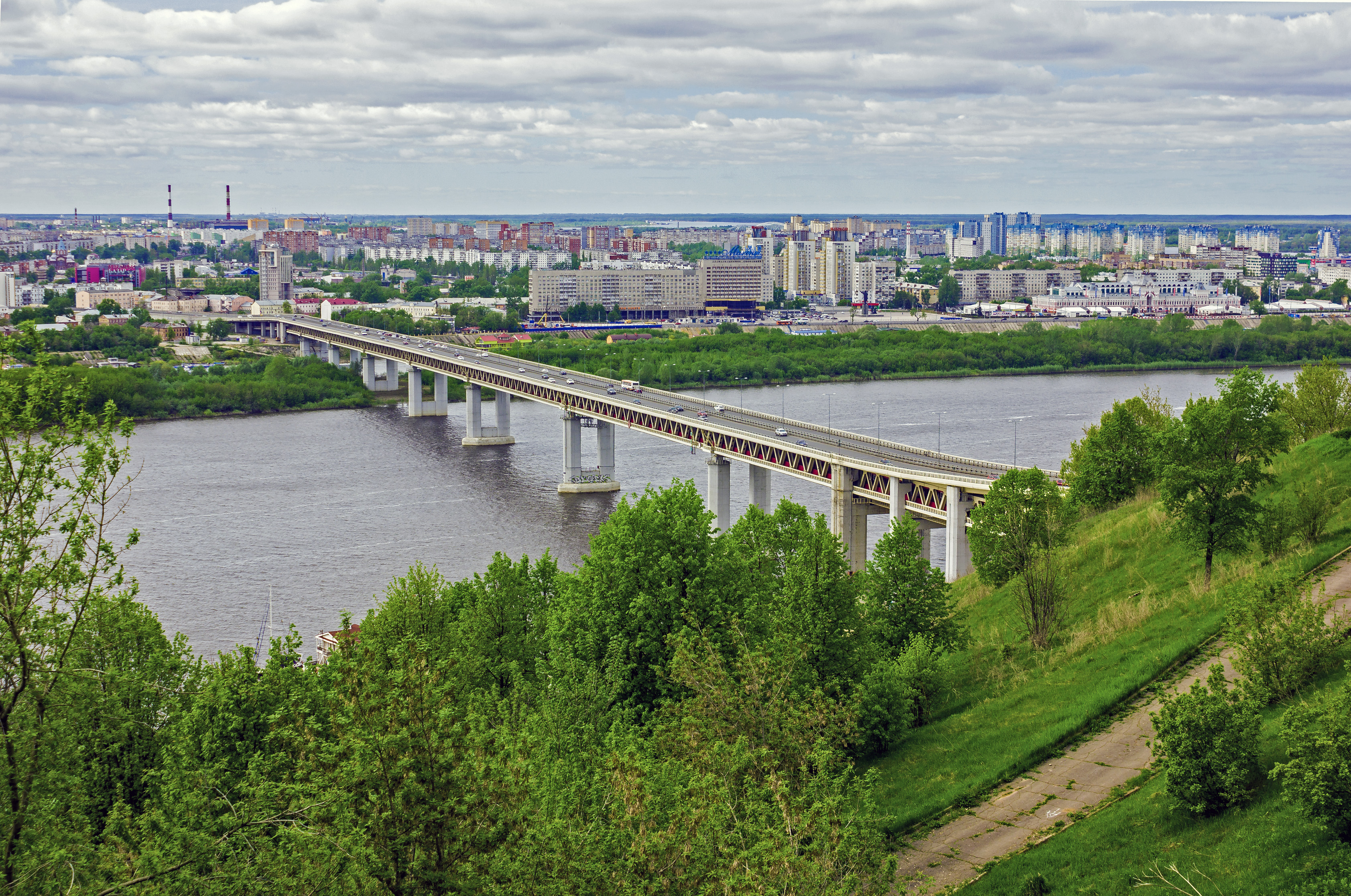
Метромост
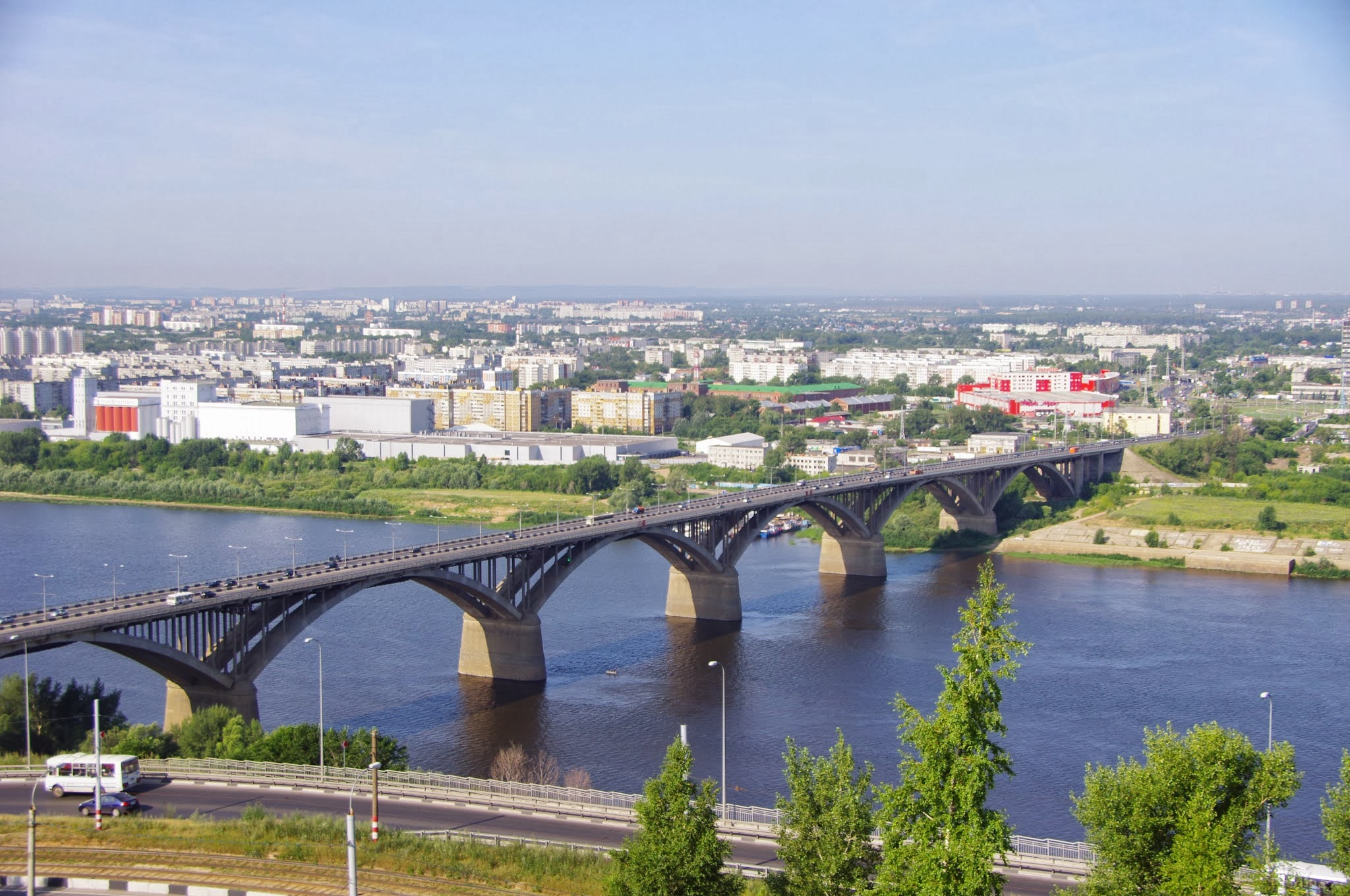
Молитовский мост
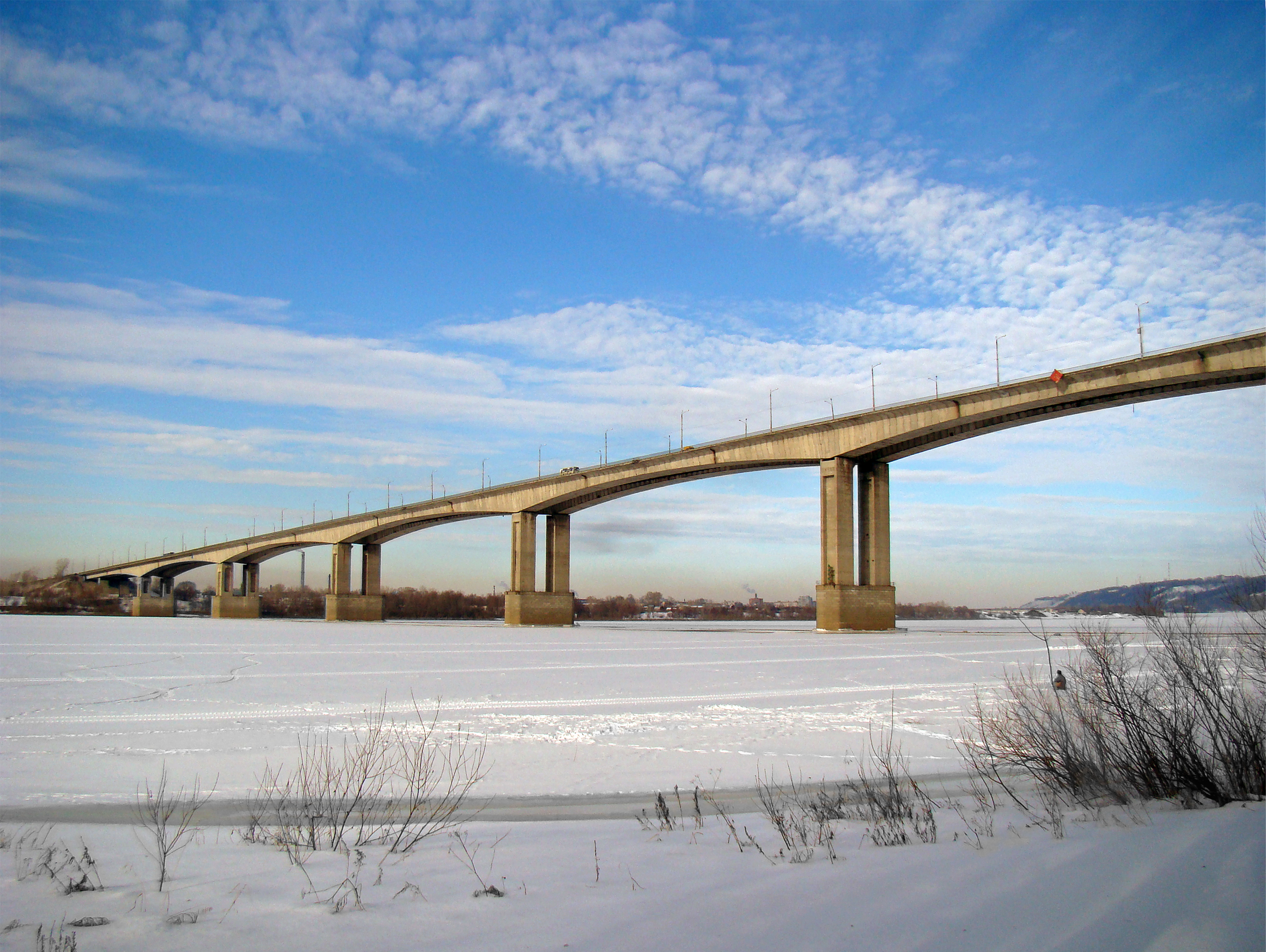
Мызинский мост
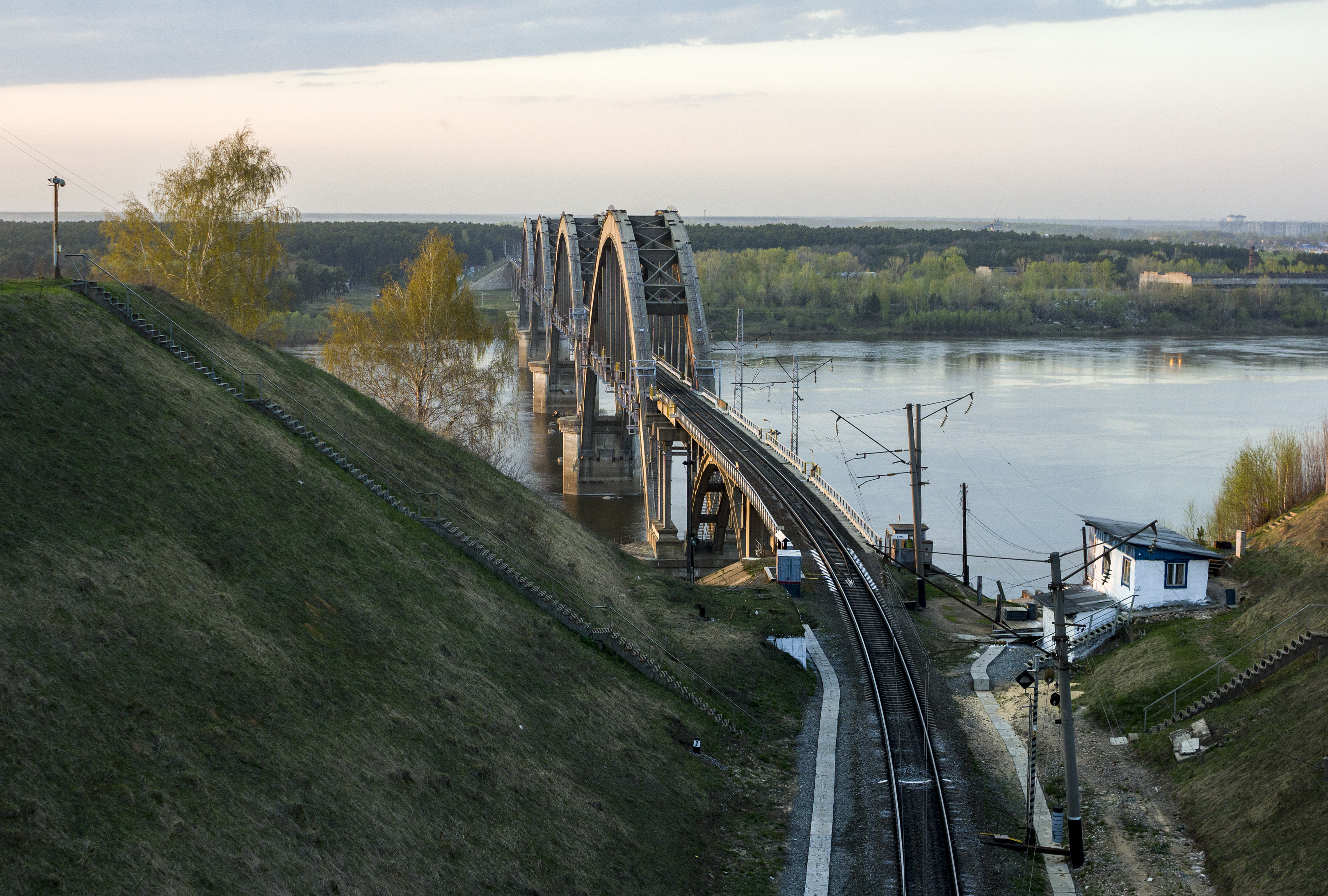
Сартаковский железнодорожный мост
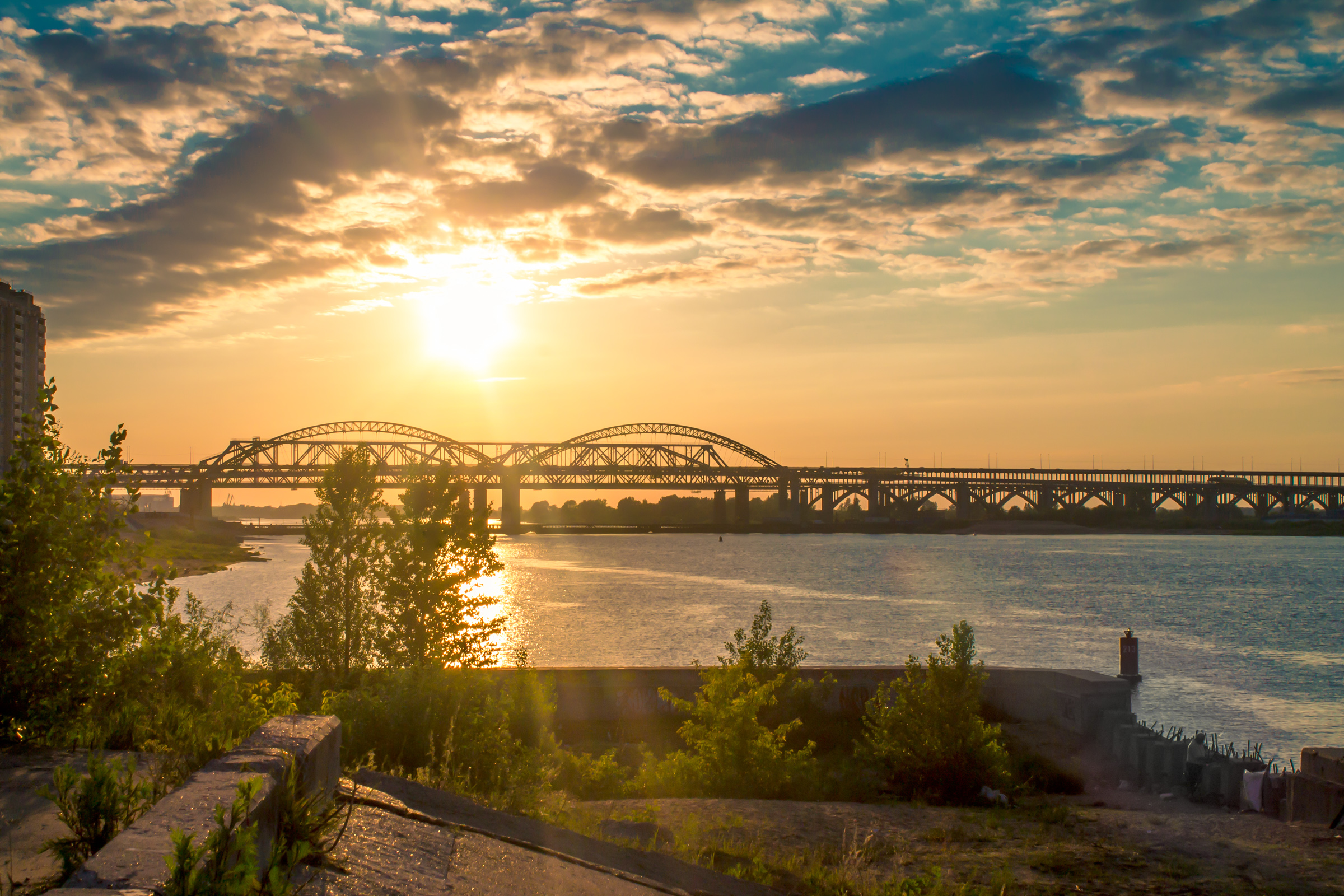
Новый, старый и железнодорожный Борские мосты
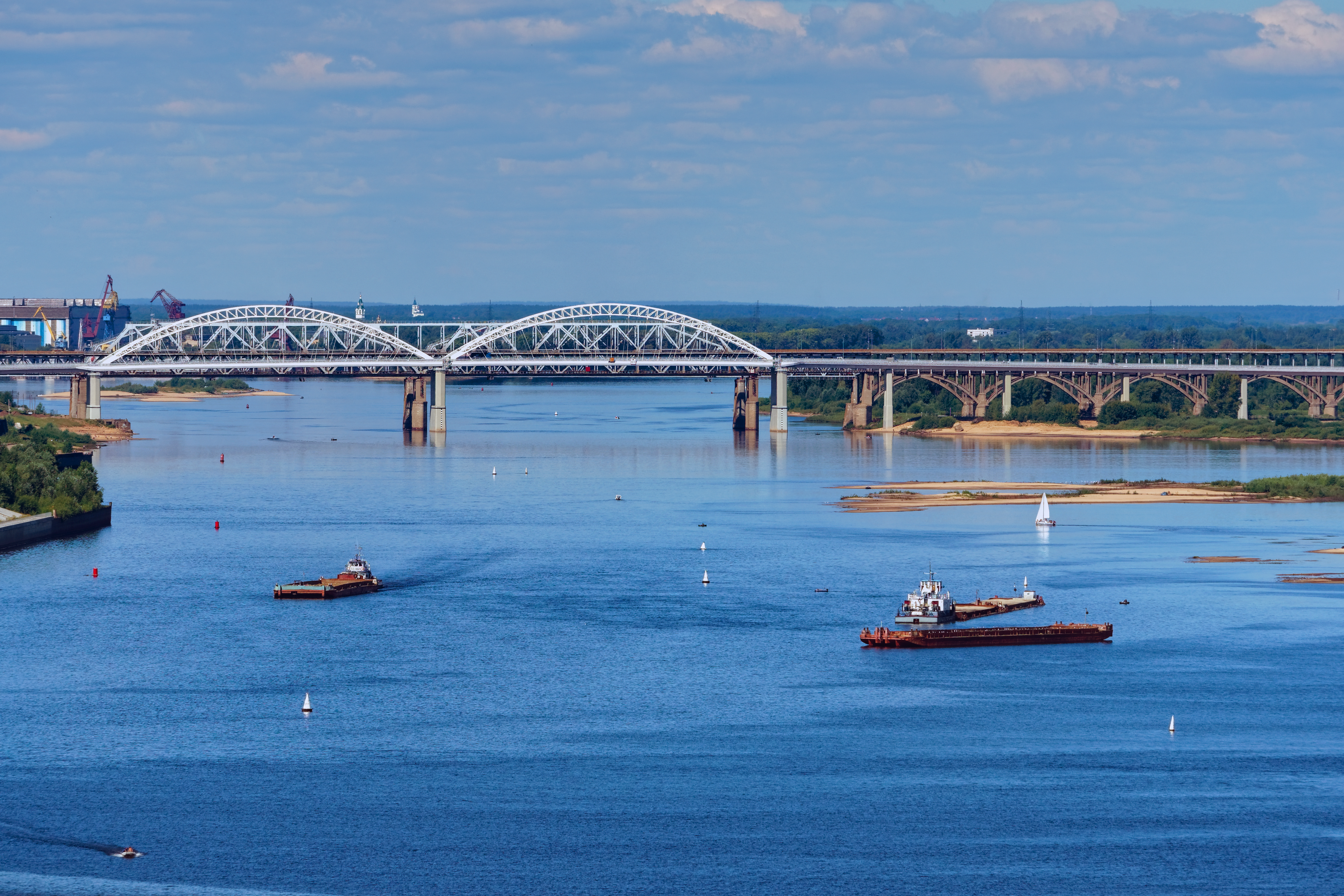
Второй Борский мост

## Здравоохранение
По состоянию на 2006 год в Нижнем Новгороде насчитывалось 33 больницы, 30 поликлиник, 9 станций скорой медицинской помощи, 11 стоматологических поликлиник.
В Сормовском районе будет построен ожоговый центр ФГУ «Нижегородский научно-исследовательский институт травматологии и ортопедии» (НИИТО) со станцией скорой помощи и вертолётной площадкой. На заседании инвестиционного совета при губернаторе Нижегородской области 26 сентября 2007 года было одобрено предоставление инвестору земельного участка площадью 100 тыс. м² под реализацию проекта. Объём инвестиций в проект оценивается в 3 млрд рублей, срок строительства объекта — 51 месяц.
В 2008 году определены подрядчики для проектирования и подготовки строительства в городе областного перинатального центра.
На 2008 год 28 из 72 подведомственных городскому департаменту здравоохранения лечебно-профилактических учреждений нуждаются в капитальном ремонте, на приобретение современной медицинской техники будет направлено 320 млн рублей.
В декабре 2009 года состоялось открытие плазмоцентра, рассчитанного на приём до 200 доноров в сутки, с возможностью заготовки до 30 тонн плазмы в год.
В сентябре 2017 года Финансовый университет при Правительстве РФ опубликовал рейтинг городов России по качеству здравоохранения, где Нижний Новгород занял первое место.

## СМИ

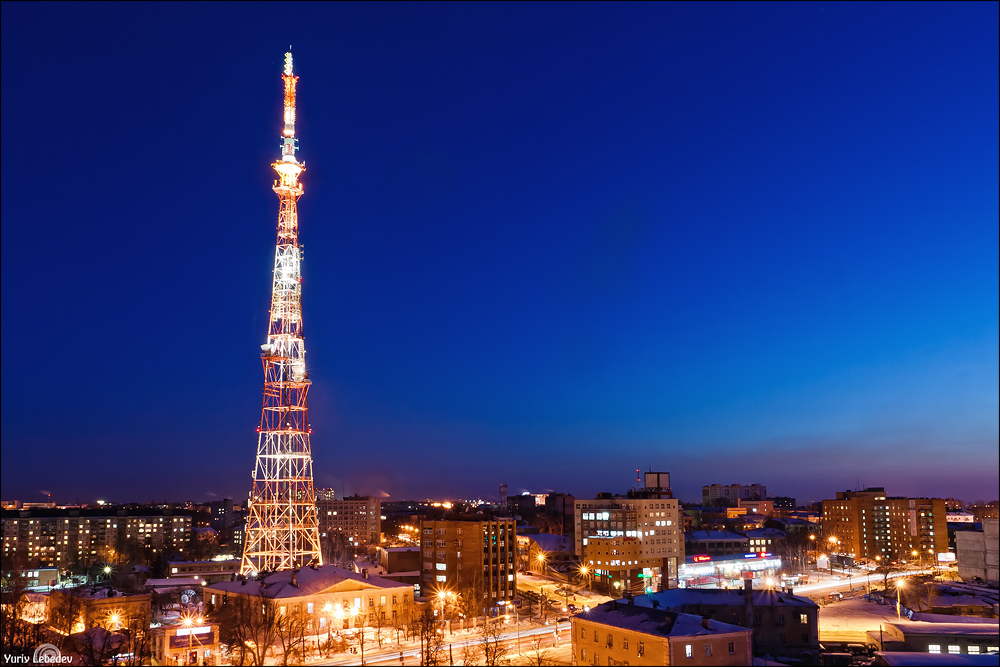
Нижегородская телебашня

Первая нижегородская типография была основана 19 декабря 1613 года печатником Аникитой Фофановым. Первая газета, «Нижегородские губернские ведомости», стала выпускаться 5 января 1838 года по инициативе нижегородского военного губернатора Бутурлина для информирования присутственных мест и частных лиц о правительственных распоряжениях.
Первая радиостанция начала вещание в августе 1918 года, а первая голосовая передача была выпущена в эфир Нижегородской радиолабораторией под руководством Бонч-Бруевича 27 февраля 1919 года. С 1920 года вещание стало регулярным. 11 мая 1953 года вышла первая телепередача, регулярное телевещание Горьковского телевидения началось 29 сентября 1957 года, а с марта 1961 года началась ретрансляция передач Центрального телевидения.
Старейшая российская региональная телекомпания — нижегородская ННТВ — была основана в 1988 году.
Одним из первых новостных сайтов стал сайт Нижегородского телеграфного агентства, начавший работу 18 августа 1999 года.
В свободном доступе находится 20 телеканалов, 28 FM-радиостанций, в том числе первая нижегородская радиостанция «Радио Рандеву», созданная в 1992 году совместно со специалистами из Франции. На 1 сентября 2008 года в городе зарегистрировано 765 печатных СМИ, в том числе 488 газет и 248 журналов.

### Газеты
- «Нижегородская правда»
- «День города. Нижний Новгород»[295].
- «Аргументы и факты — Нижний Новгород»
- «Нижегородский рабочий»
- «Ленинская смена»
- «Автозаводец»
- «Нижегородские новости»
- «Metro»
- «Деловая неделя»
- «Новая газета»
- «Телесемь»
- «Новое дело»
- «Патриоты Нижнего»
- «Красный Сормович»

### Телевидение
- 2 ТВК — Первый канал
- 3 ТВК — СТС
- 4 ТВК — Россия 24 / ГТРК Нижний Новгород / ННТВ
- 6 ТВК — ТНТ
- 7 ТВК — Волга
- 9 ТВК — НТВ
- 10 ТВК — Россия 1 / ГТРК Нижний Новгород
- 11 ТВК — Домашний / 11 канал
- 12 ТВК — РЕН ТВ
- 23 ТВК — Россия К
- 26 ТВК — Пятый канал
- 29 ТВК — Ю / Бор-ТВ
- 31 ТВК — ТВ-3
- 33 ТВК — Звезда
- 36 ТВК — Солнце
- 39 ТВК — Матч ТВ
- 41 ТВК — ТВ Центр
- 44 ТВК — Че! / Диалог
- 49 ТВК — ТНТ4 / Стрежень
- 51 ТВК — Пятница!

### Радиостанции

#### FM-диапазон
- 88,4 — Like FM
- 88,8 — Радио Орфей
- 89,2 — (ПЛАН) Радио Вера
- 90,8 — Радио Sputnik
- 92,4 — Радио Маяк
- 92,8 — Радио «Комсомольская Правда»
- 93,5 — Наше радио
- 93,9 — Радио России / ГТРК Нижний Новгород
- 94,7 — Relax FM
- 95,6 — Маруся FM
- 96,0 — Новое радио
- 96,4 — Радиола
- 96,8 — Радио ENERGY
- 97,6 — Радио Гордость
- 98,0 — Радио Образ
- 98,6 — Вести FM
- 99,1 — Детское радио
- 99,5 — Comedy Radio
- 100,0 — Радио 7 на семи холмах
- 100,4 — Серебряный дождь
- 100,9 — Радио Рекорд
- 101,4 — Хит FM
- 101,9 — Авторадио
- 102,4 — Радио Монте-Карло
- 102,9 — Русское радио
- 103,4 — Радио Рандеву
- 103,9 — Европа Плюс
- 104,5 — Радио Дача
- 104,9 — Love Radio
- 105,4 — Дорожное радио
- 105,9 — Радио Родных Дорог
- 106,4 — Ретро FM
- 106,9 — Радио Шансон
- 107,4 — Юмор FM
- 107,8 — Business FM

## Нижний Новгород в массовой культуре

### Фильмы
Нижний Новгород (Горький) неоднократно становился съёмочной площадкой для отечественного кинематографа.
- 1950-е годы. В Горьком снимается фильм «Екатерина Воронина» о непростой судьбе советской девушки, ставшей одним из руководителей речного порта. В картине много натурных съёмок на Верхневолжской набережной, улице Советской, Минина, Пискунова, в слободе Кошелевка с видом на Печерский Вознесенский монастырь. Ряд сцен сняты в Театре драмы. Романтическое свидание героев Михаила Ульянова и Нонны Мордюковой проходит с видом на ночную Стрелку[296].
- 1960-е годы. Вышедшая в 1960 году кинокартина «Девичья весна» запечатлела виды Горького, в том числе Верхневолжской набережной, Нижегородского кремля и Сормовского завода, где состоялось концертное выступление хореографического ансамбля «Берёзка»[297]. Продолжительные эпизоды эвакуации первых дней войны фильма Ивана Пырьева «Свет далёкой звезды» были сняты на горьковской пристани. Узнаваема в ленте Нижне-Волжская набережная. Жители близлежащих домов по просьбе съёмочной группы заклеивали окна бумажными крестами.
- 1970-е годы. Все события фильма Николая Розанцева «Ещё не вечер» происходят в Горьком. 15-летняя Инна Ковалёва пошла работать на Горьковский автомобильный завод во время войны и связала с ним всю свою жизнь. Съёмки проходили на территории ГАЗа, около Кремля, на набережных и в кафе города. Удивительно, но в «роли» театра драмы выступил дом политического просвещения (ныне — концертный зал «Юпитер»)[296].
- 1980-е годы. В середине 1980-х в Горьком снимали сразу два полнометражных фильма «Конец операции „Резидент“» и «Жизнь Клима Самгина». При этом если первый отражал современный развивающийся социалистический город, то второй успешно создавал иллюзию старой, дореволюционной Москвы[298]. В 1988 году здесь снимали картину «Мисс миллионерша» с Николаем Караченцовым. Его герой посещает кафе «Чайка», Мытный рынок, гуляет по Большой Покровской и улице Горького. Коренные горьковчане в качестве недостатка монтажа отметили, что праздничная процессия на центральной улице регулярно меняет направление своего движения на противоположное[296].
- 1990-е. Главным фильмом, снятым в Нижнем Новгороде в этот период стал проект 1994 года Никиты Михалкова «Утомлённые солнцем». Посёлок Зелёный Город, с середины XX века являющимся местом дачного отдыха руководящей элиты города и имеющим в силу этого особый статус части Нижегородского района, и одна из дач стали местом развития событий практически всего фильма[299]. Эта работа отмечена кинопремией Оскар и Гран-при Каннского кинофестиваля.
- 2000-е. «Жмурки» — фильм Алексея Балабанова, учившегося в студенческие годы в Горьком, переполнен видами Нижнего Новгорода, тёмных дворов и закоулков исторического центра. Когда для достоверности отражаемого периода с некоторых центральных улиц стали эвакуировать иномарки младше 1995 года, нижегородцы серьёзно обсуждали якобы проводящийся спецрейд налоговой полиции[300]. Для съёмок фильма «На игре» режиссёр Павел Санаев превратил Нижний Новгород в виртуальное пространство компьютерной игры. В картину вошли лучшие панорамные виды города, его исторического центра[296]. Благодаря картине «Овсянки» панораму на Канавинский мост и заречную часть города от набережной Федоровского увидели и зрители Венецианского кинофестиваля[301].

Кроме перечисленных, в городе снимались фильмы «Фома Гордеев» (1959), «Впервые замужем» (1979), «Васса» (1982), «Мать» (1989), «Фортуна» (2000), «Отель „Президент“» (2013), «Выпускной» (2014), «Я худею» (2018), «Пара из будущего» (2021), телесериал «Метод» (2015).